# Biserica de lemn din Ionești, Arad

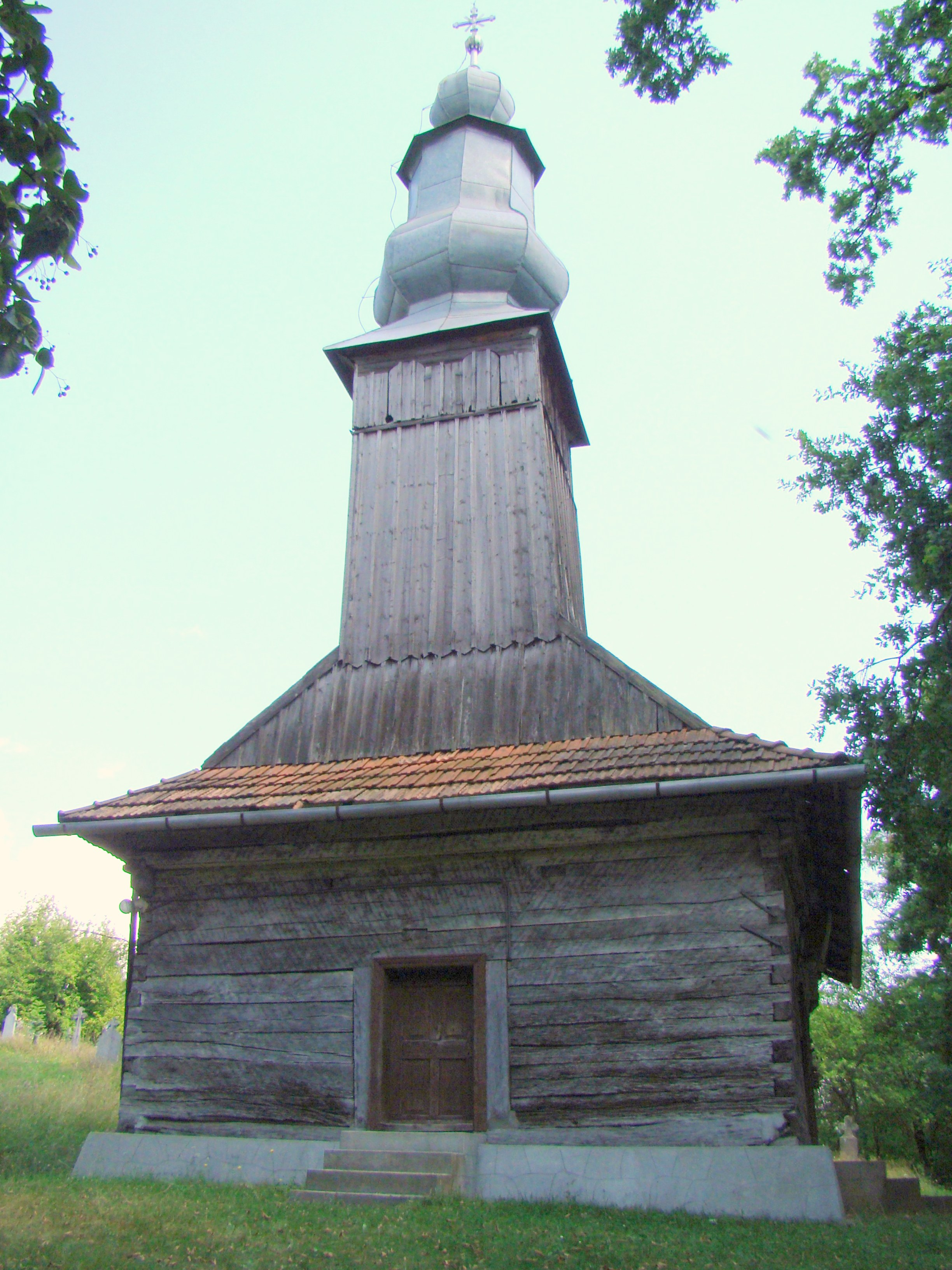
Biserica de lemn „Sfântul Mare Mucenic Gheorghe” din Ionești, comuna Hălmagiu, județul Arad, foto: iulie 2009.

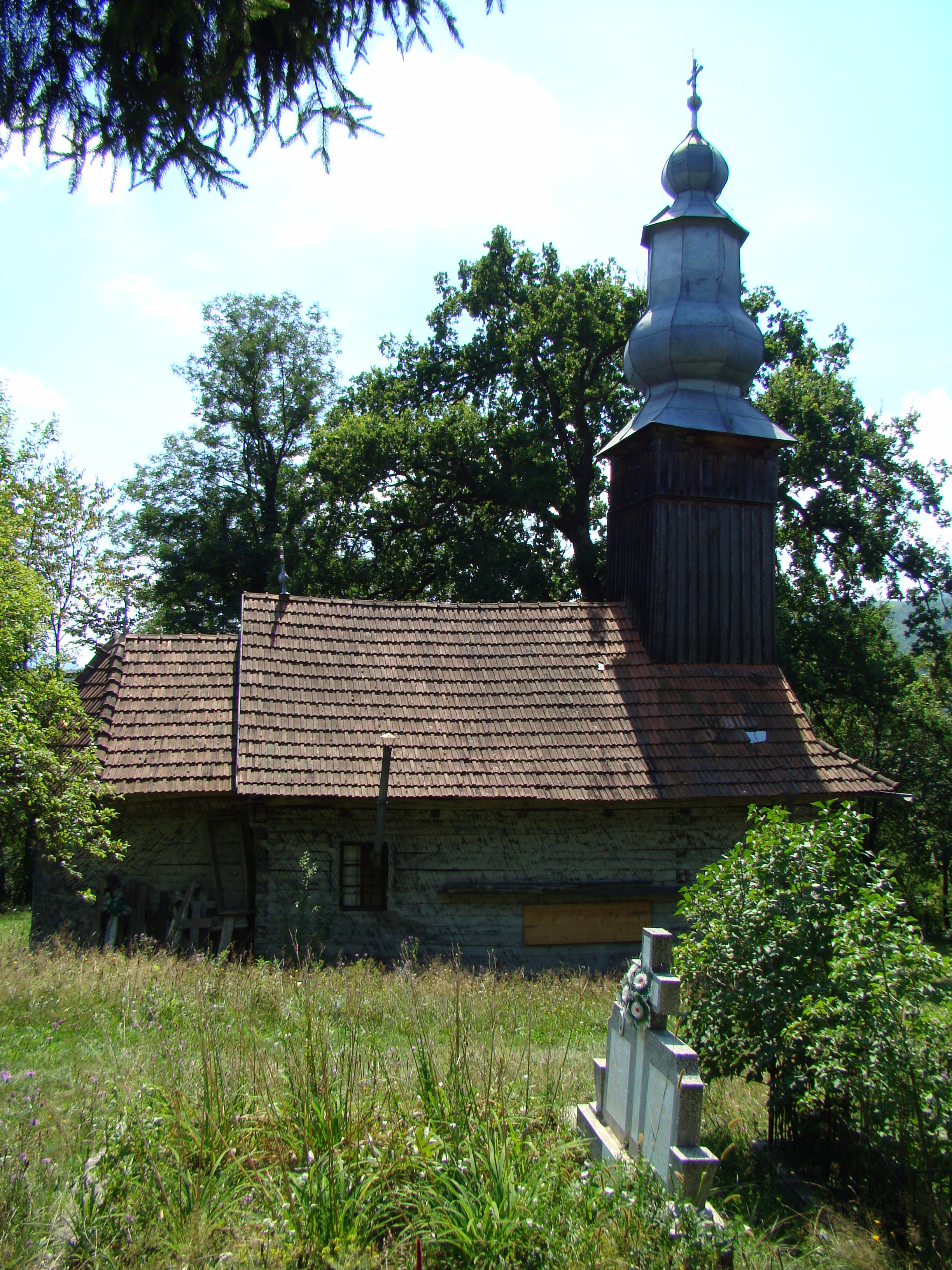
Biserica (sud)

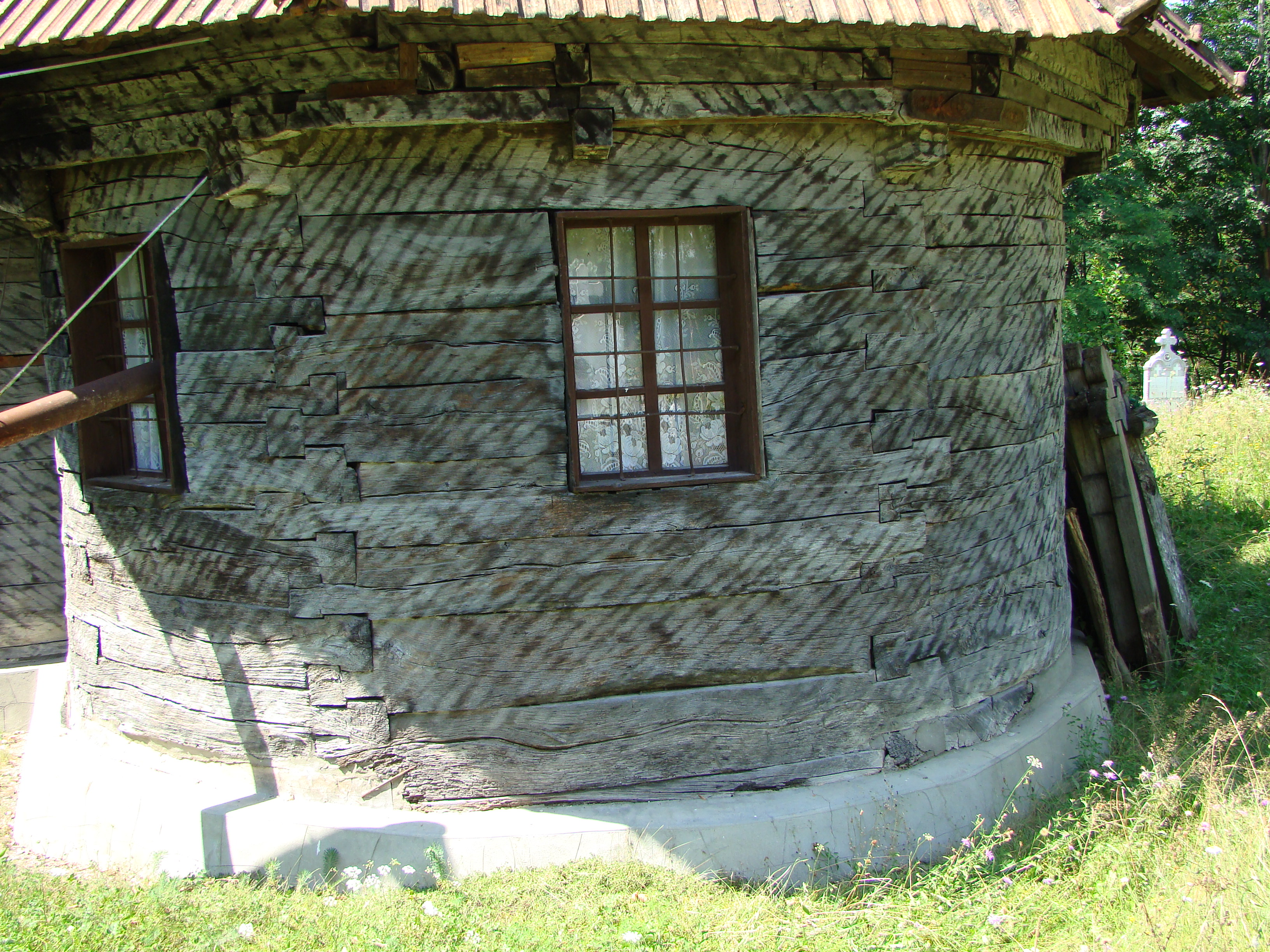
Absida altarului

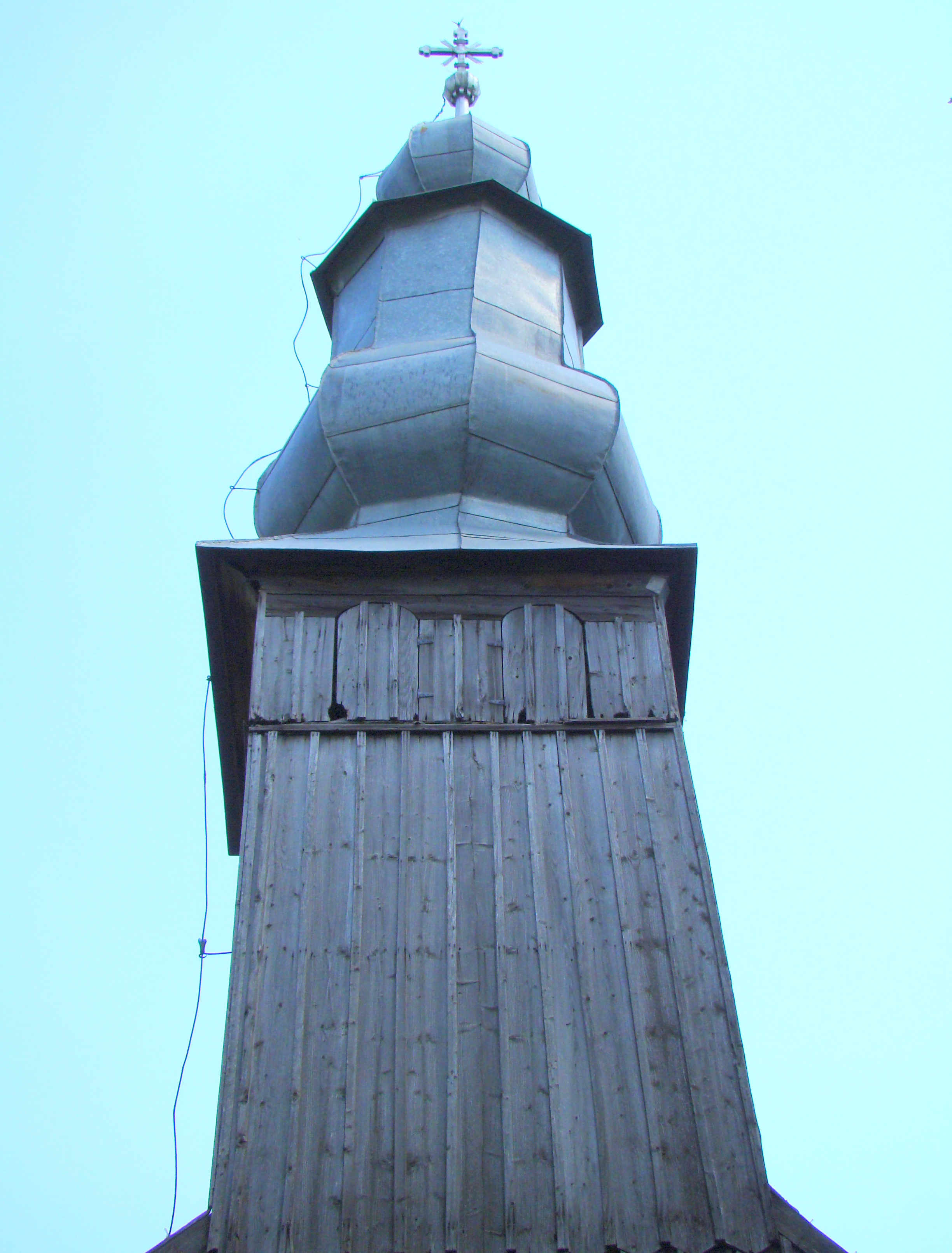
Turnul-clopotniță

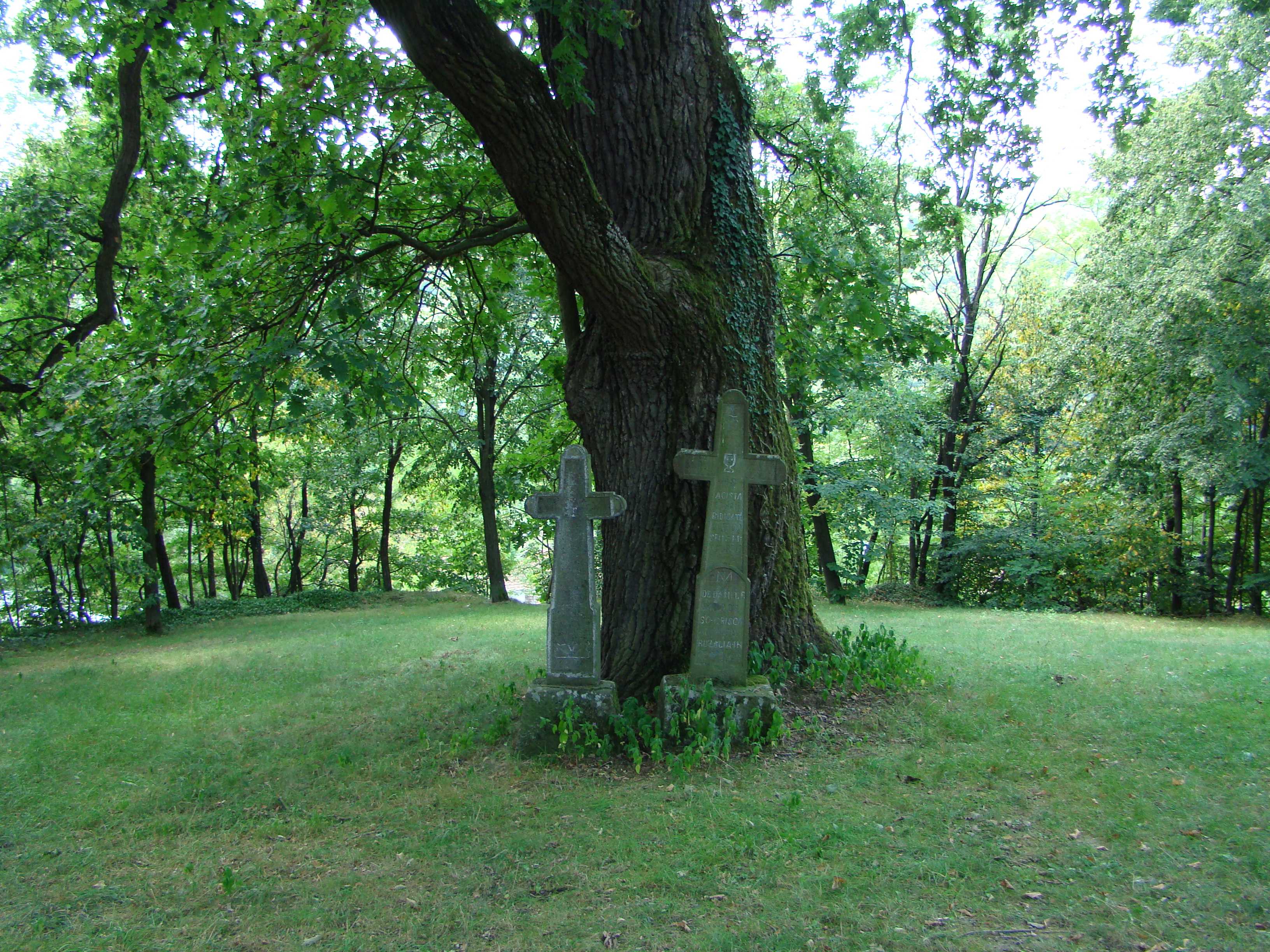
Gorunul de trăznet și cruci vechi

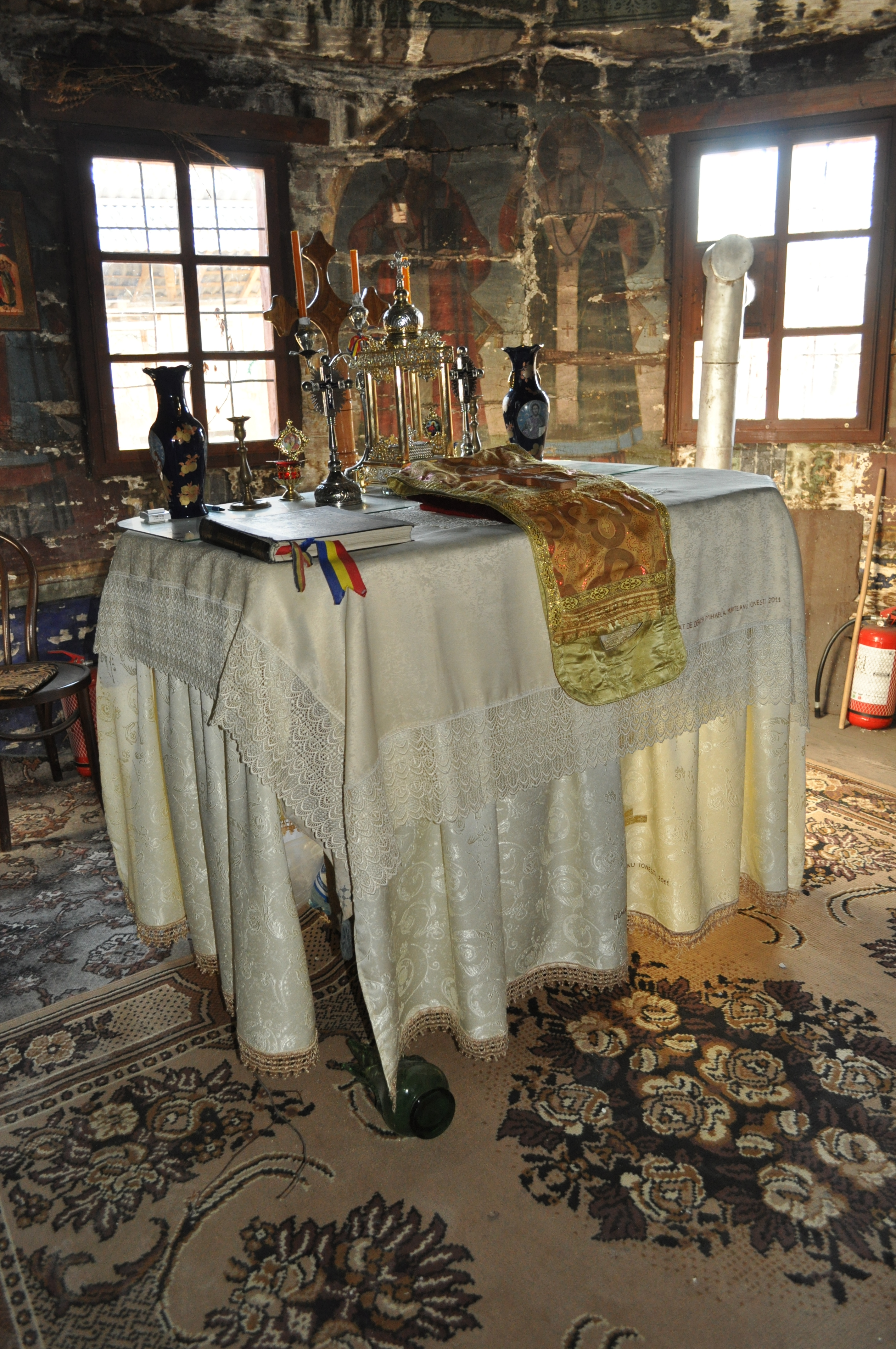
În altar

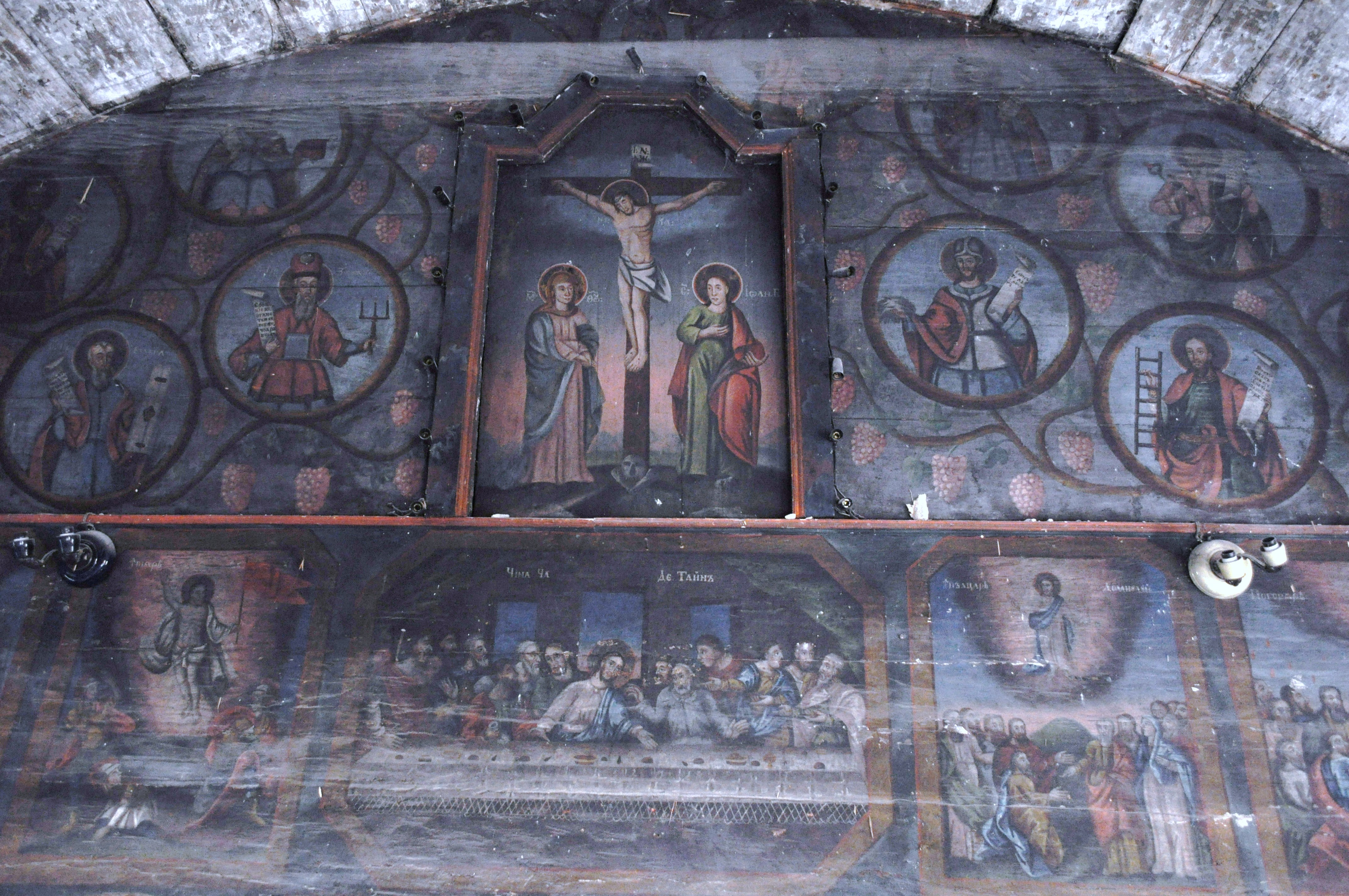
Catapeteasma

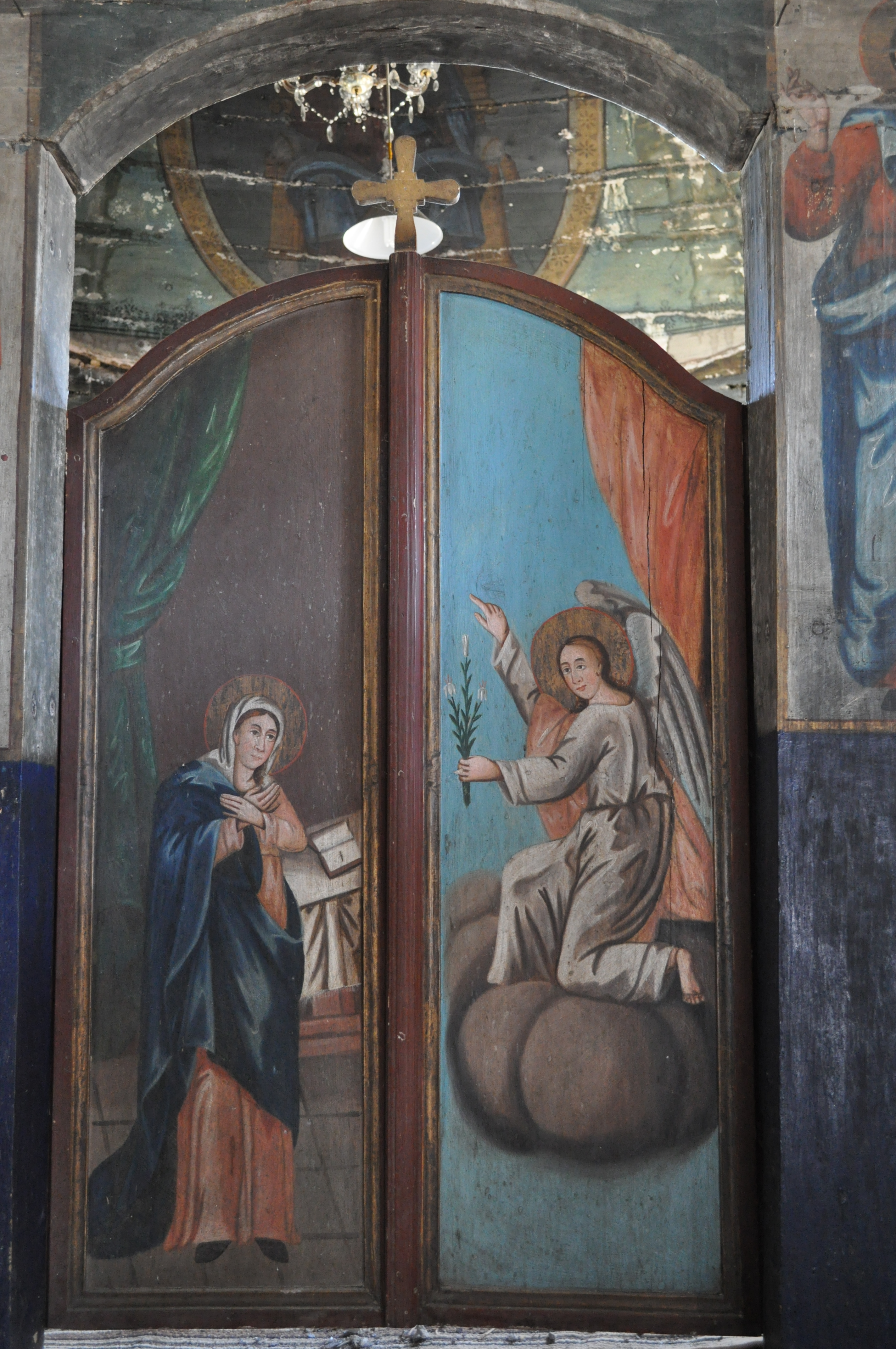
Ușile împărătești: Buna Vestire

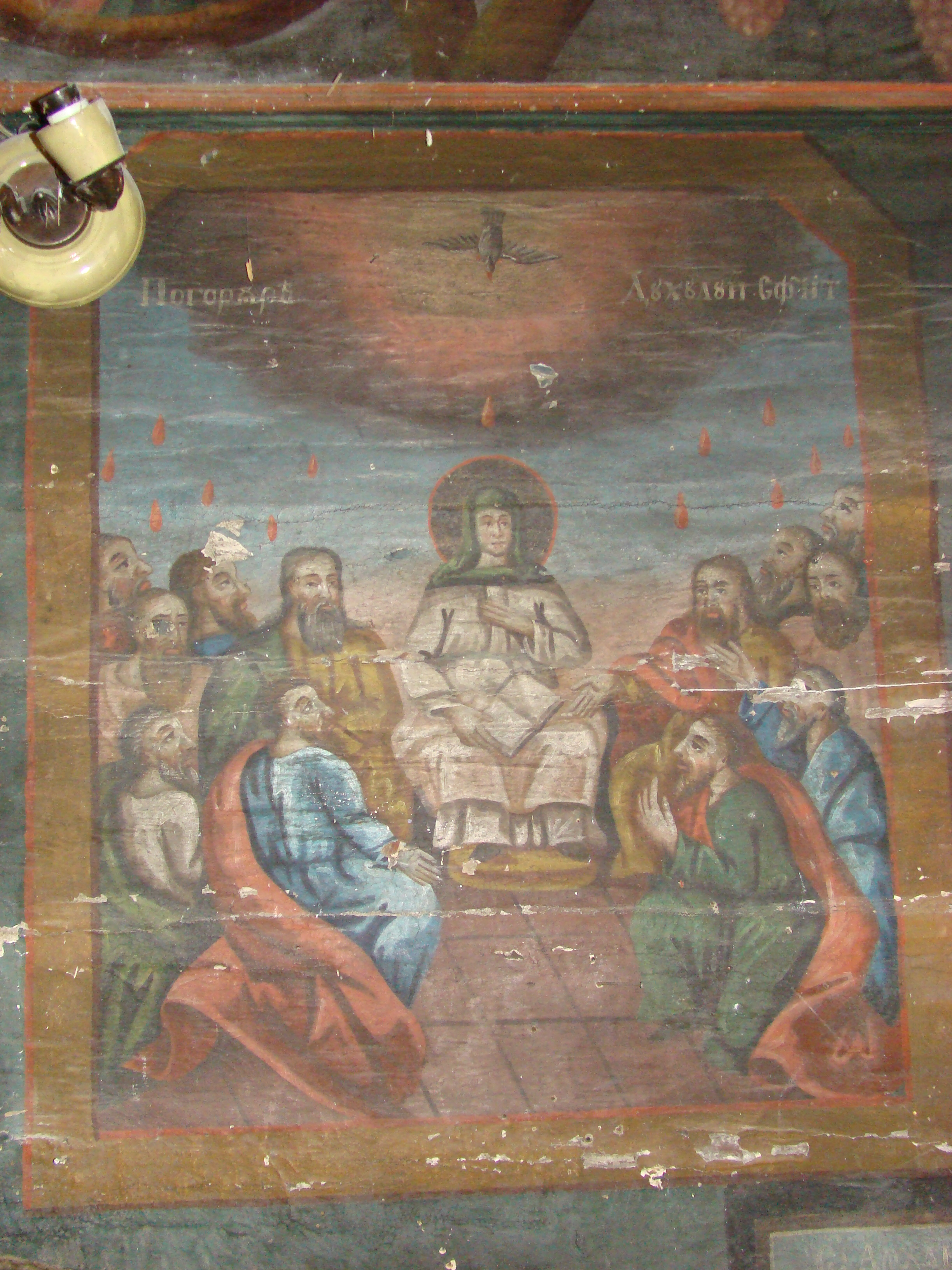
Pogorârea Duhului Sfânt

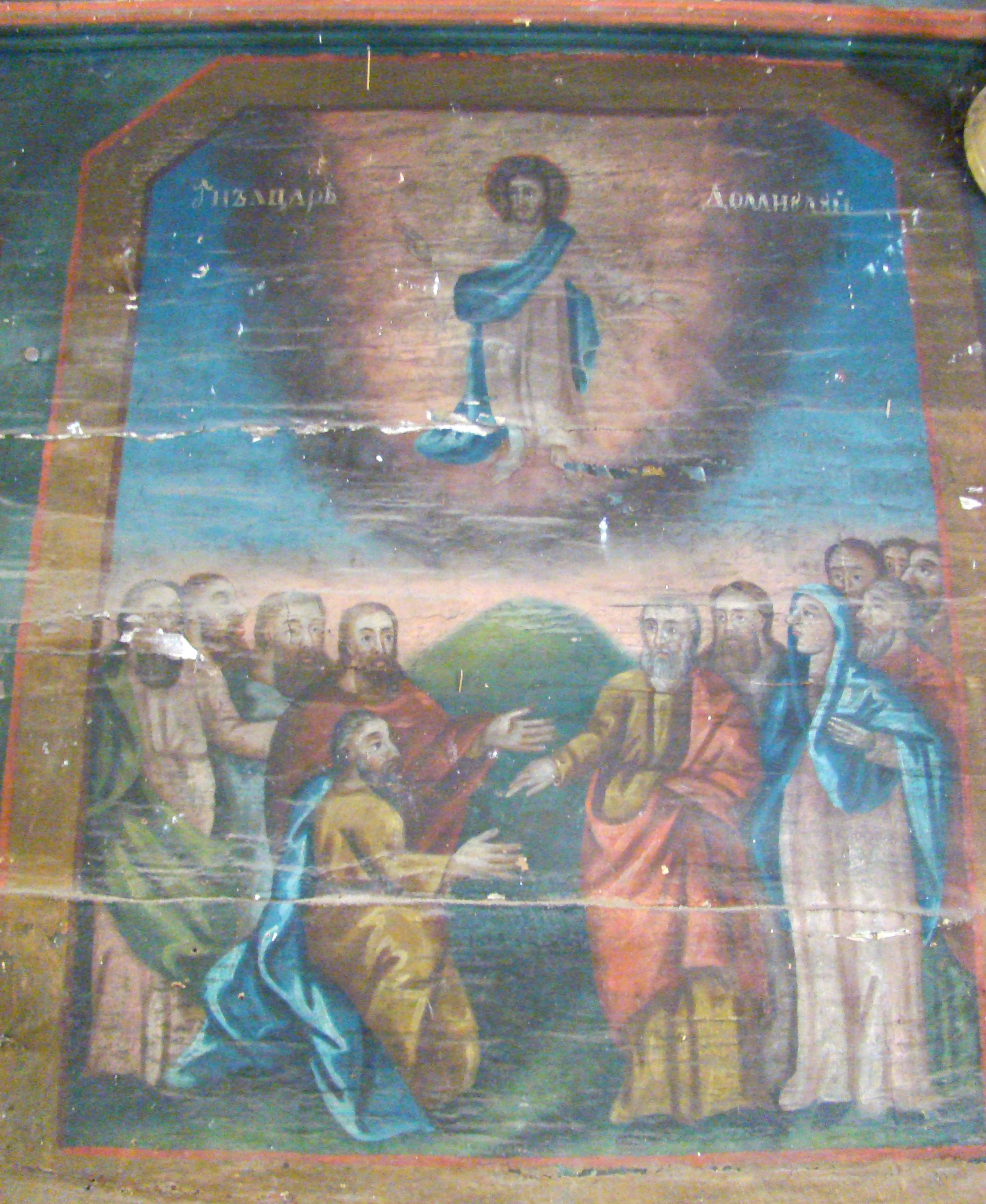
Înălțarea Domnului

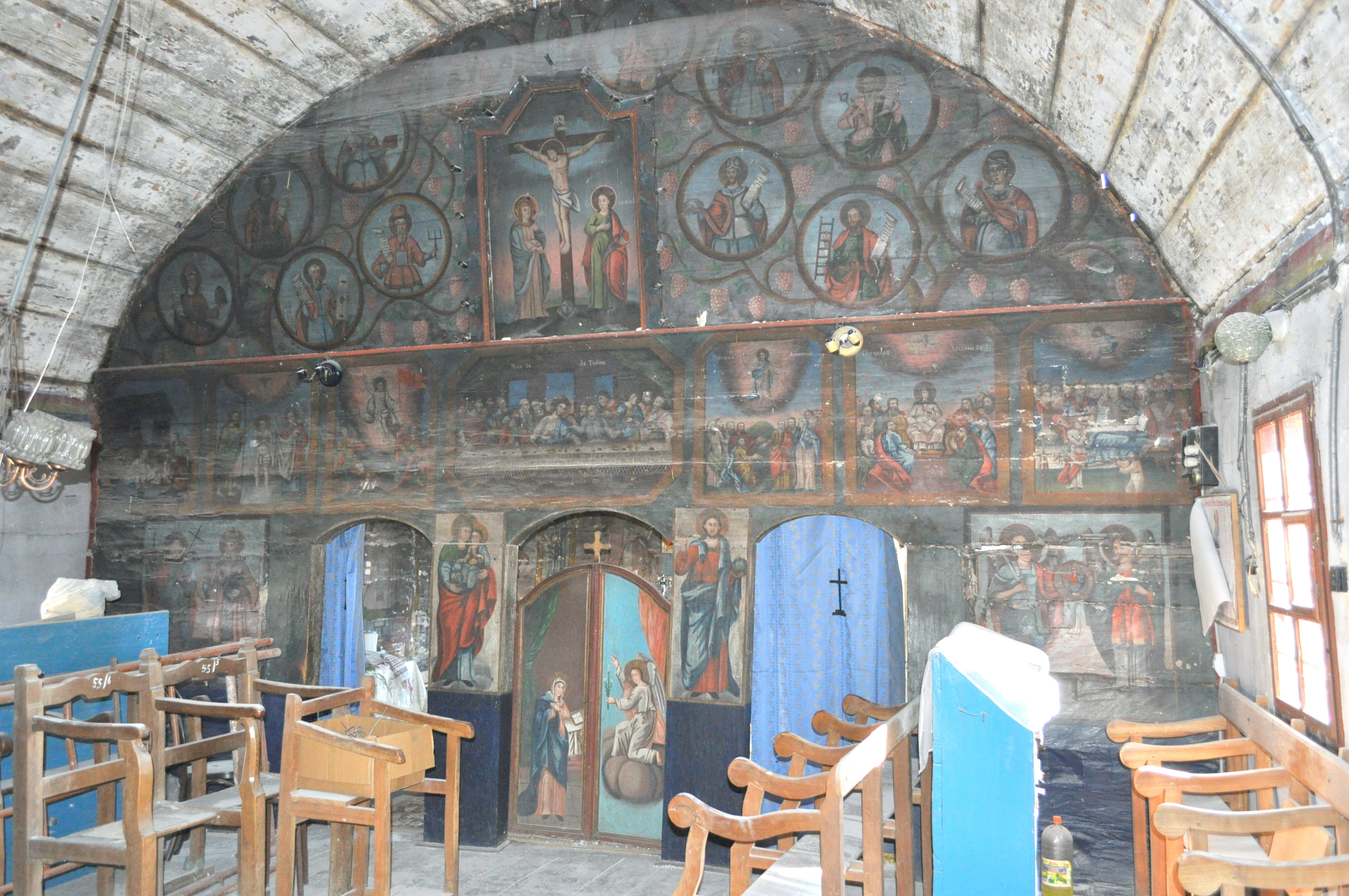
Interiorul navei

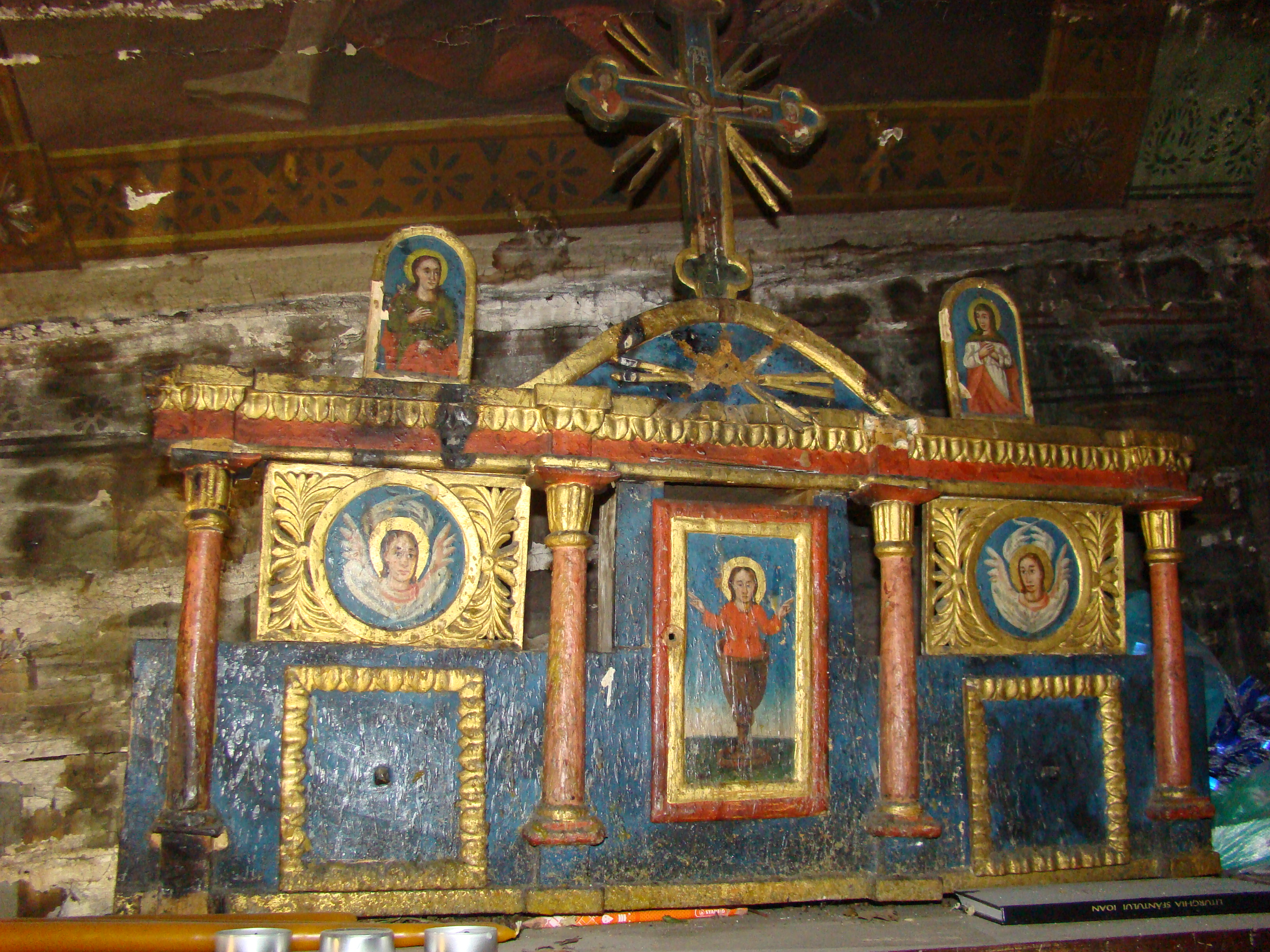
Chivotul

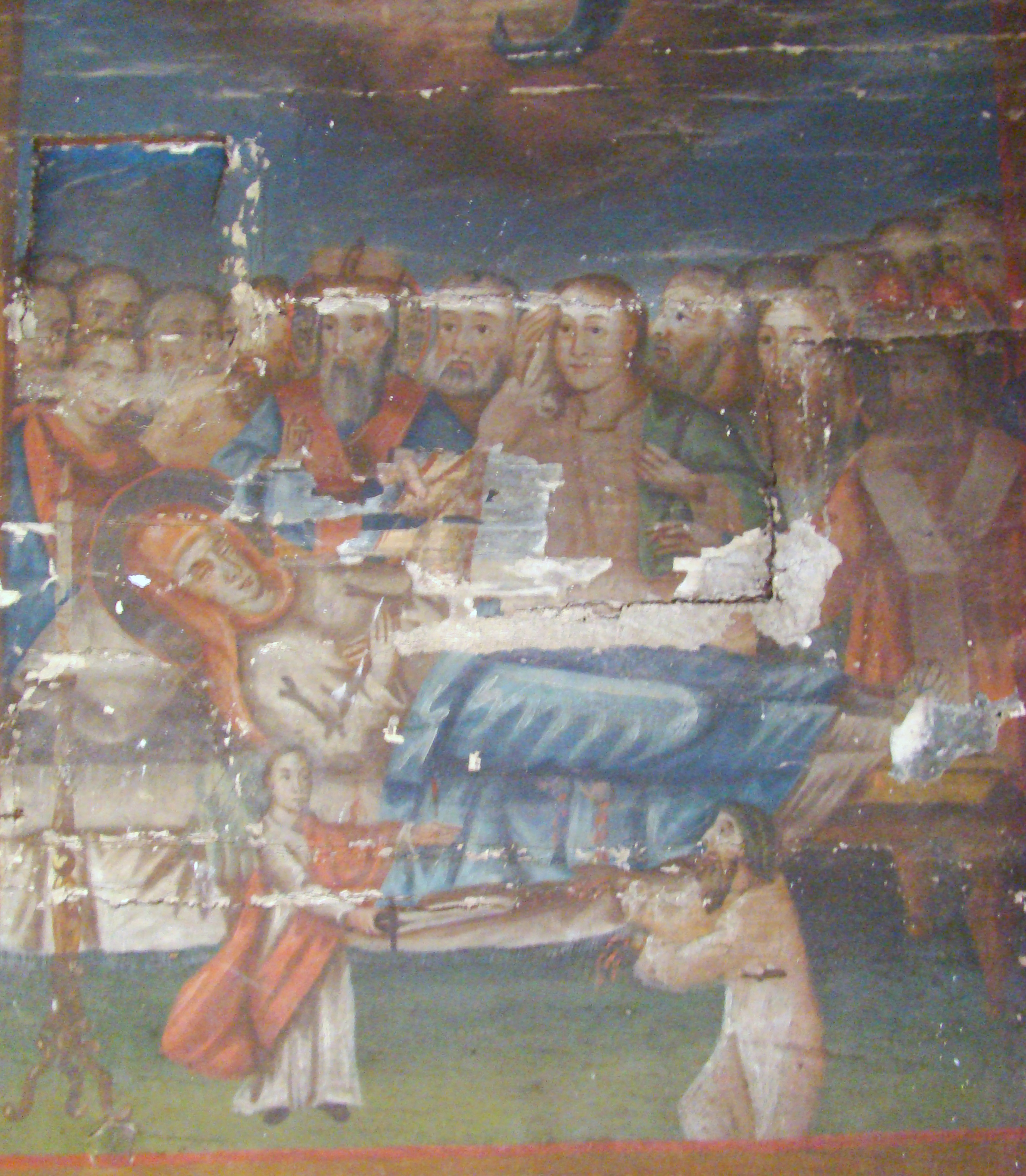
Adormirea Maicii Domnului

Biserica de lemn din Ionești, comuna Hălmagiu, județul Arad, a fost construită în anul 1730, pe locul uneia ce data din 1460. Are hramul „Sf.Mucenic Gheorghe”. Pictura pe pânză a fost executată în 1845. Biserica se află pe noua listă a monumentelor istorice sub codul LMI: cod LMI AR-II-m-B-00614.

## Istoric
Cea mai veche mențiune scrisă referitoare la satul Ionești este anul 1441. Evoluția demografică ulterioară a localității consemnează 105 familii în anul 1834, 375 locuitori în 1910 și 353 în 1922.
Biserica
La numai 20 metri de Drumul Național 79-A se află o biserică de lemn, pe un bot de deal, ceea ce face ca ea să fie văzută de la mare distanță. De această biserică se leagă multe amintiri. Una din ele spune ca ar fi adusă (dar nu se știe când) din satul Hălmăgel. Informația o aflăm de la Coriolan Petranu, care spune că biserica datează din 1850. Preotul locului pe nume Petru Bejan a consemnat următoarele: ”Biserica este din 1460 și a fost clădită în altă parte a satului de unde a fost mutată pe locul unde se află azi în 1730. Parte din lemnele acelei biserici s-au folosit pentru clădirea bisericii actuale, iar parte din lemne au fost vândute la licitație unui oarecare, pe nume Vârșețu care și-a construit cu ele locuință…” Anul 1460, evident, nu este cel real.

## Trăsături
Construcția
În mod cert construcția actualei biserici este rezultatul unei renovări din temelie, cu adăugarea unui soclu de piatră și înlocuirea tălpilor groase. Bârnele, fiind fasonate, s-au așezat în cununi perfect suprapuse, dând peretelui o suprafață netedă peste care s-au bătut apoi nuiele care să susțină tencuiala. Cu ocazia ultimei renovări, vechile console ale bârnelor din partea de sus a perețelui au fost eliminate și s-au păstrat doar console de la cele trei bârne orizontale de la streașină (numite de localnici”cursuraie”), bârne care susțin acoperișul cu învelitoare de șindrilă, azi cu țiglă. Șarpanta este de dată recentă. Ferestrele inițiale mici (asa cum se vede una la altar) au fost mult mărite. Turnul cu bulbi este și el un rezultat al ultimei renovări, când învelișul din sindrilă a fost înlocuit cu unul de tablă.
Planul
Navei dreptunghiulare i se alătură o absidă pe plan dreptunghiular la bază, dar rotunjită la pereți. O astfel de soluție nu se întâlnește în restul vâii Crișului Alb. În Transilvania absida de plan circular o întâlnim foarte rar. Un exemplu de acest gen este biserica de lemn din Chieșd, județul Sălaj. În cuprinsul Episcopiei Aradului, abside de plan semicircular au mai existat la bisericile (azi dispărute) din Luguzău si Iermata.
Pictura
În “fișa de monument” întocmită în anul 1960 se arată următoarele: ” Înainte vreme biserica a fost tencuită…pe nuiele la exterior. Prin tencuire s-au distrus majoritatea picturilor. Ni s-au păstrat picturile de pe iconostas, din altar și de pe peretele despărțitor dintre tinda femeilor și naos. Pe acest perete găsim portretele a șase regi, avându-l în mijloc pe Dumnezeu și un arhanghel. Între figurile umane sânt răspândite un cal înaripat, o oaie , un vultur și un animal cu cap de om. Pe iconostas în partea inferioară sunt scenele: Nașterea Domnului, Botezul, Învierea, Cina cea de taină, Înălțarea la cer, Adormirea Maicii Domnului. Din motive de simetrie nu se respectă cursul normal al vieții lui Isus. Altarul are pe pereții laterali reprezentate figurile a nouă ierarhi și Jertfa lui Avraam, pe boltă, Iisus, Duhul Sfânt și când au omorât Cain pe Abel. Pictura executată pe la mijlocul sec. al XIX-lea de un meșter, probabil local, care a păstrat în linii mari canoanele fixate în acest sens, dar fără un prea mare simț artistic. Coriolan Petranu scrie că: ”pictura din Ionești e înrudită cu cea din Țărmure, poate este opera aceluiași maestru Ioan Demetrovici din Timișoara”. Nu avem nici un motiv a ne îndoi de presupunerea lui Petranu, cu atât mai mult cu cât același zugrav semnase și pictura bisericii învecinate de la Târnava de Criș. Pictura datează din jurul anului 1840. Pe piciorul mesei din altar (vizibil și acum) scrie ”Florea Dănilă 1892”. Este cu siguranță anul renovării din temelie a bisericii.
Icoane
În biserică se păstrează câteve icoane pe lemn cu temele: ”Sf.Nicolae”, ”Maria cu pruncul”, ”Iisus”, ”Duminica orbului”, o icoană pe lemn reprezentând în patru casete pe Isus, Maria, Sf.Nicolae, un arhanghel și Botezul lui Isus. Alte icoane de aici se păstrează la mănăstirea Arad-Gai.
Cărțile
S-au păstrat în biserică mai multe tipărituri: Catavasier, Râmnic, 1708, Catavasier, 1764 (:cumpărat la 1771”); Cazanie (“donate la 1765”); Evanghelie, 1765 (pe care sunt însemnate manuscrise: ”donată in 1775”. Se mai povestește că, de groaza turcilor, preotul satului a fugit cu paștele pe un deal unde a dat paștele populației, fugită și ea. De atunci dealul se numeste Dealul Popii ,pe la anul 1541”. În biserică se mai păstrează două cărți manuscrise; Chiriacodromion, 1732 (donat la 1755) și un Octoih (donat la 1781).
Gorunul de trăznet
În valea Crișului Alb există o tradiție foarte veche care presupune plantarea în preajma unei biserici a unui copac, care în anii următori nu numai să dea umbra celor ce se aflau lângă mormintele din jurul bisericii ci și să apere construcția de trăznet. De aceea se plantau copaci care aveau coroana mare și înălțime apreciabilă la numai câțiva ani de la plantare. Așa s-a întâmplat și la Ionești unde un falnic gorun stă de strajă Lăcașului Sfânt.

## Imagini din exterior

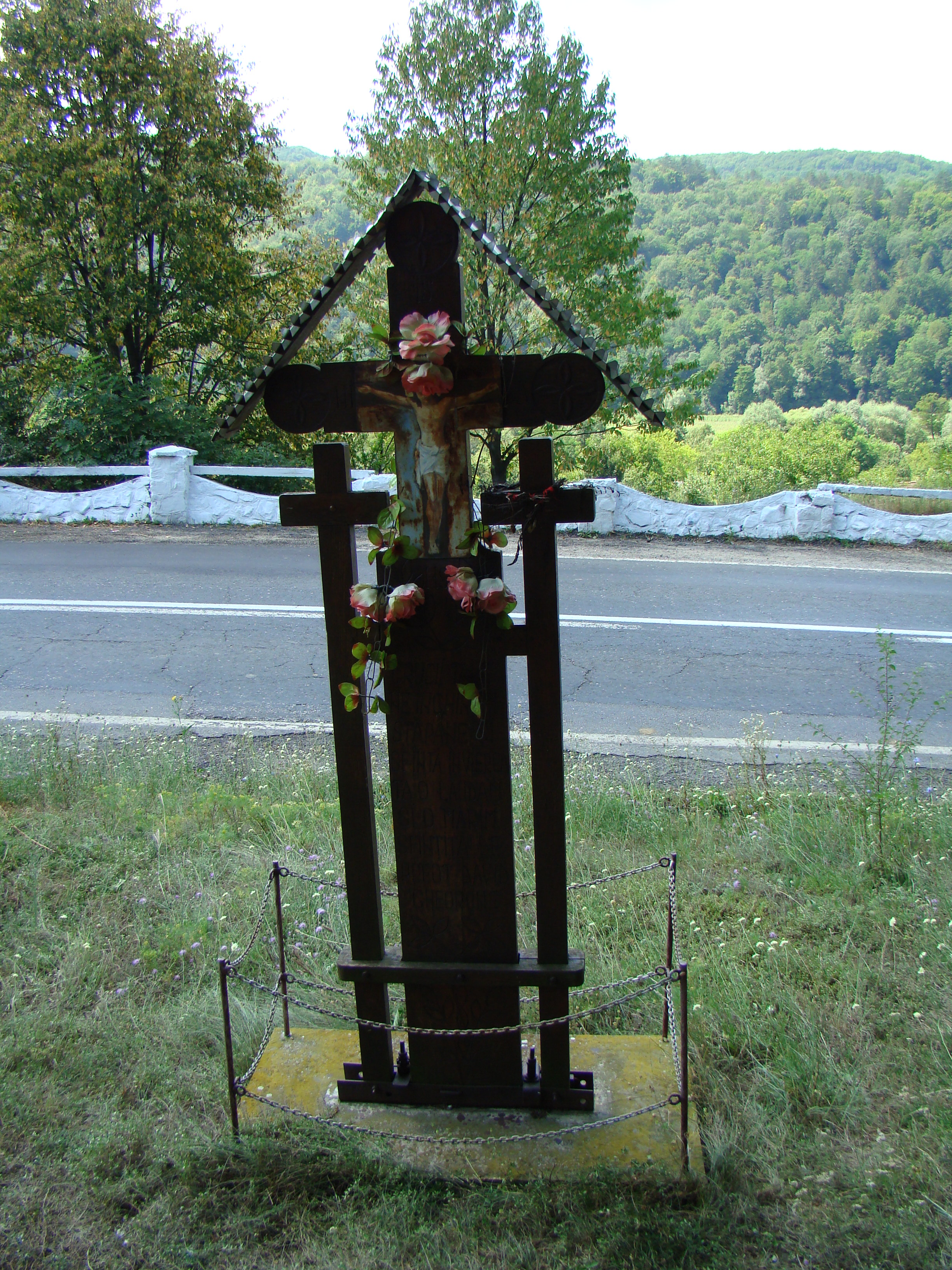
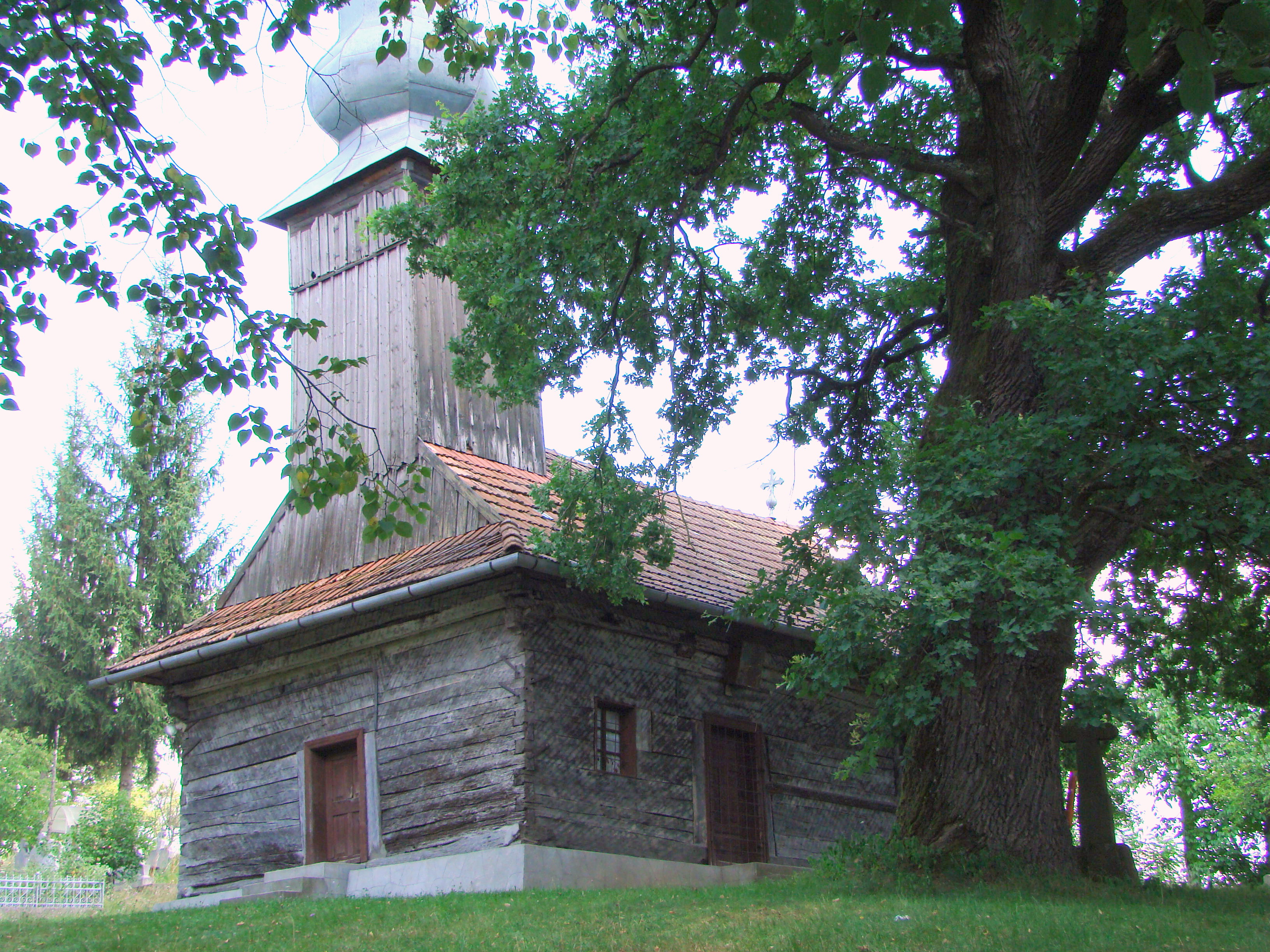
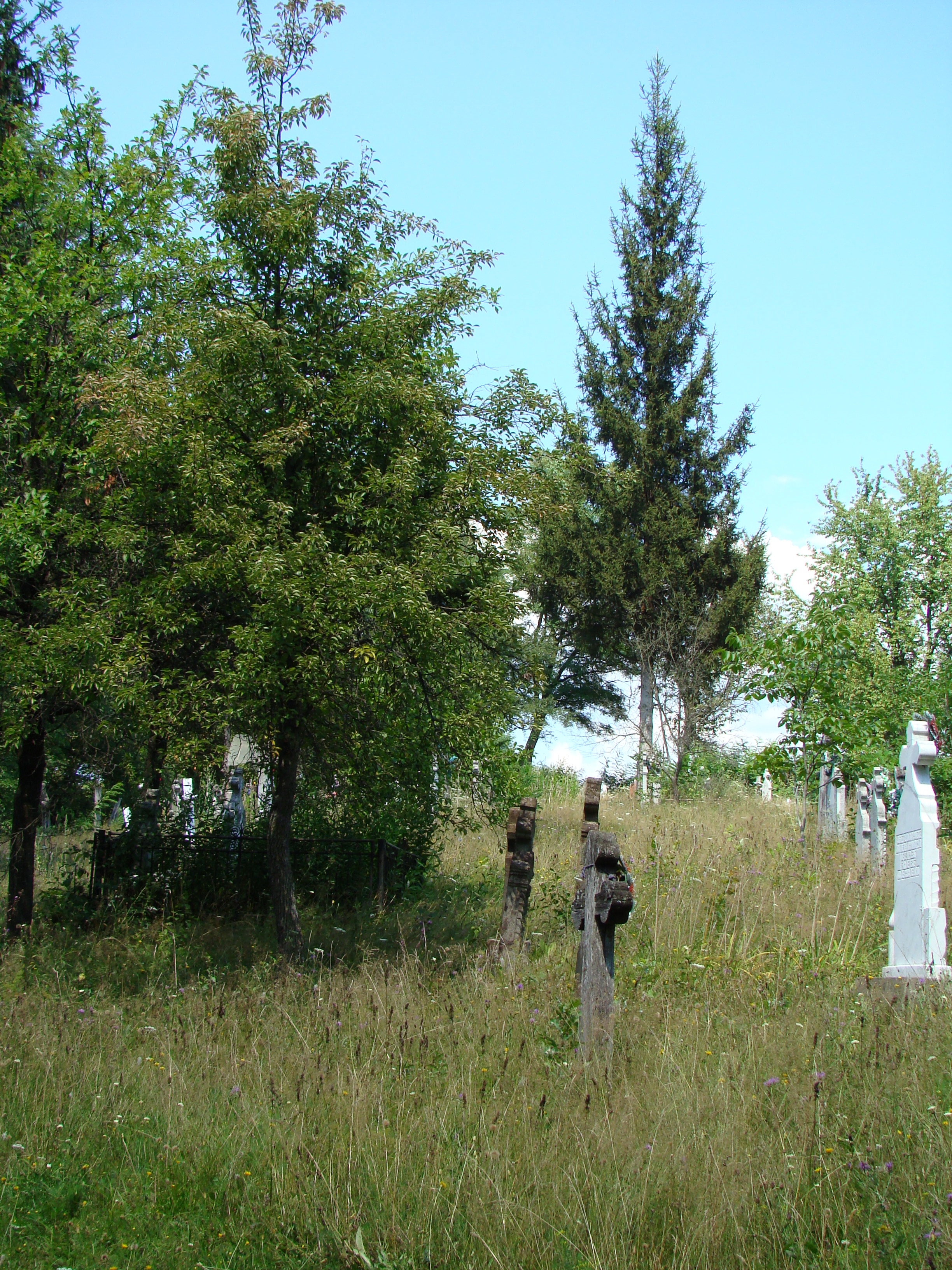
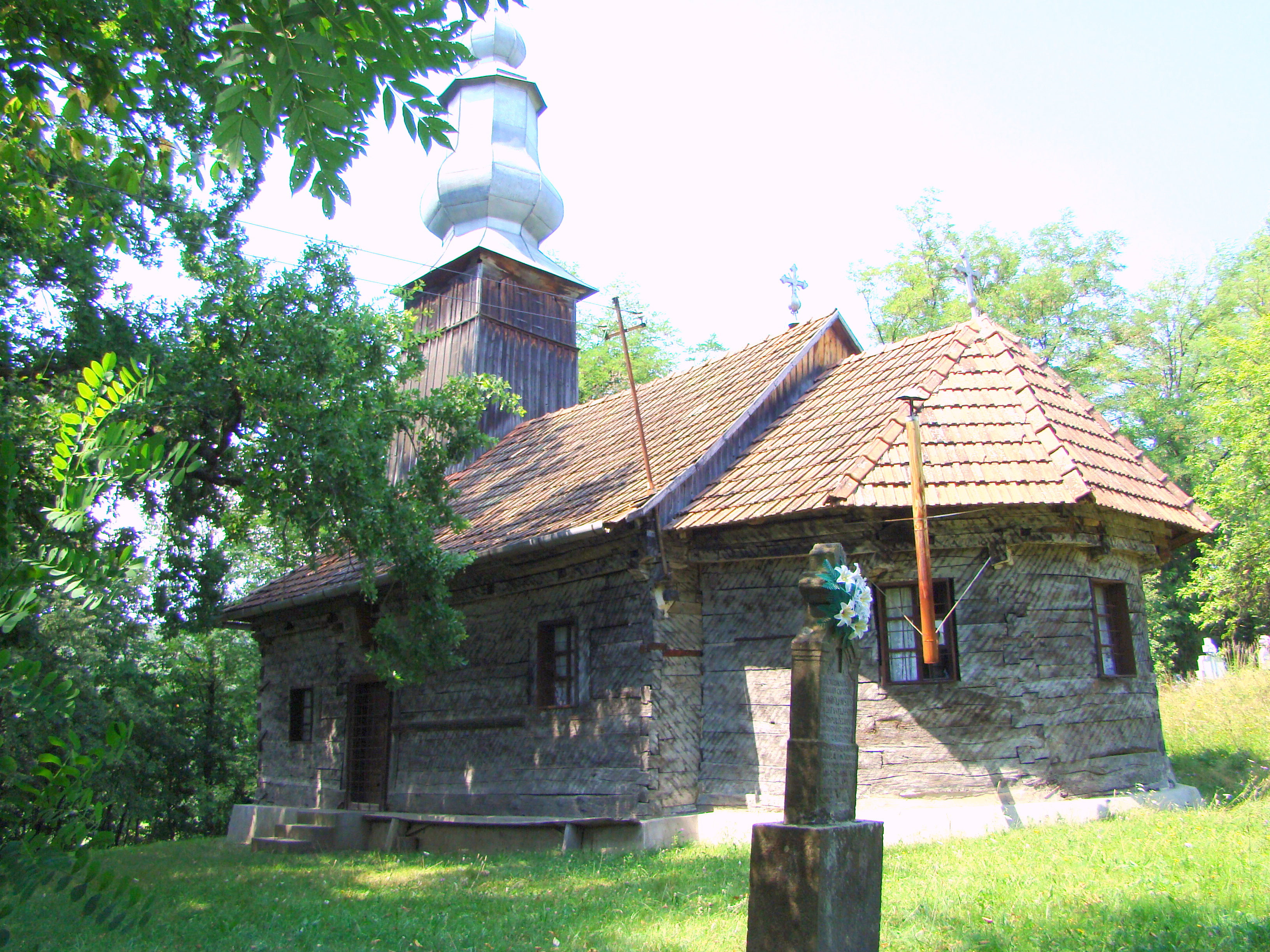
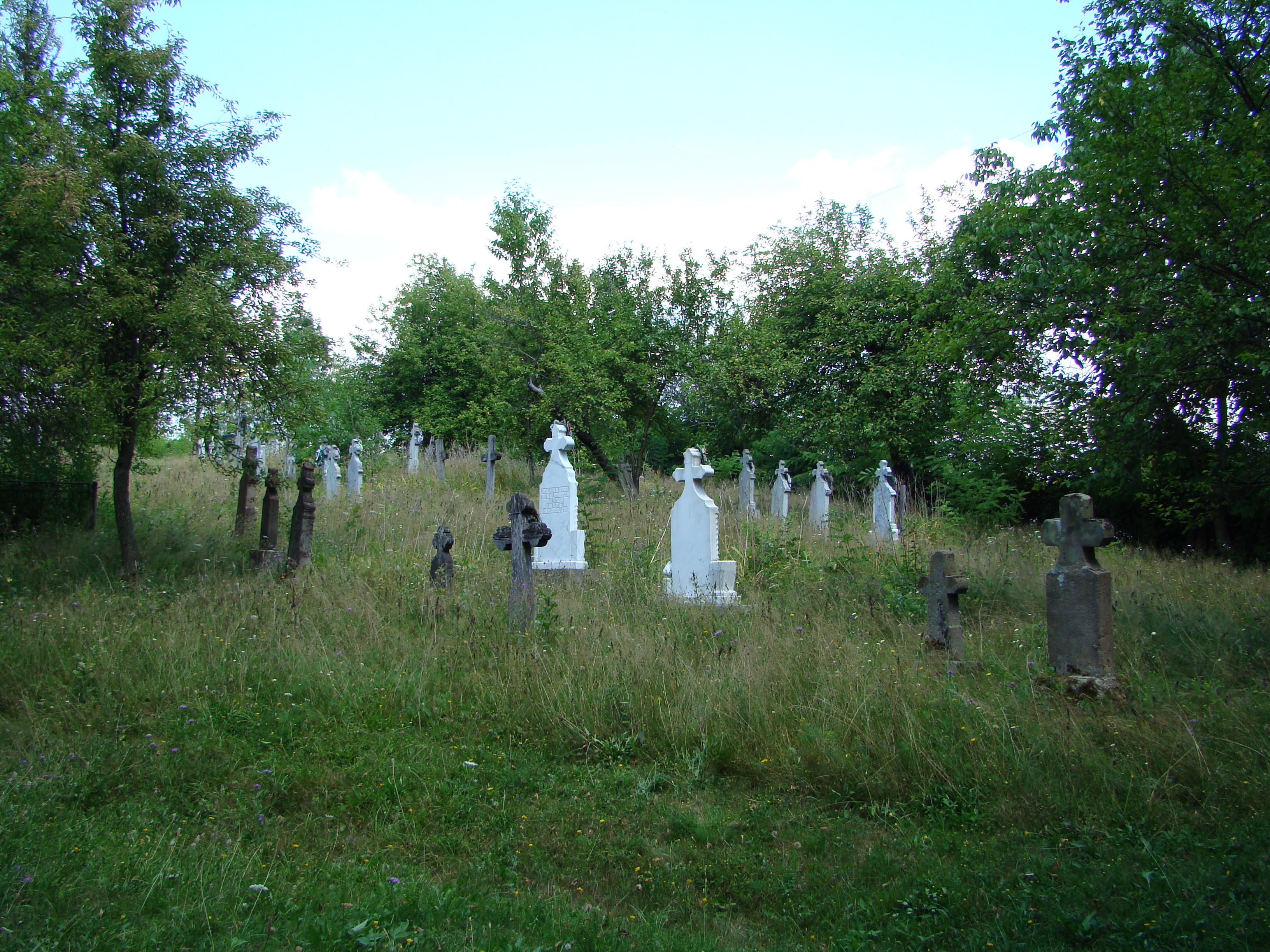
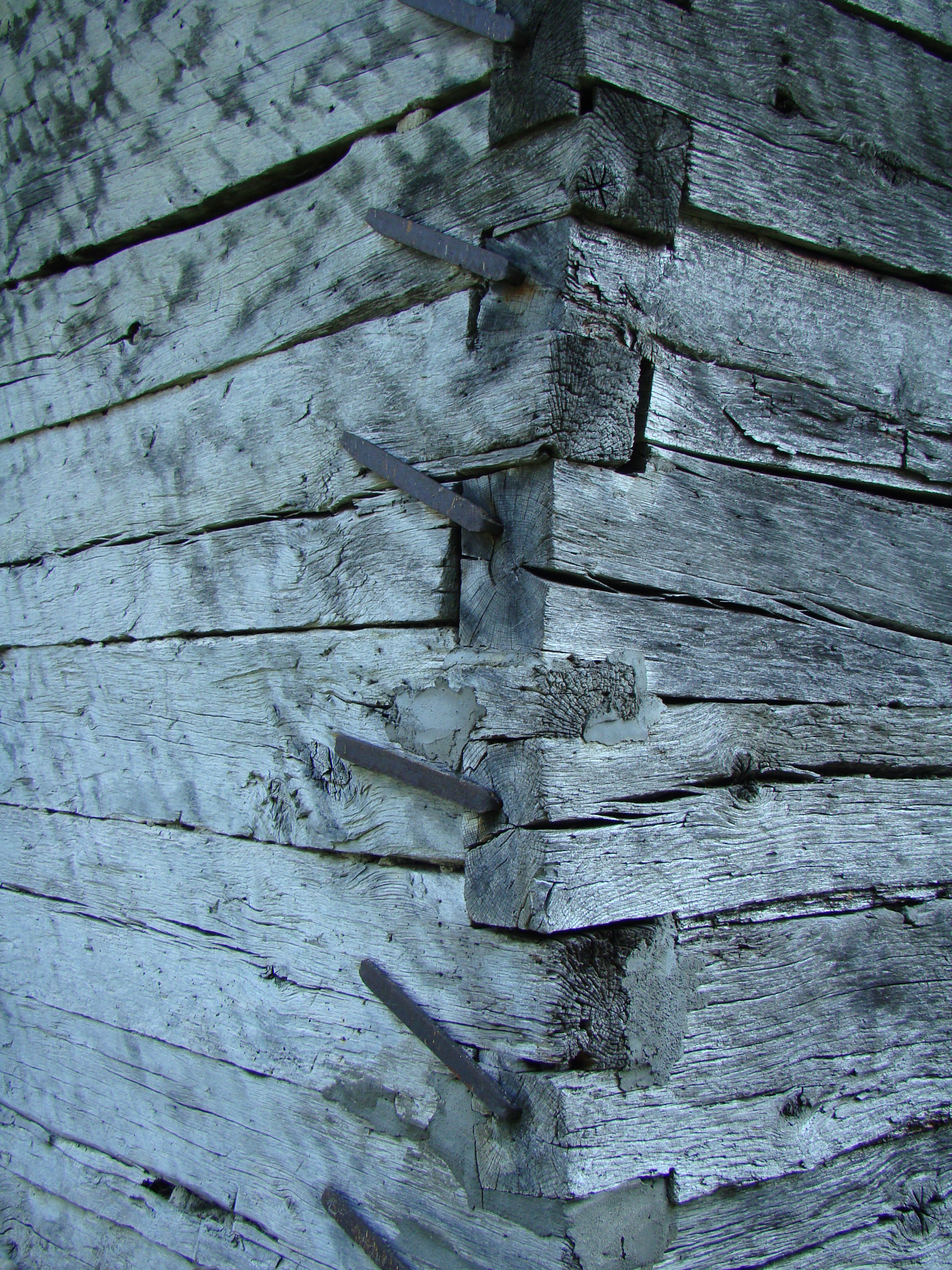
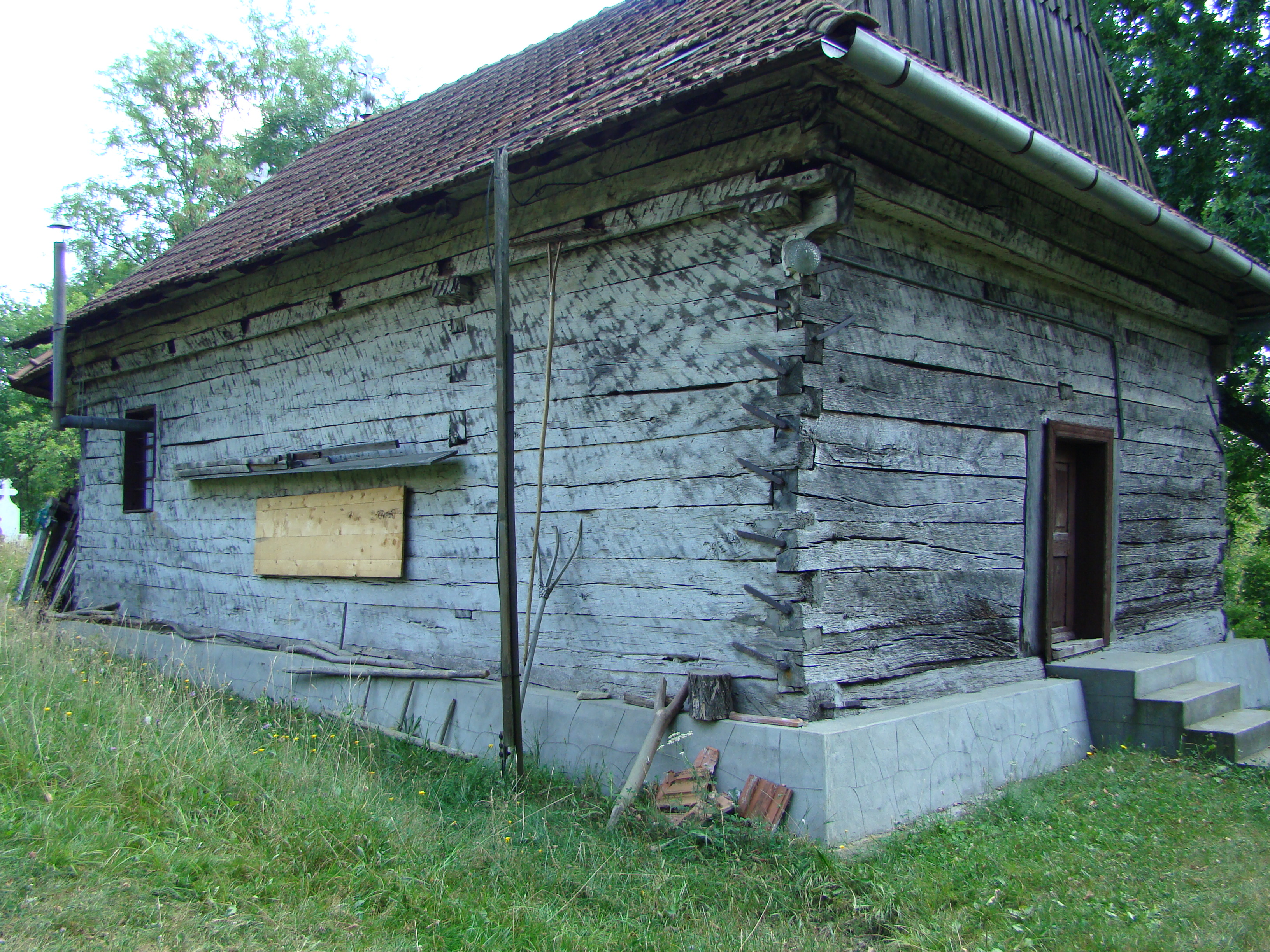
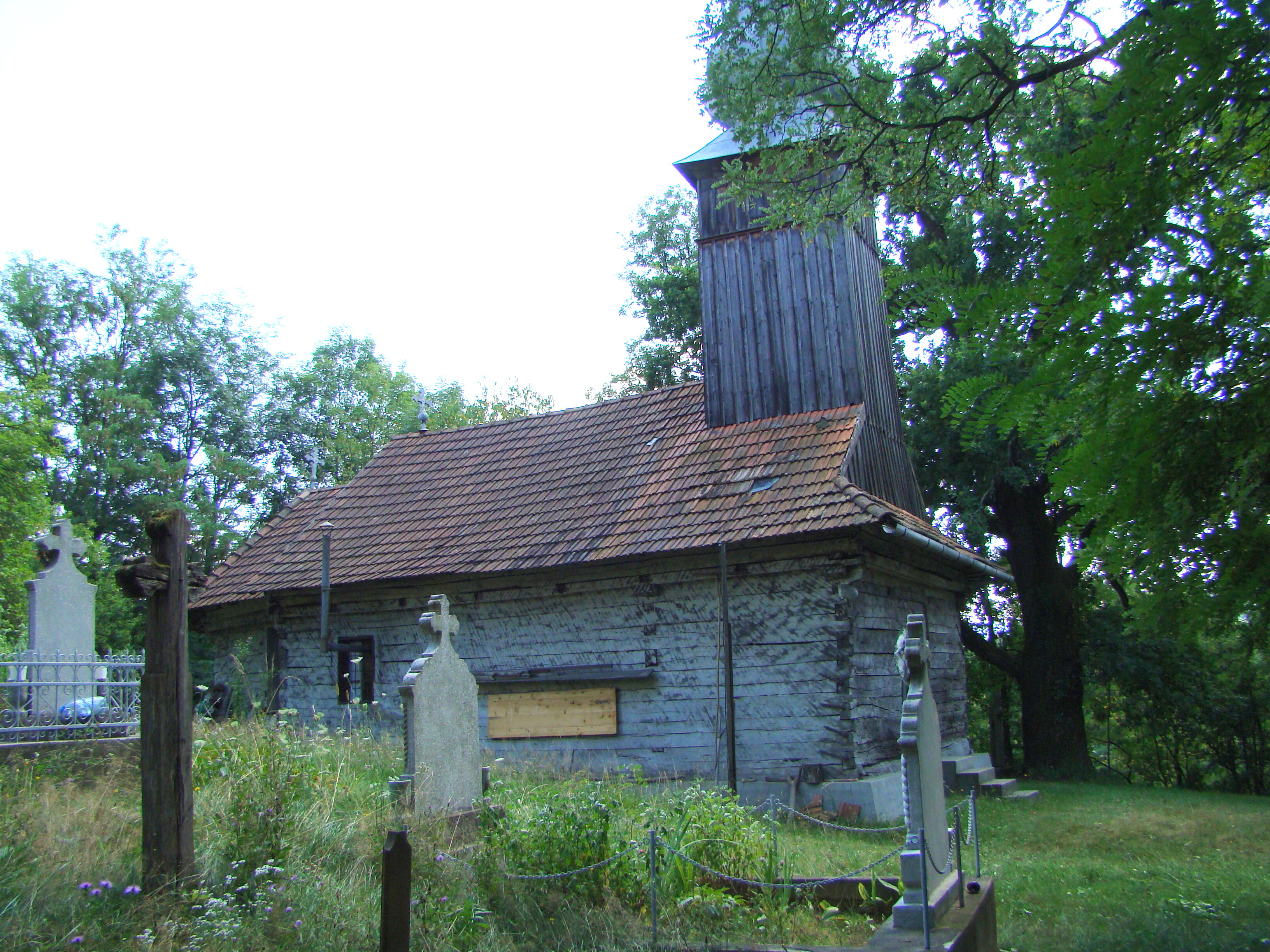
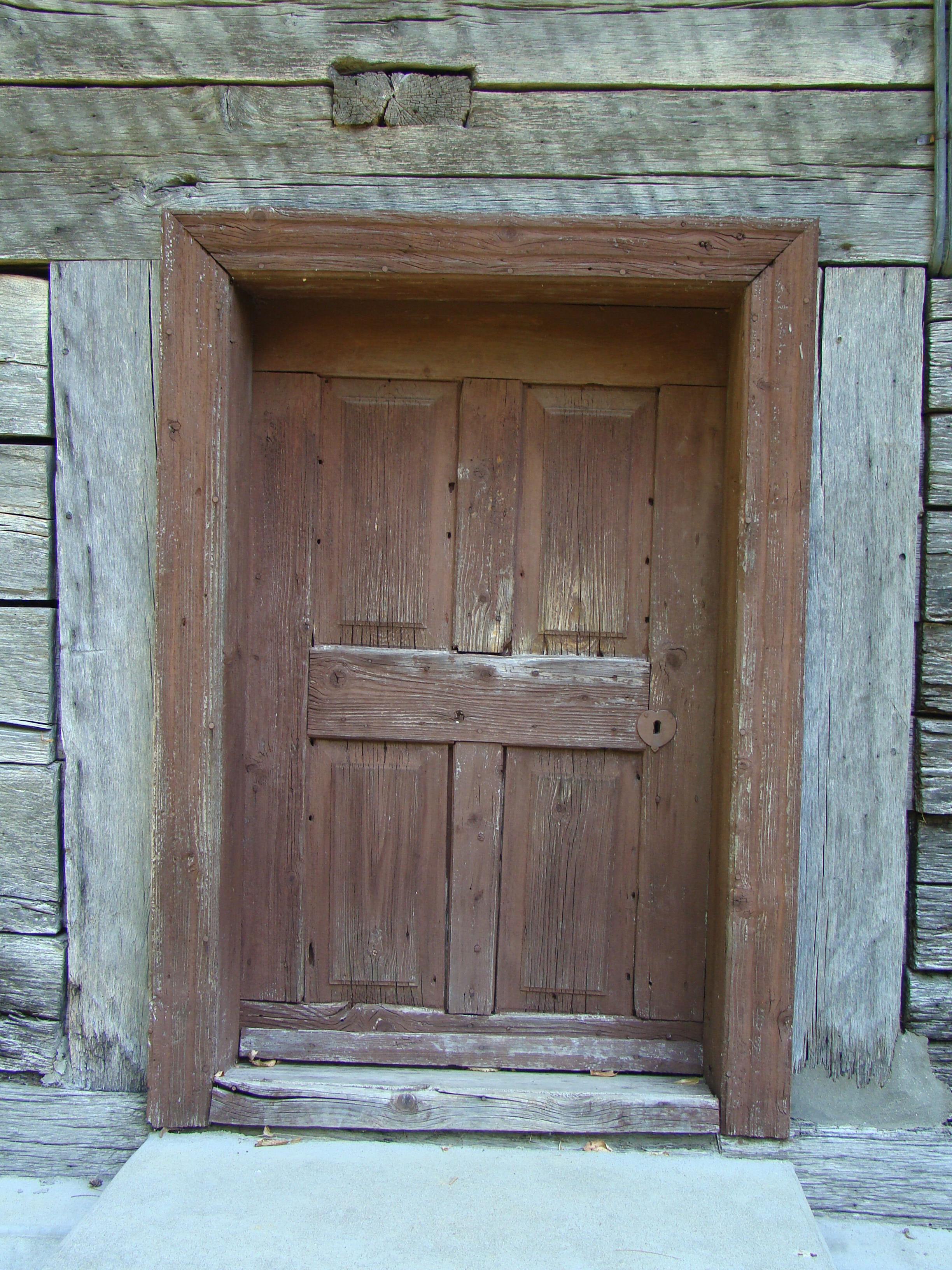
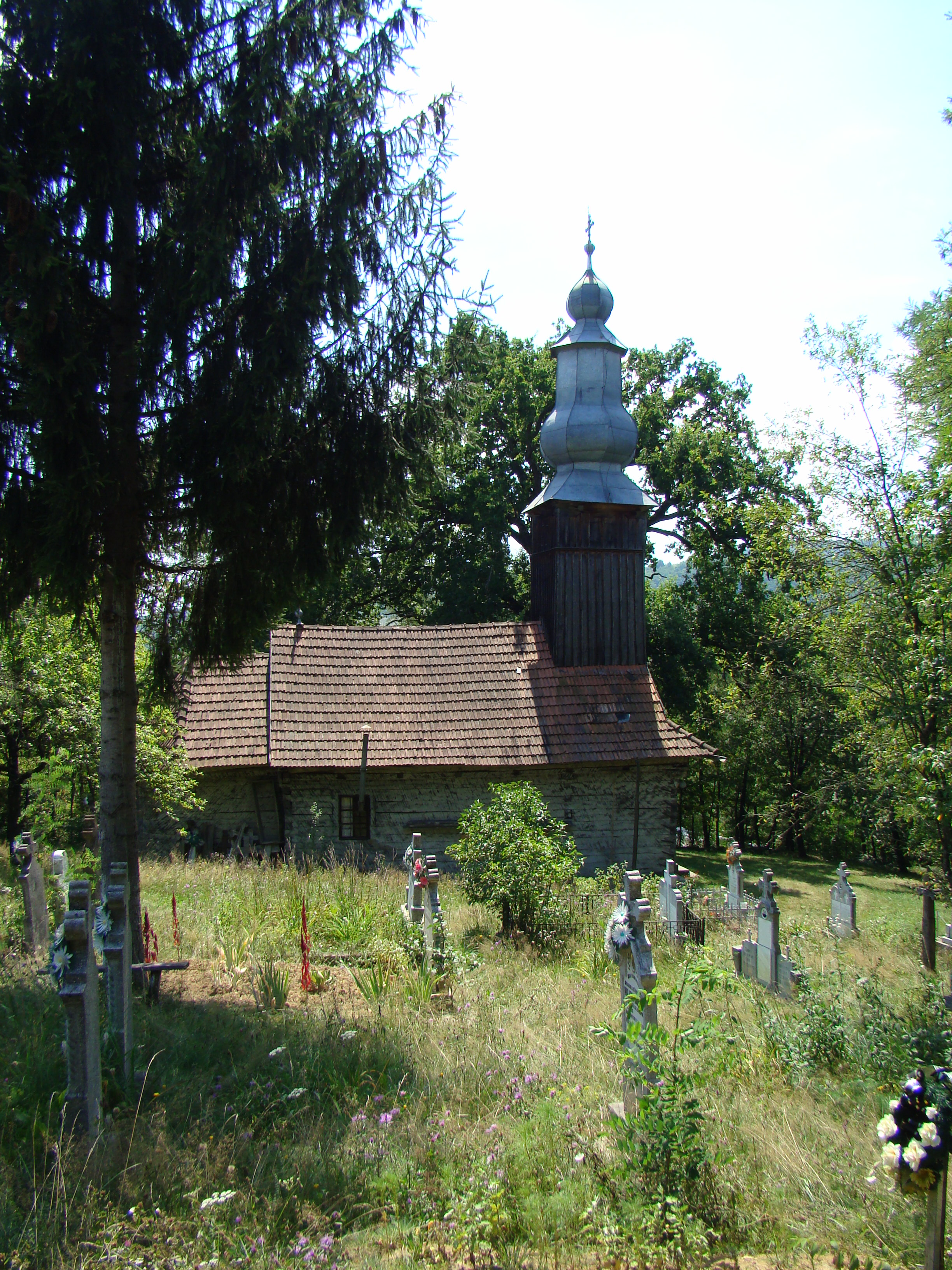
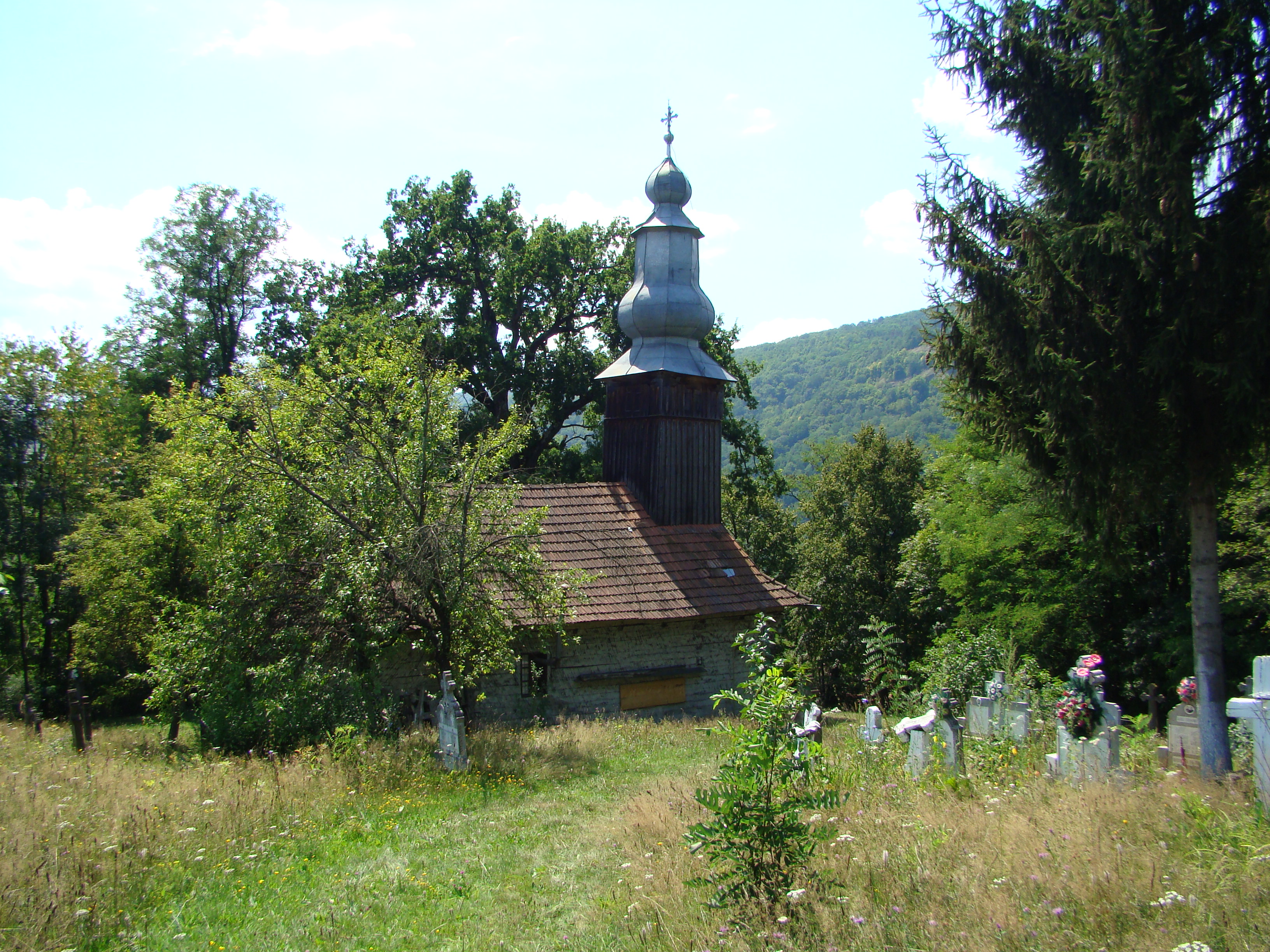
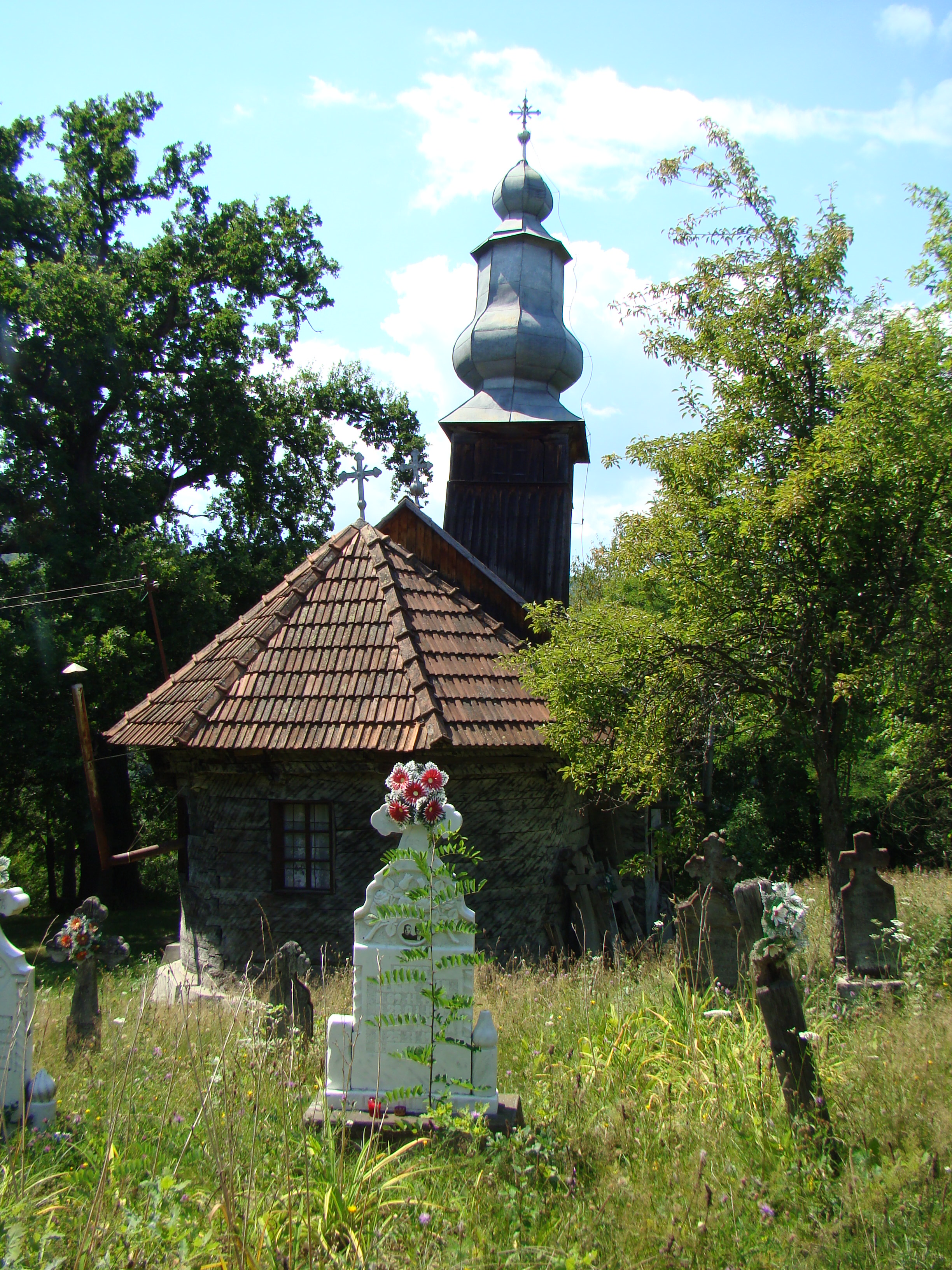
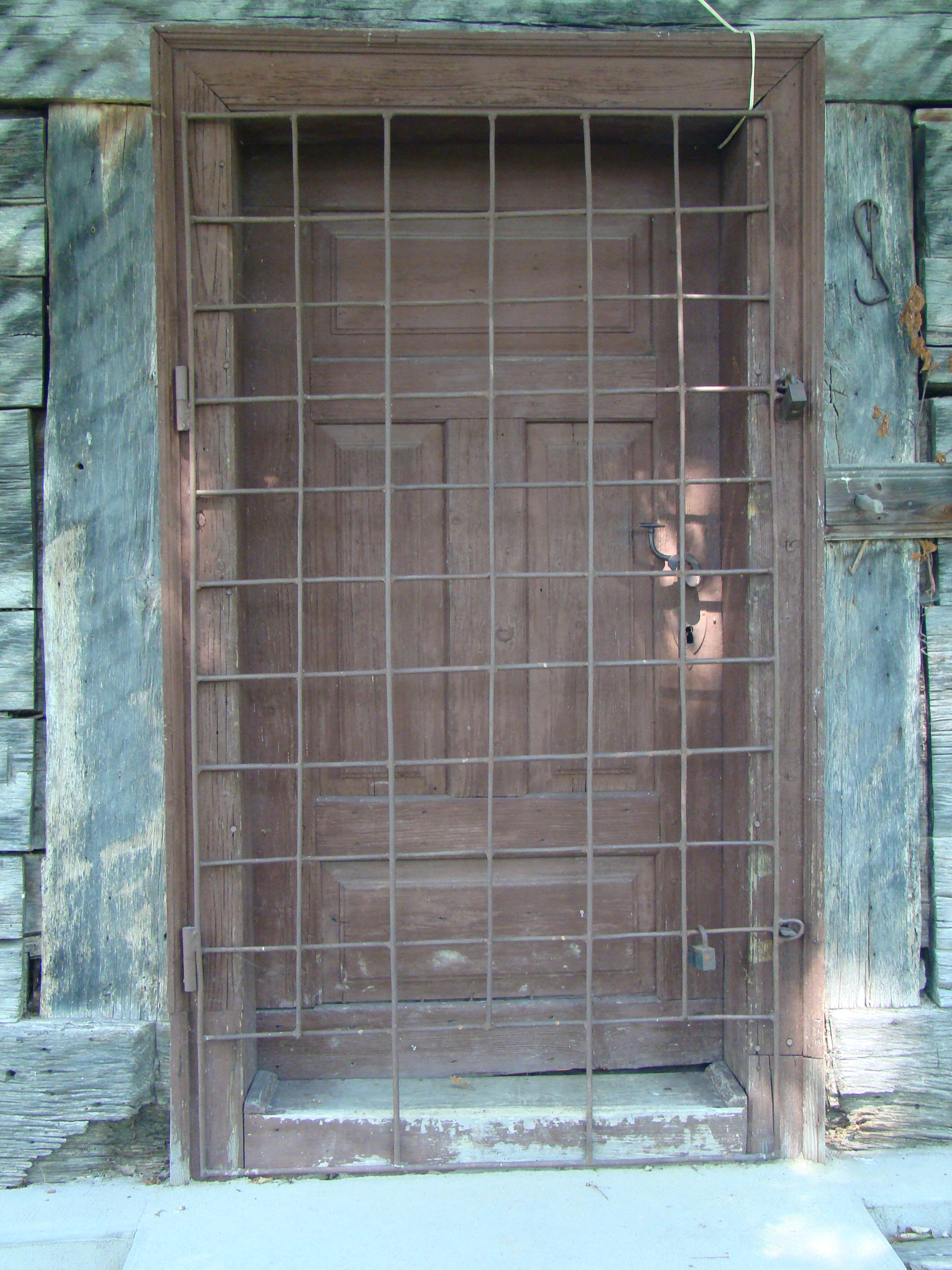
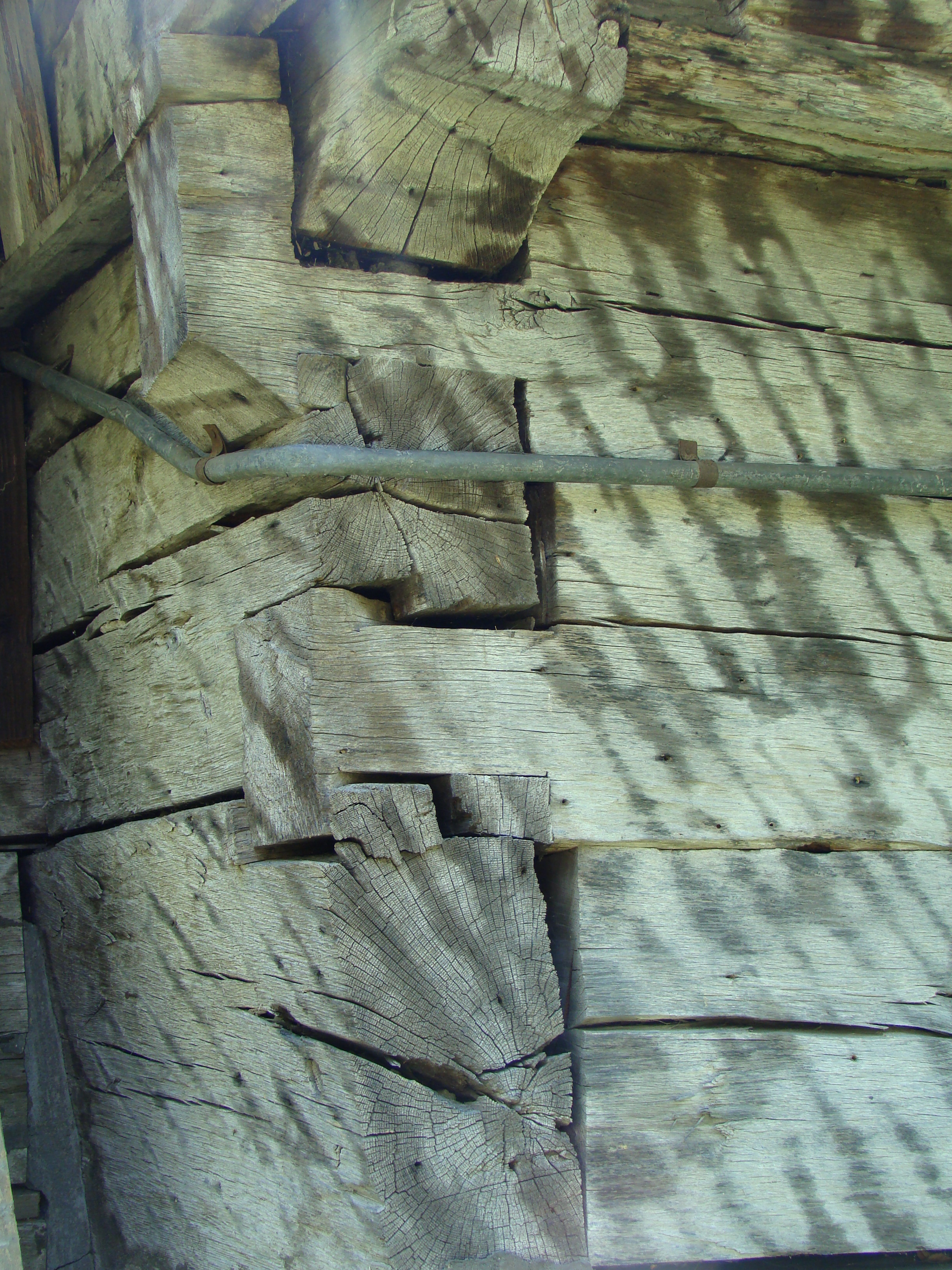
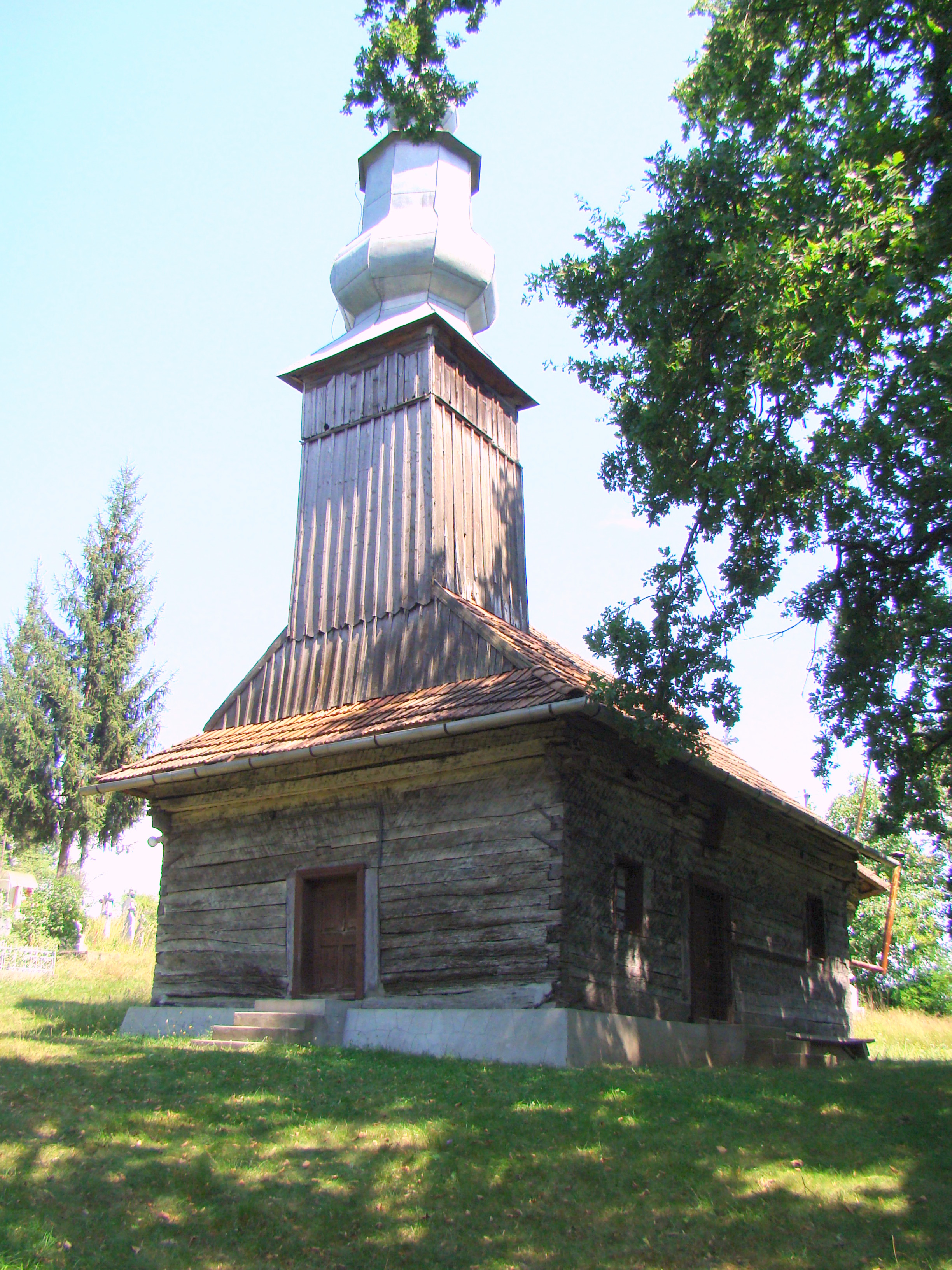
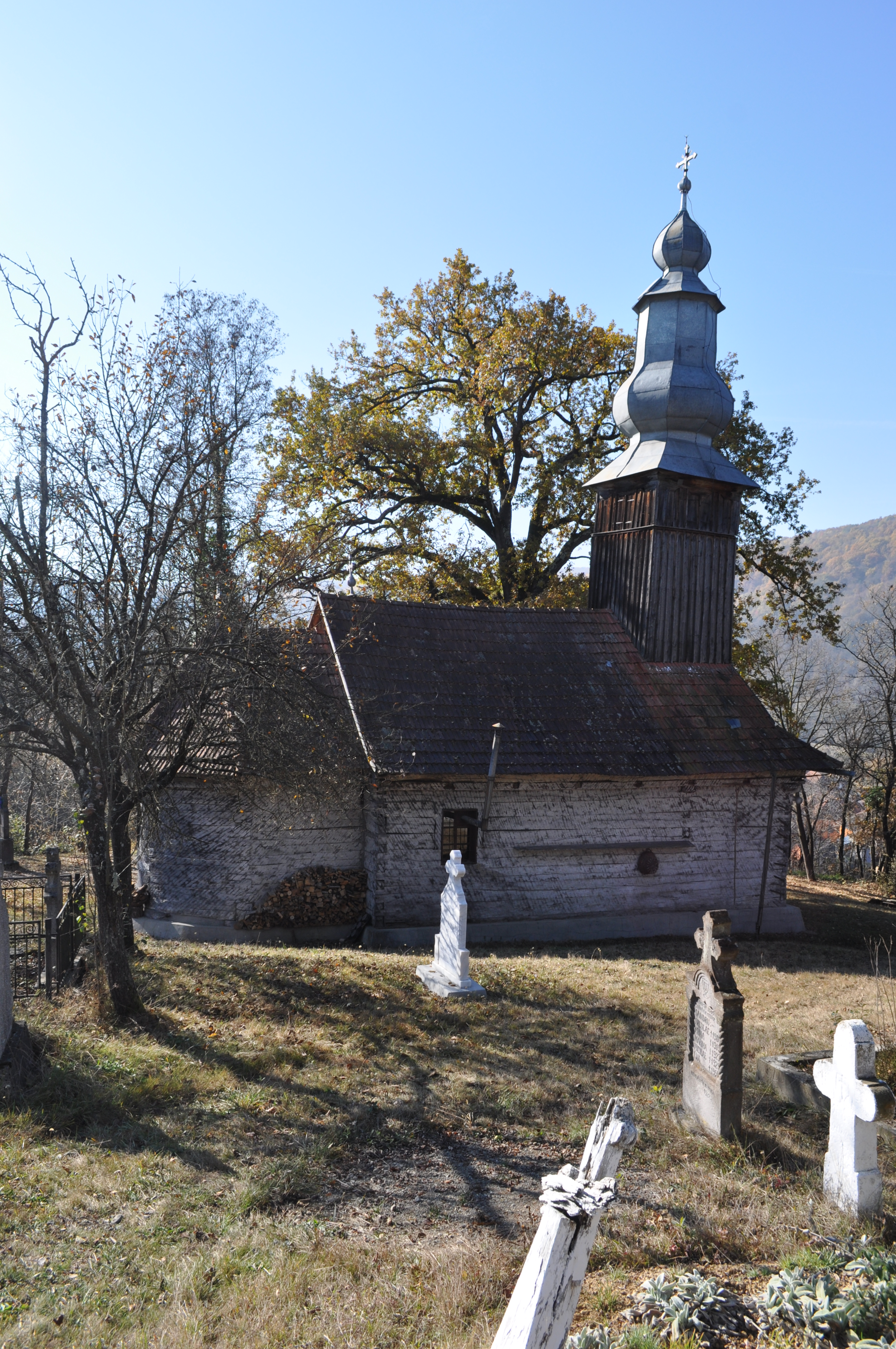
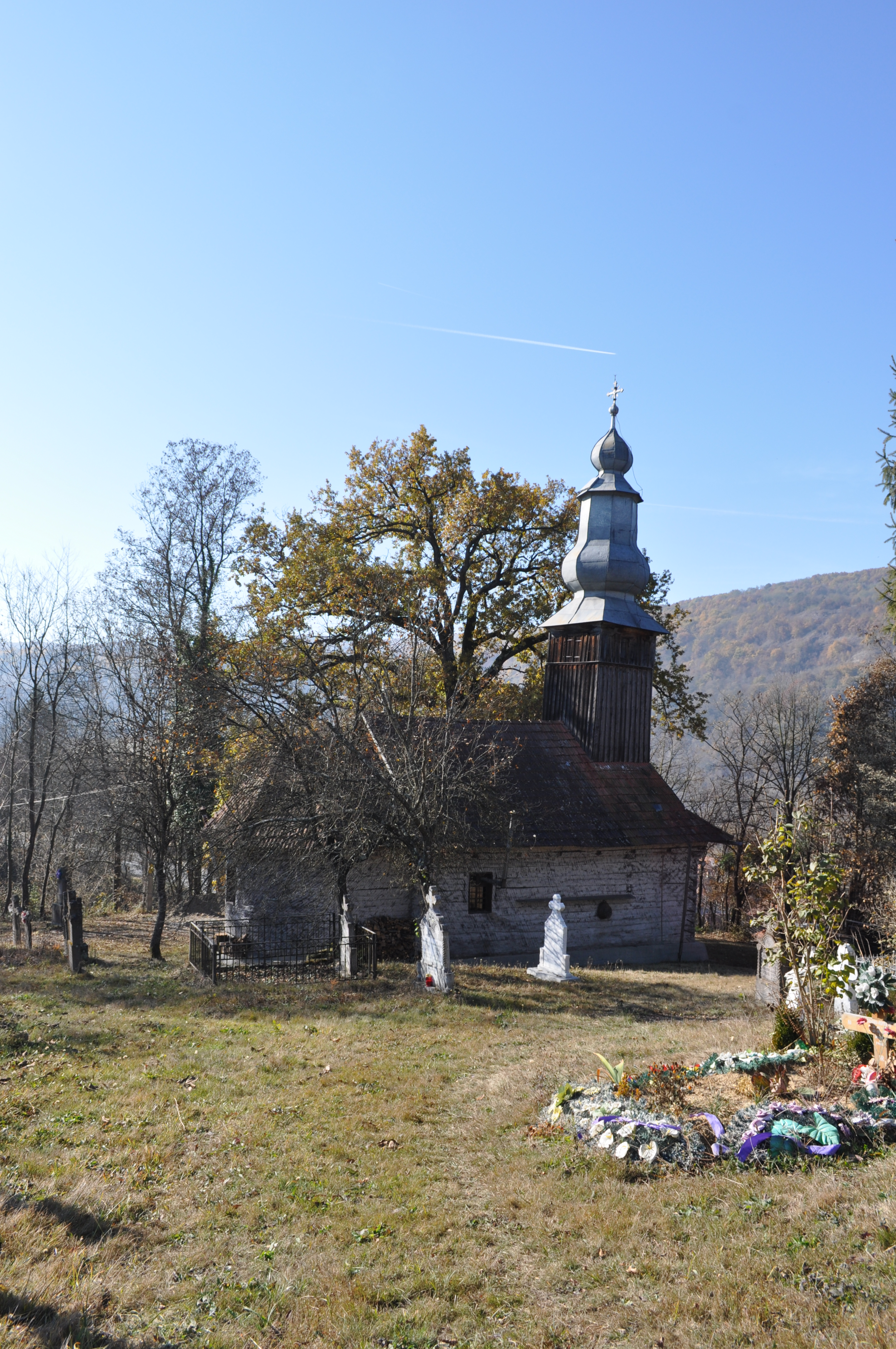
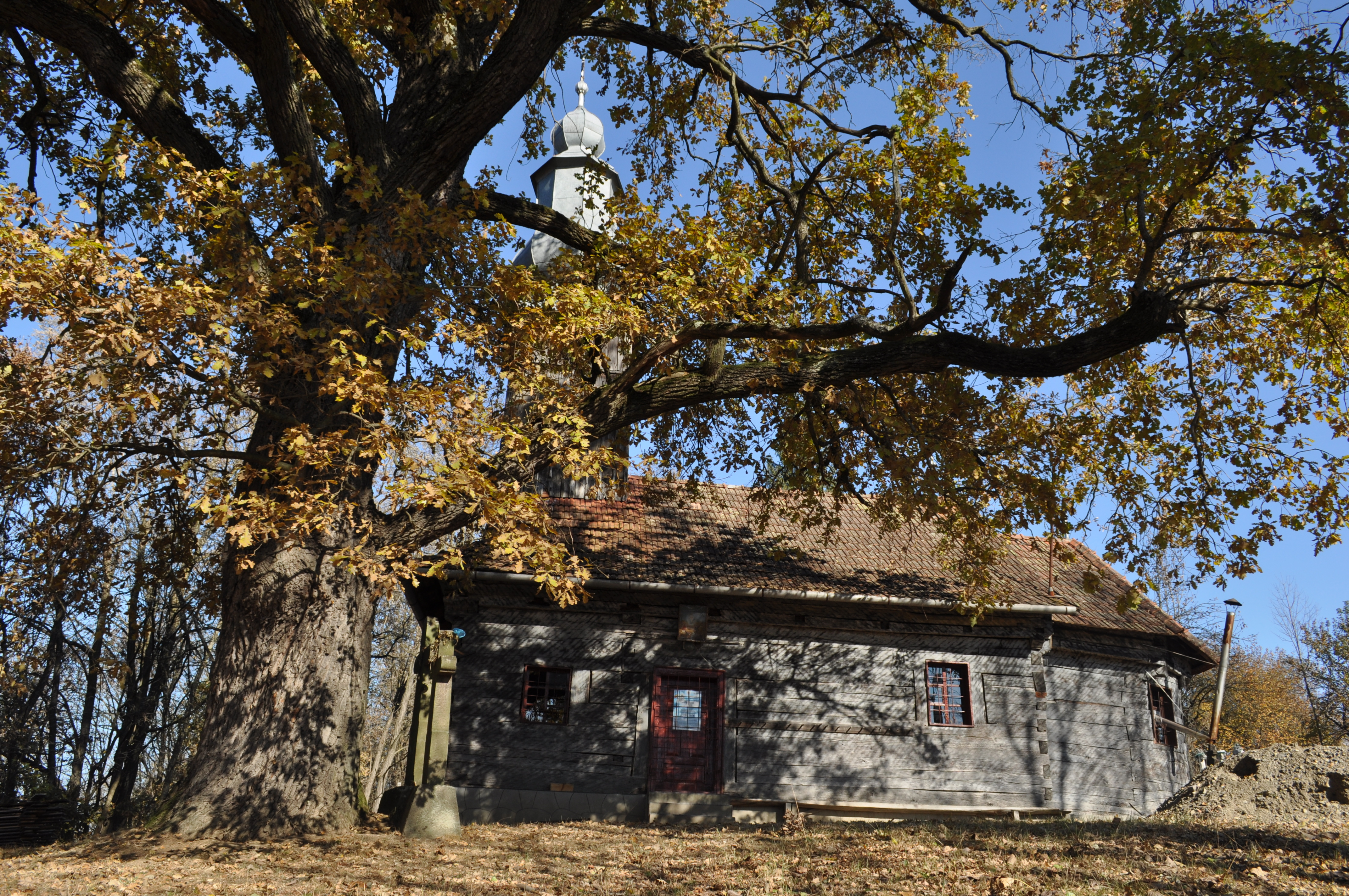
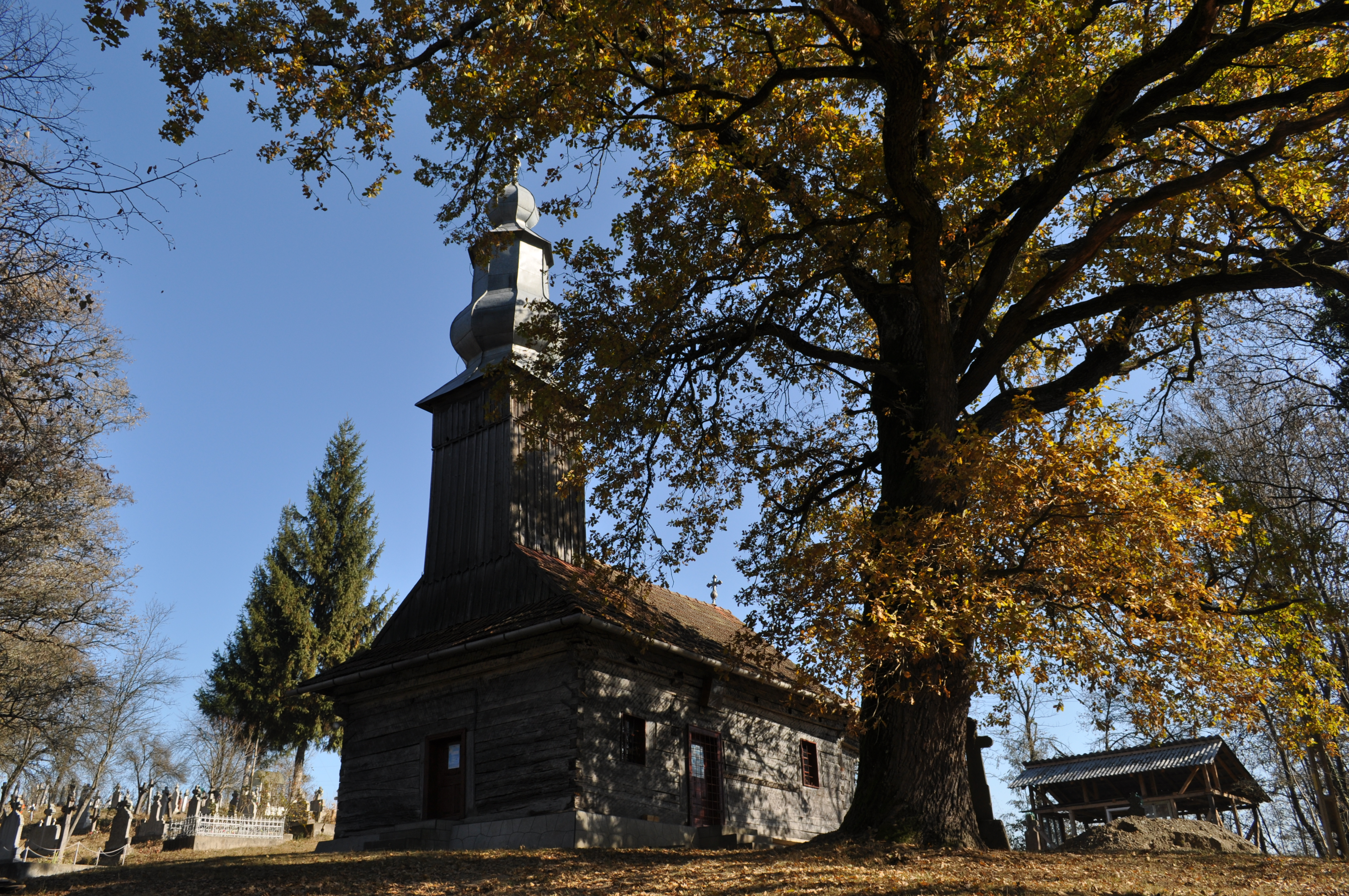
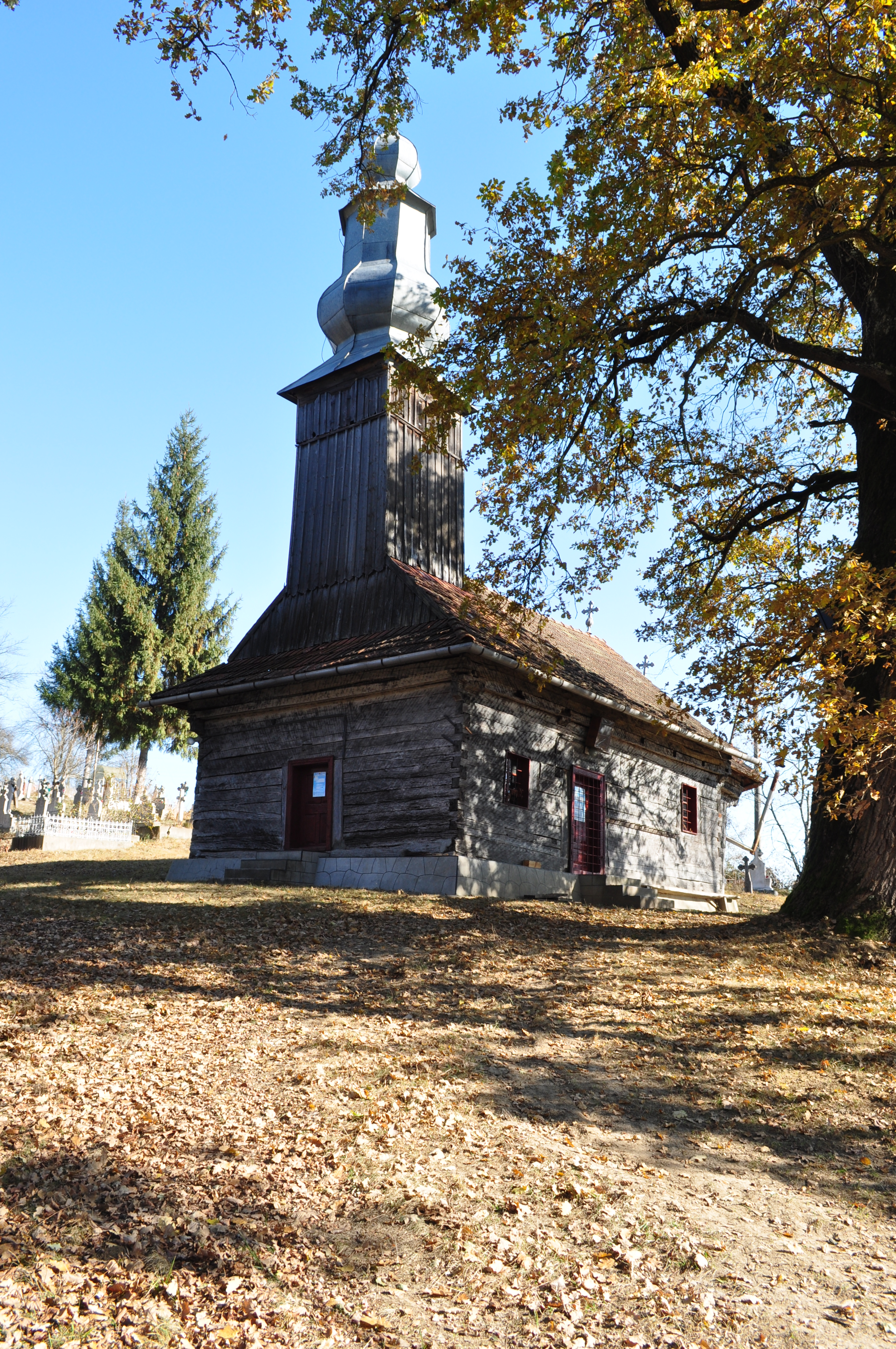
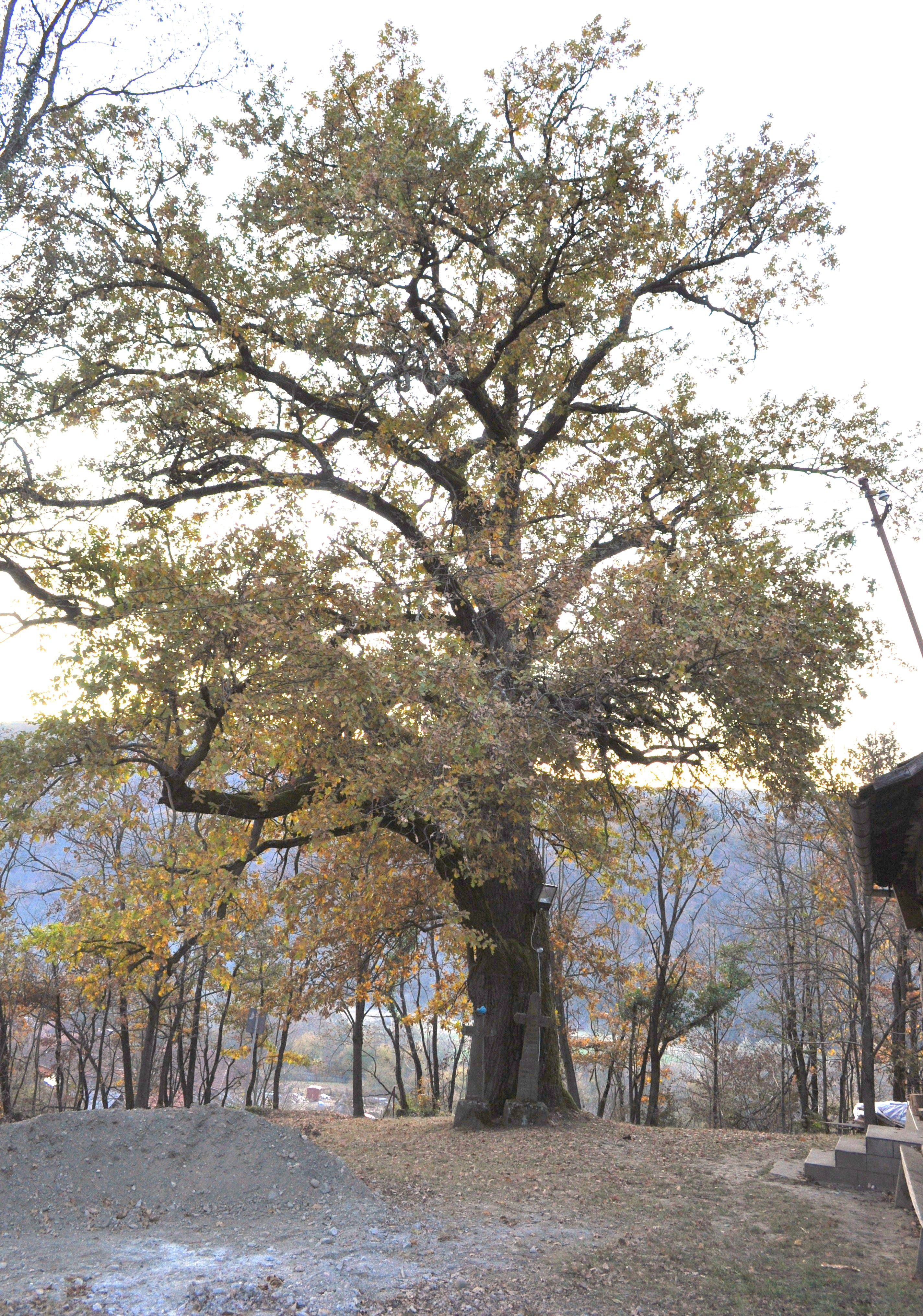
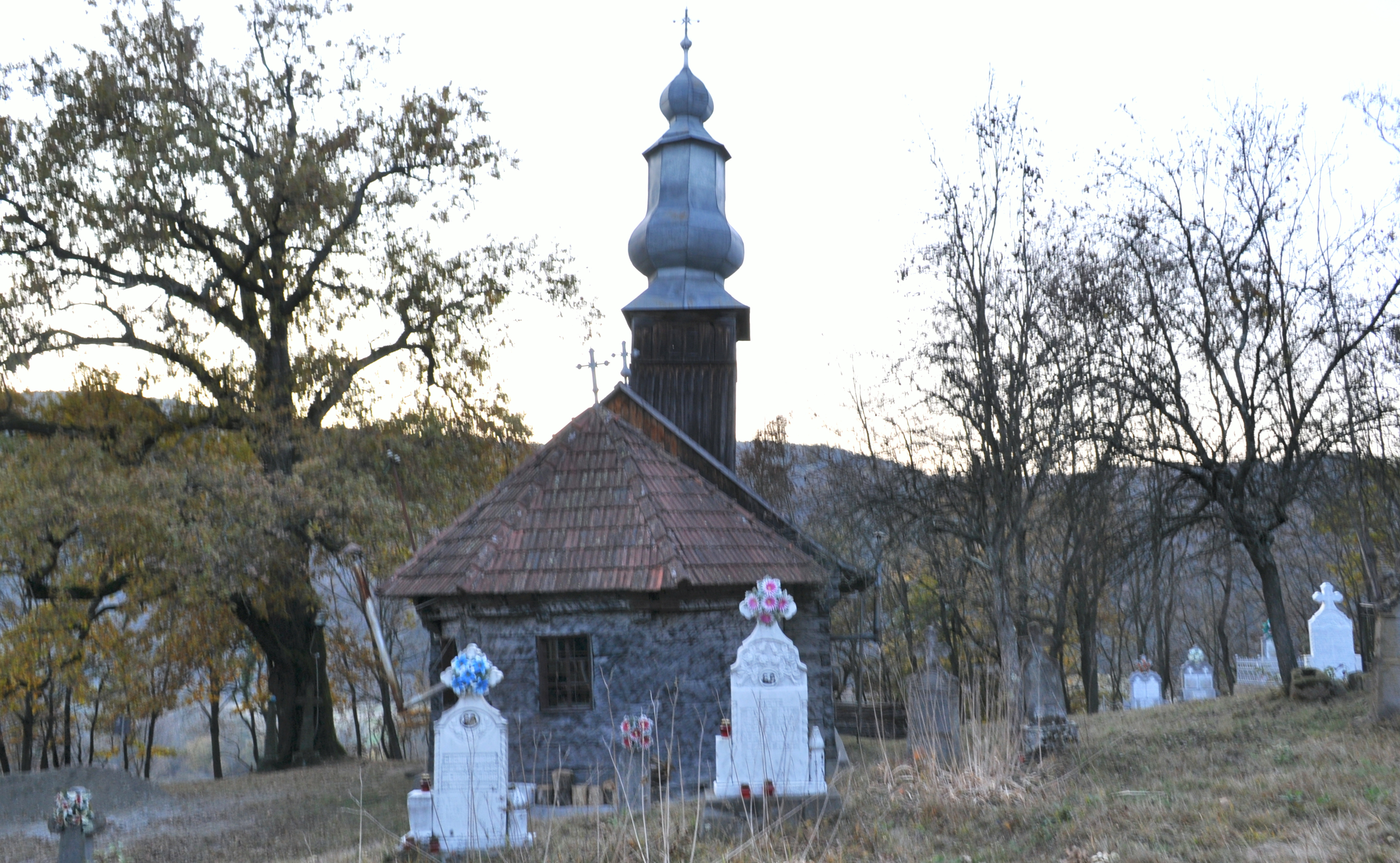
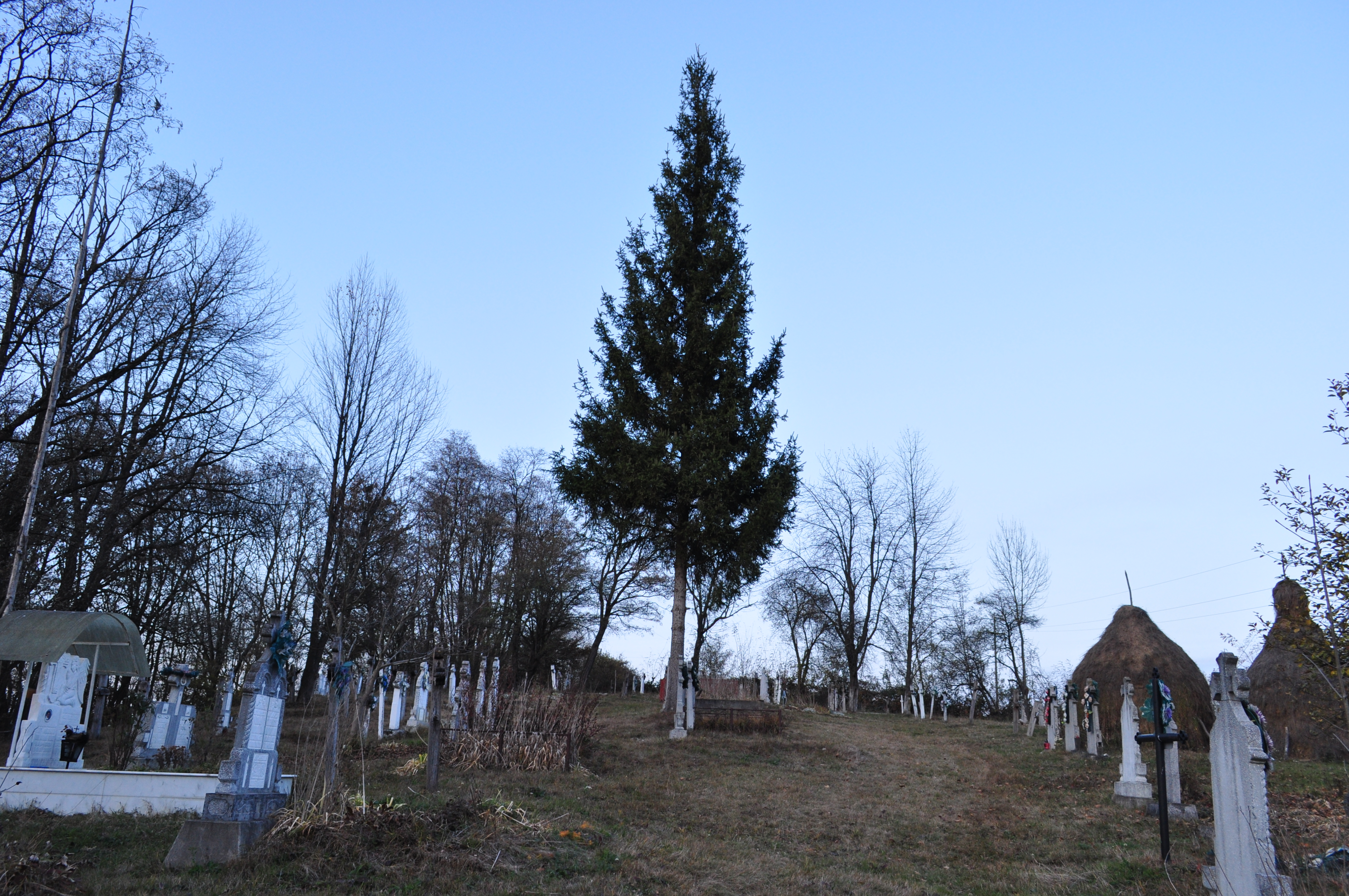
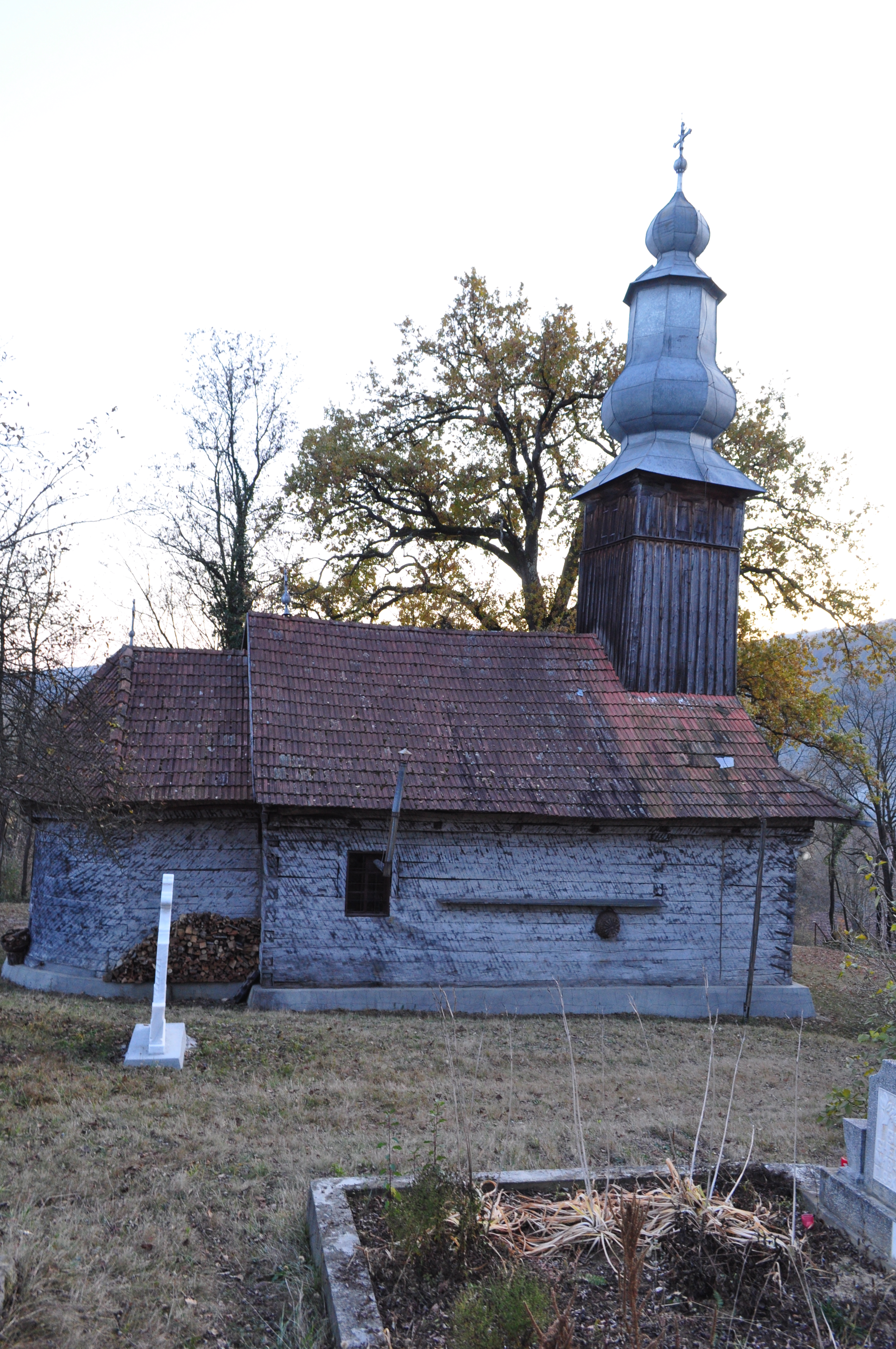
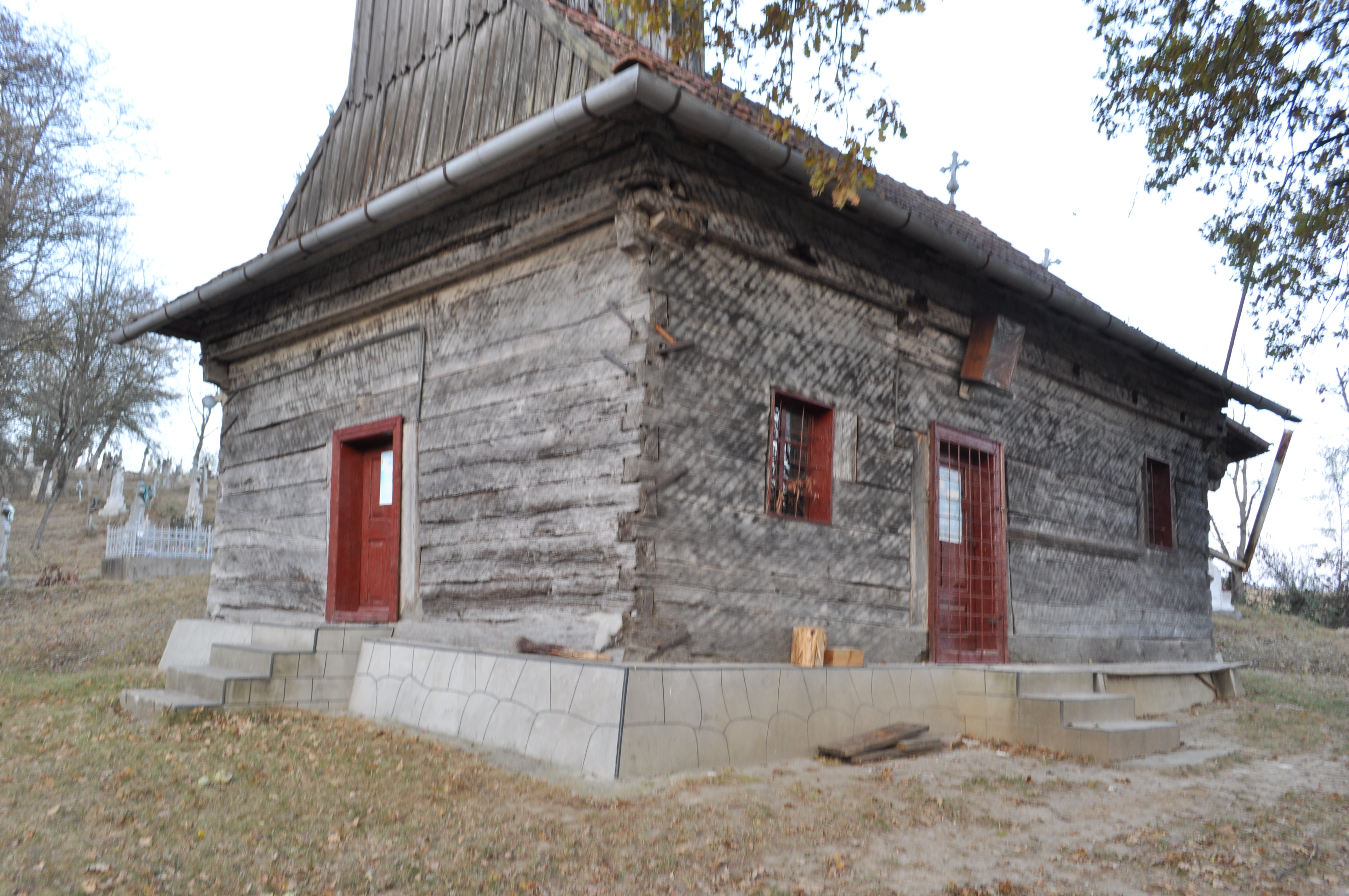
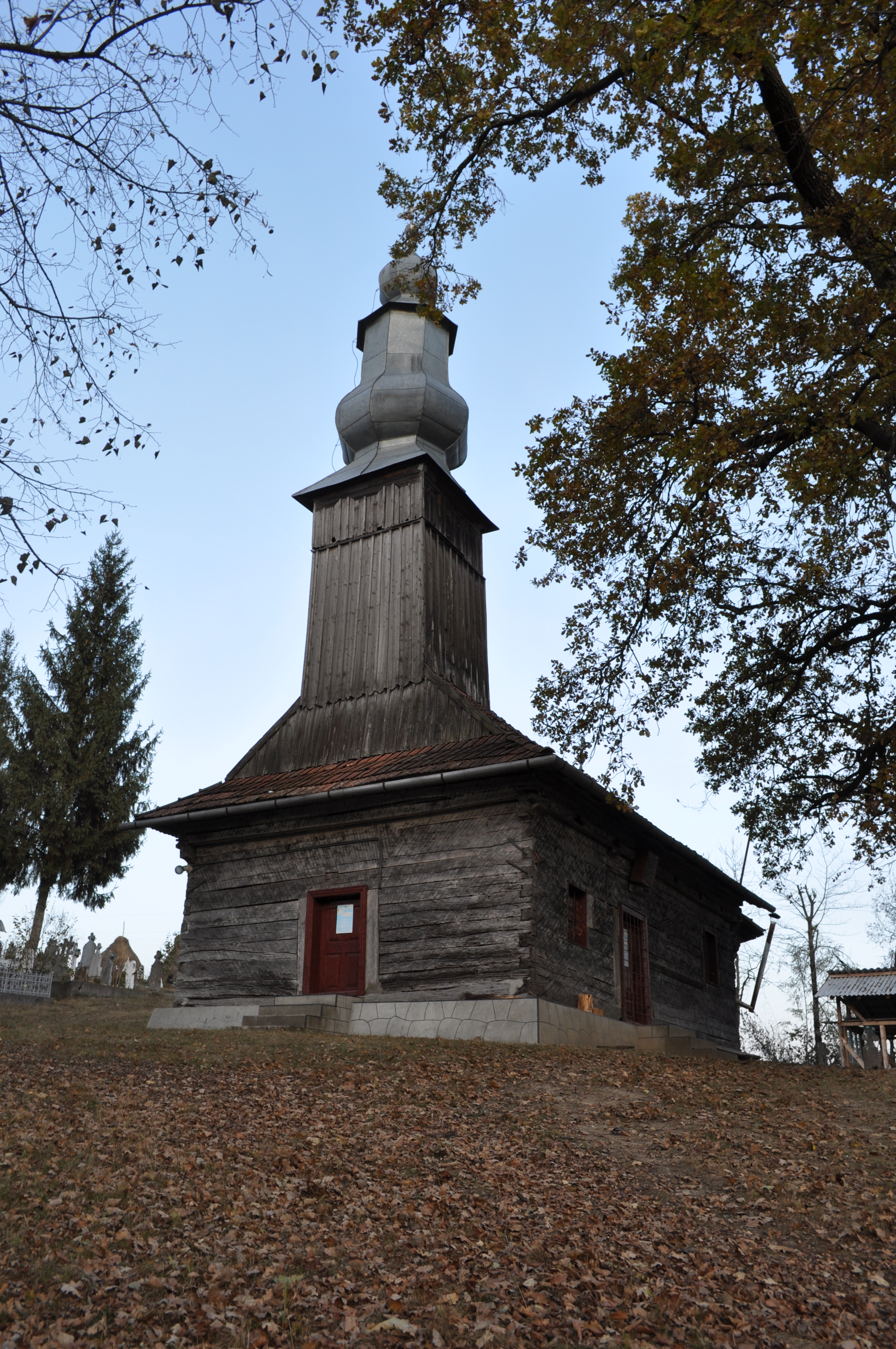
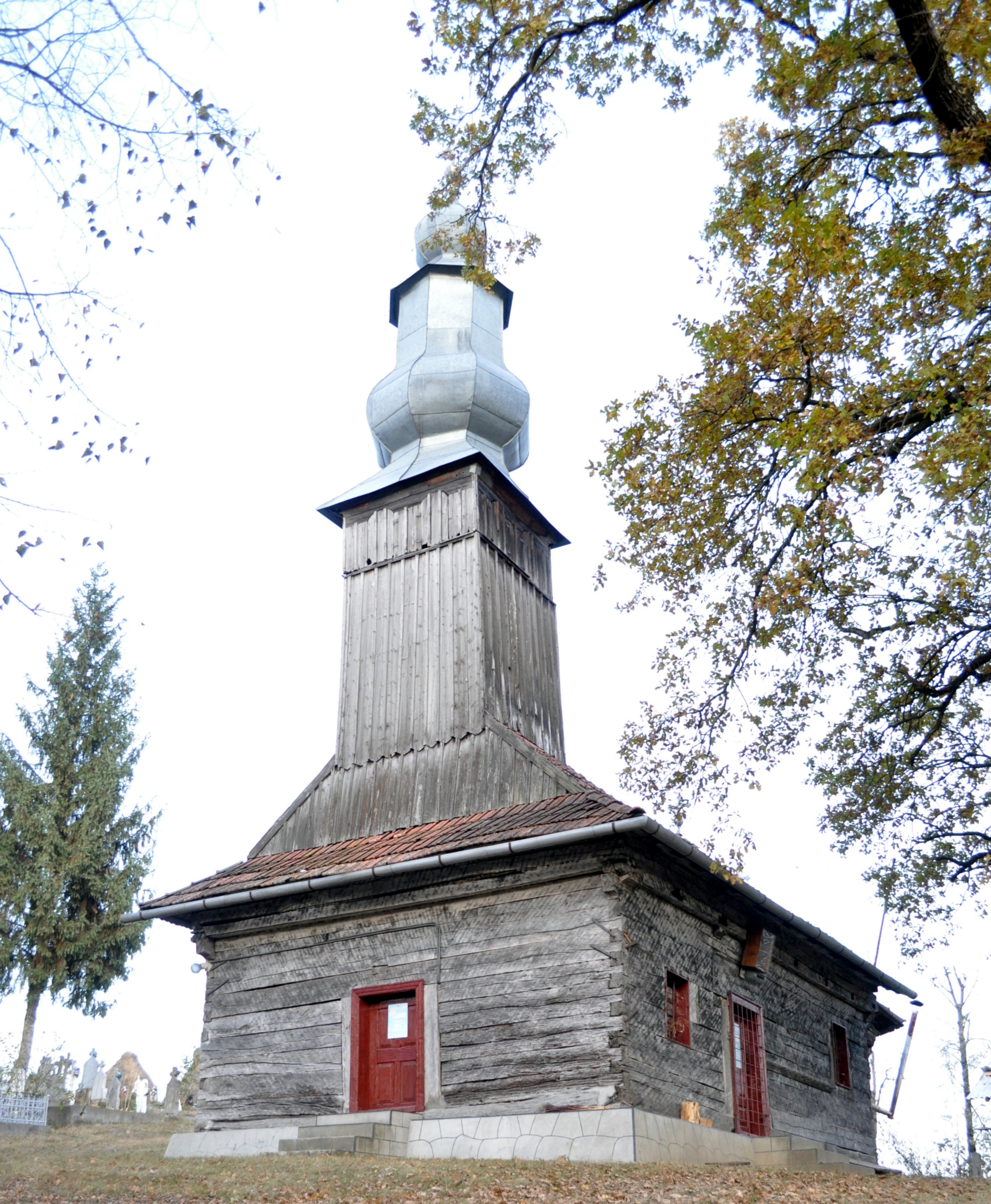
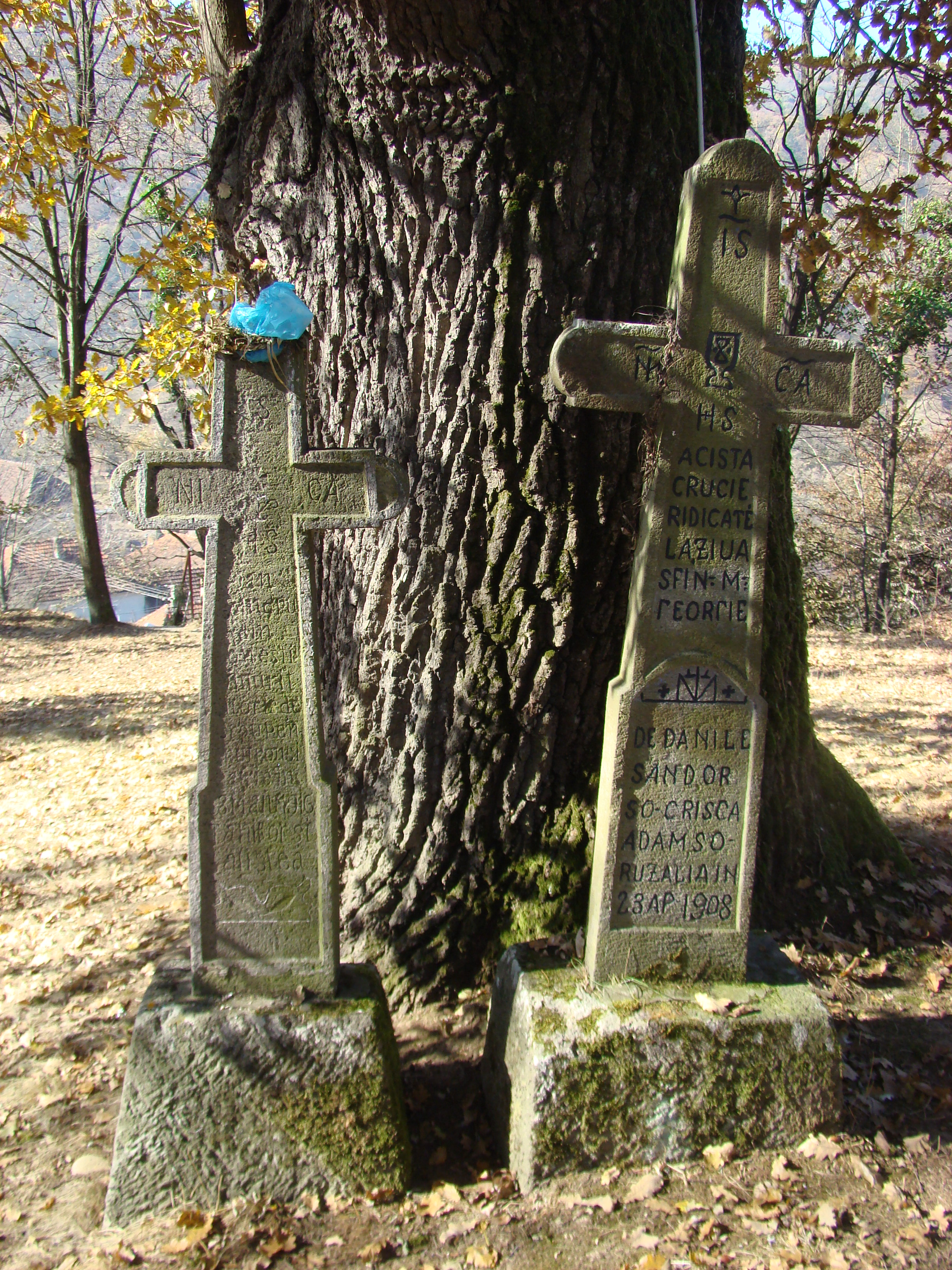
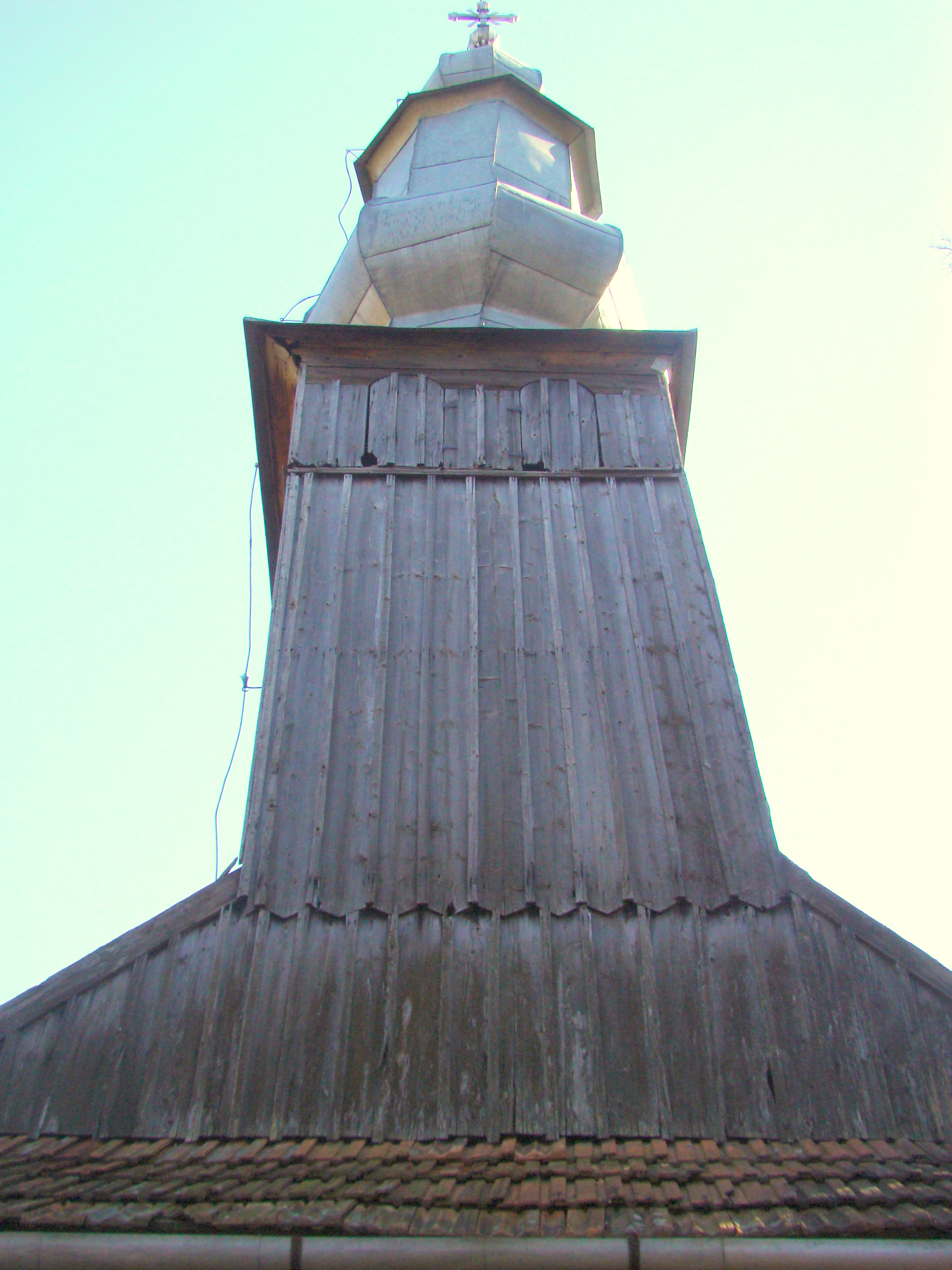

## Imagini din interior

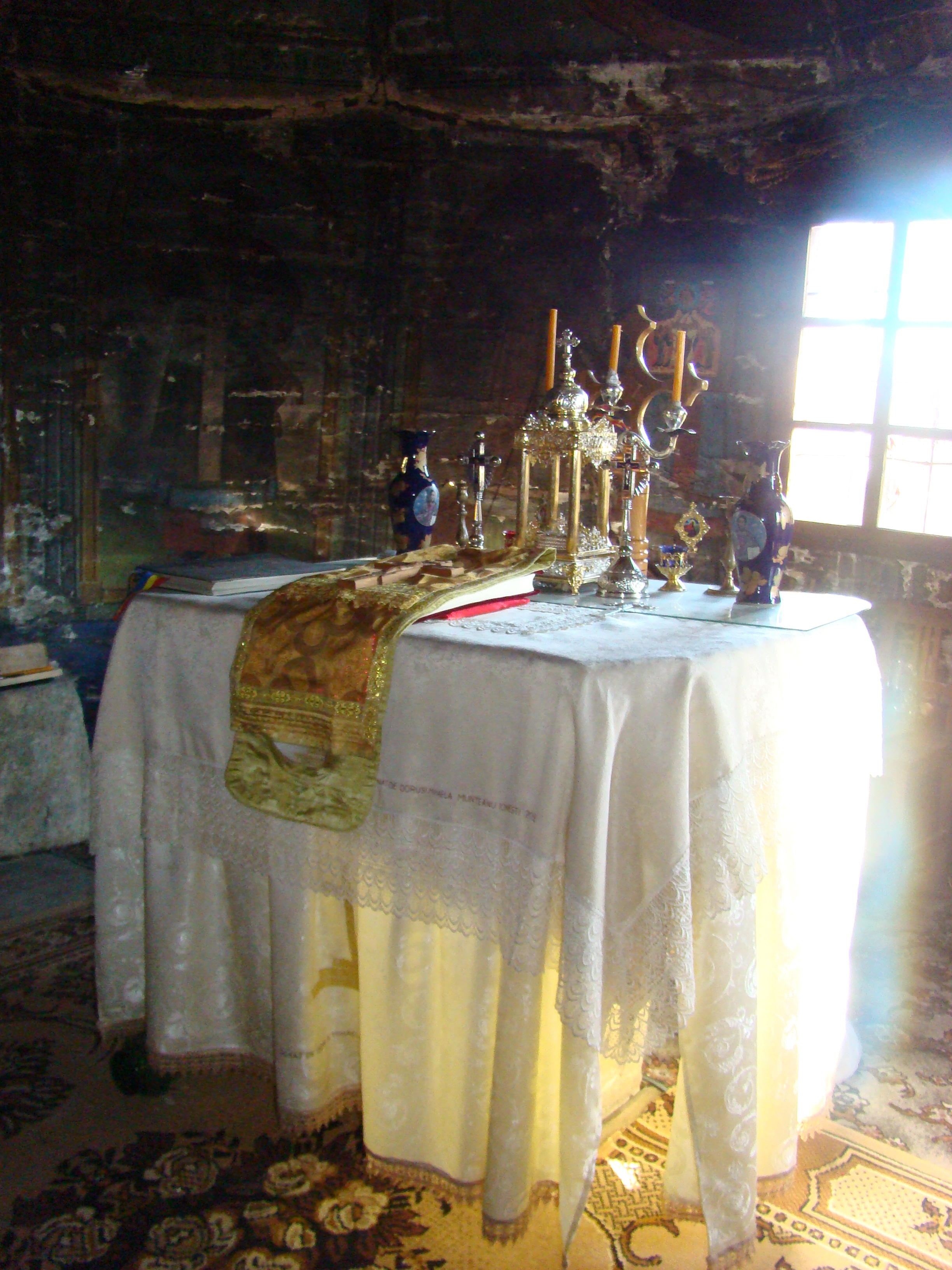
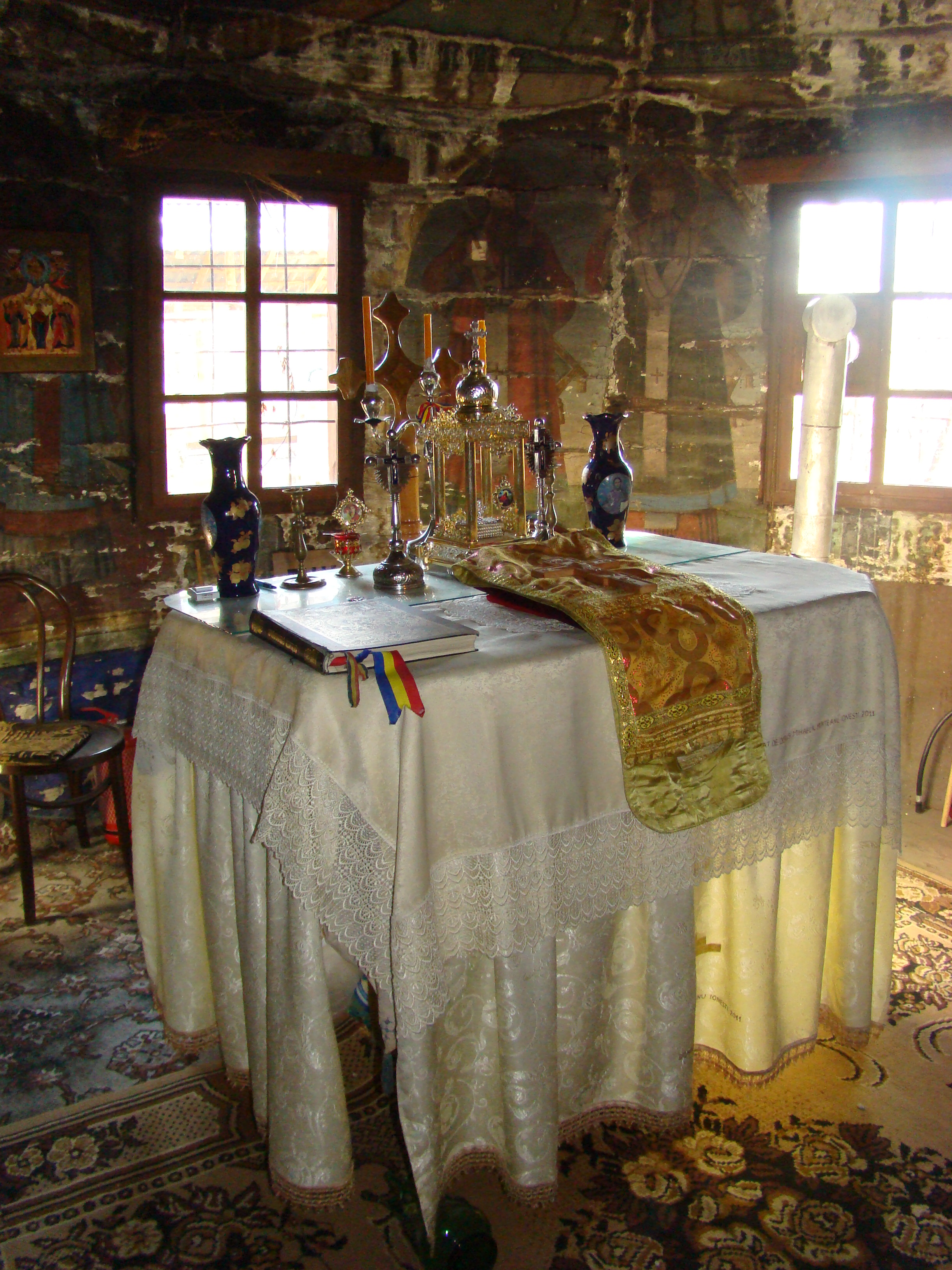
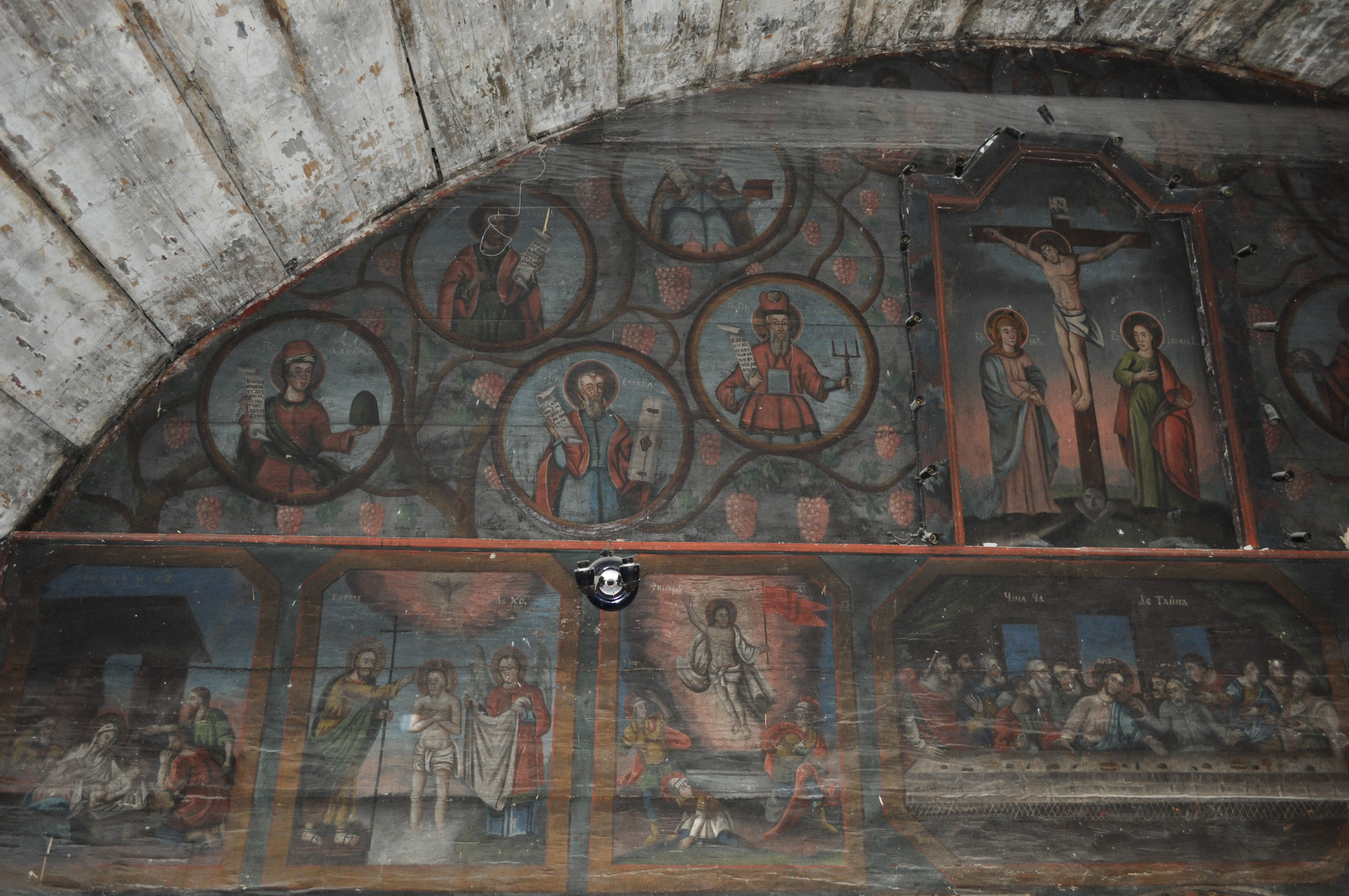
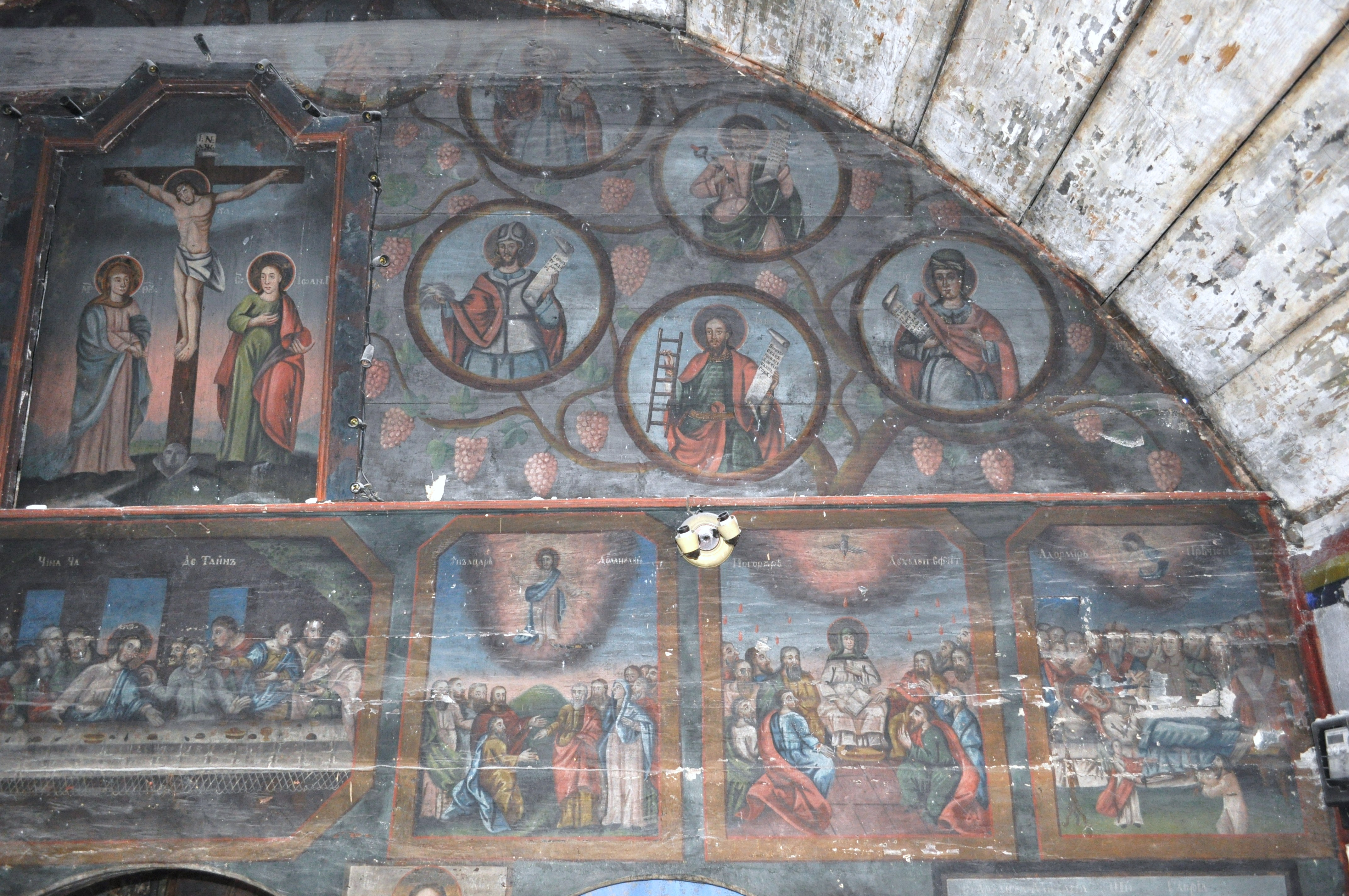
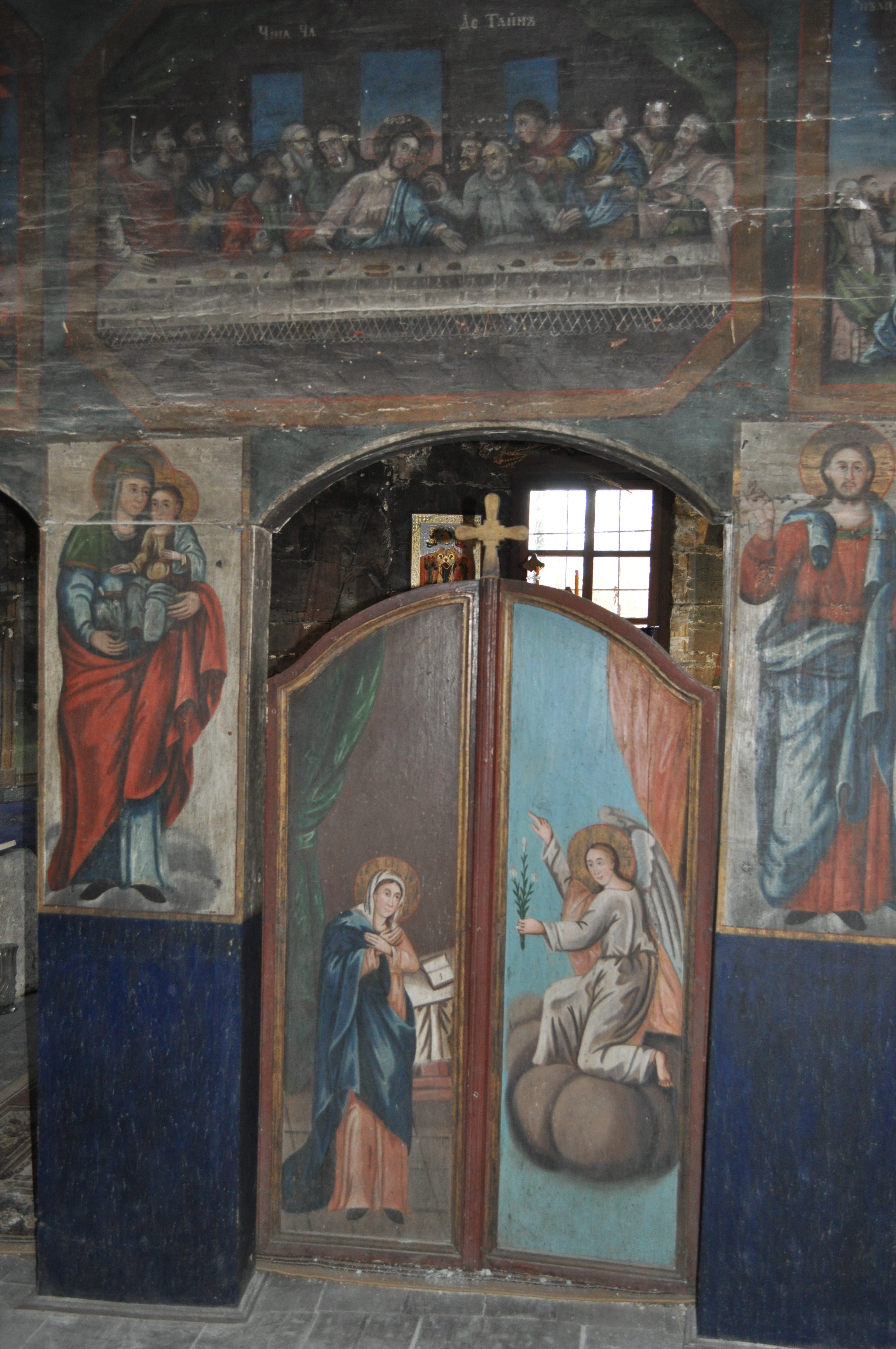
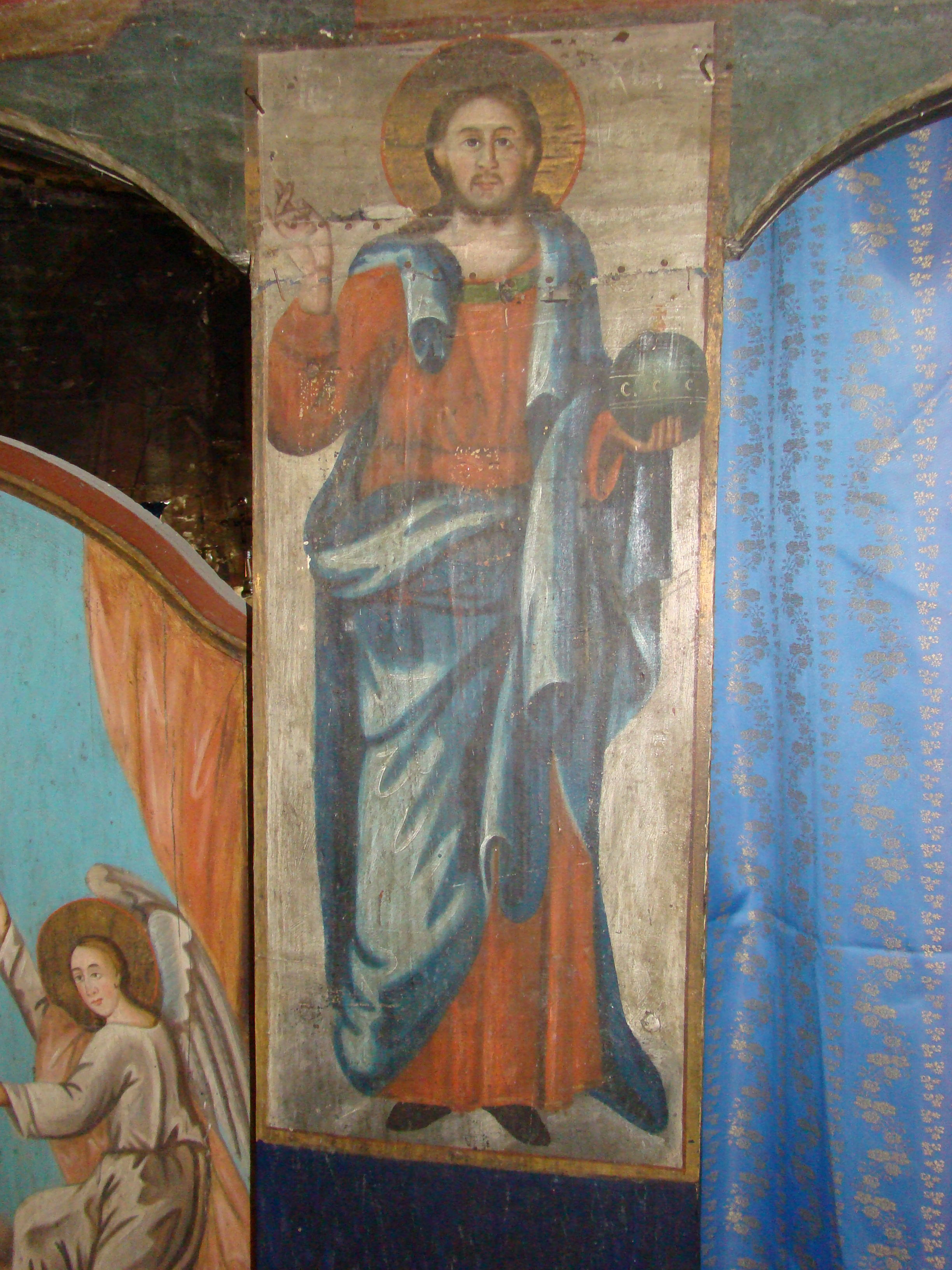
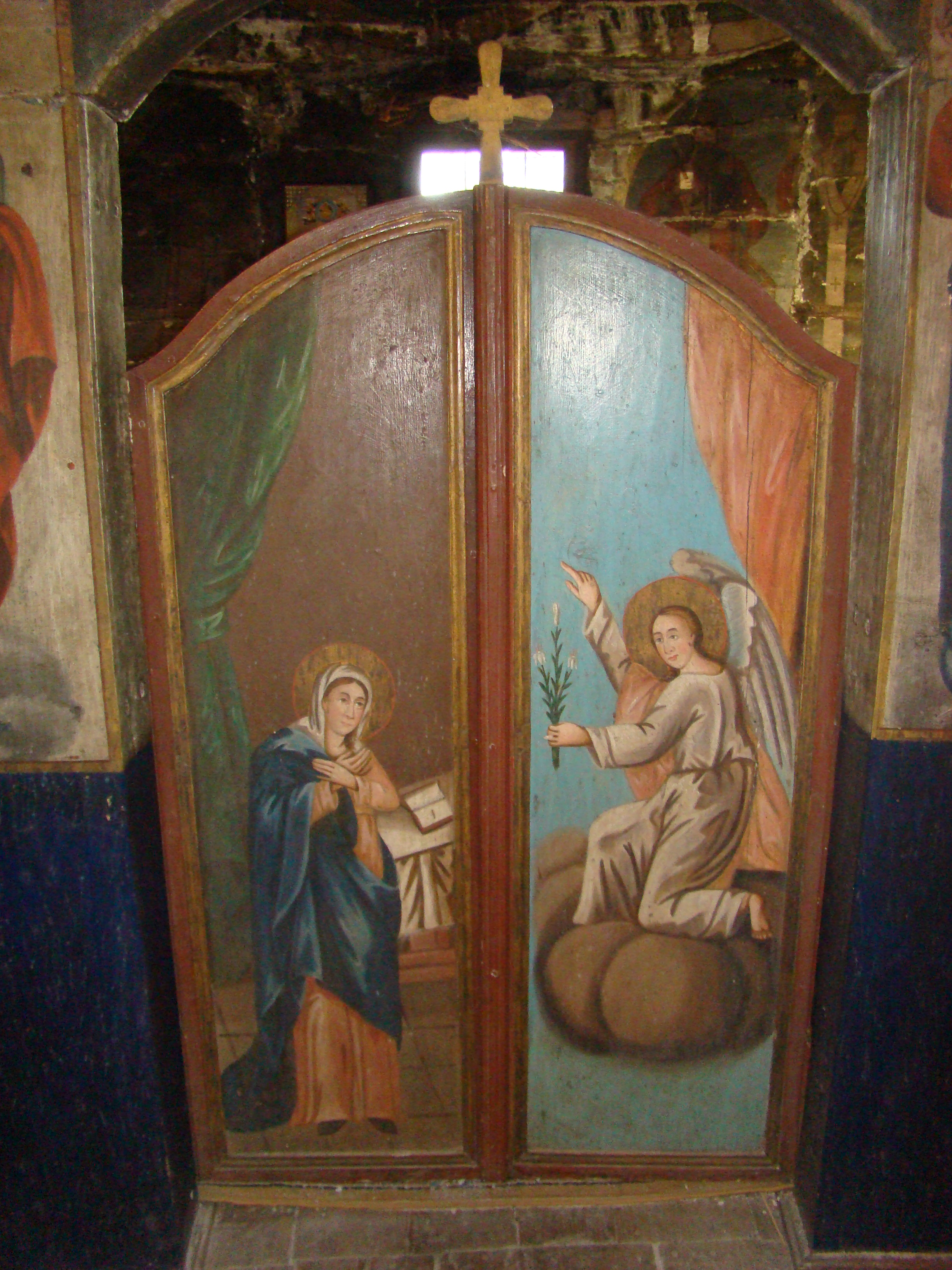
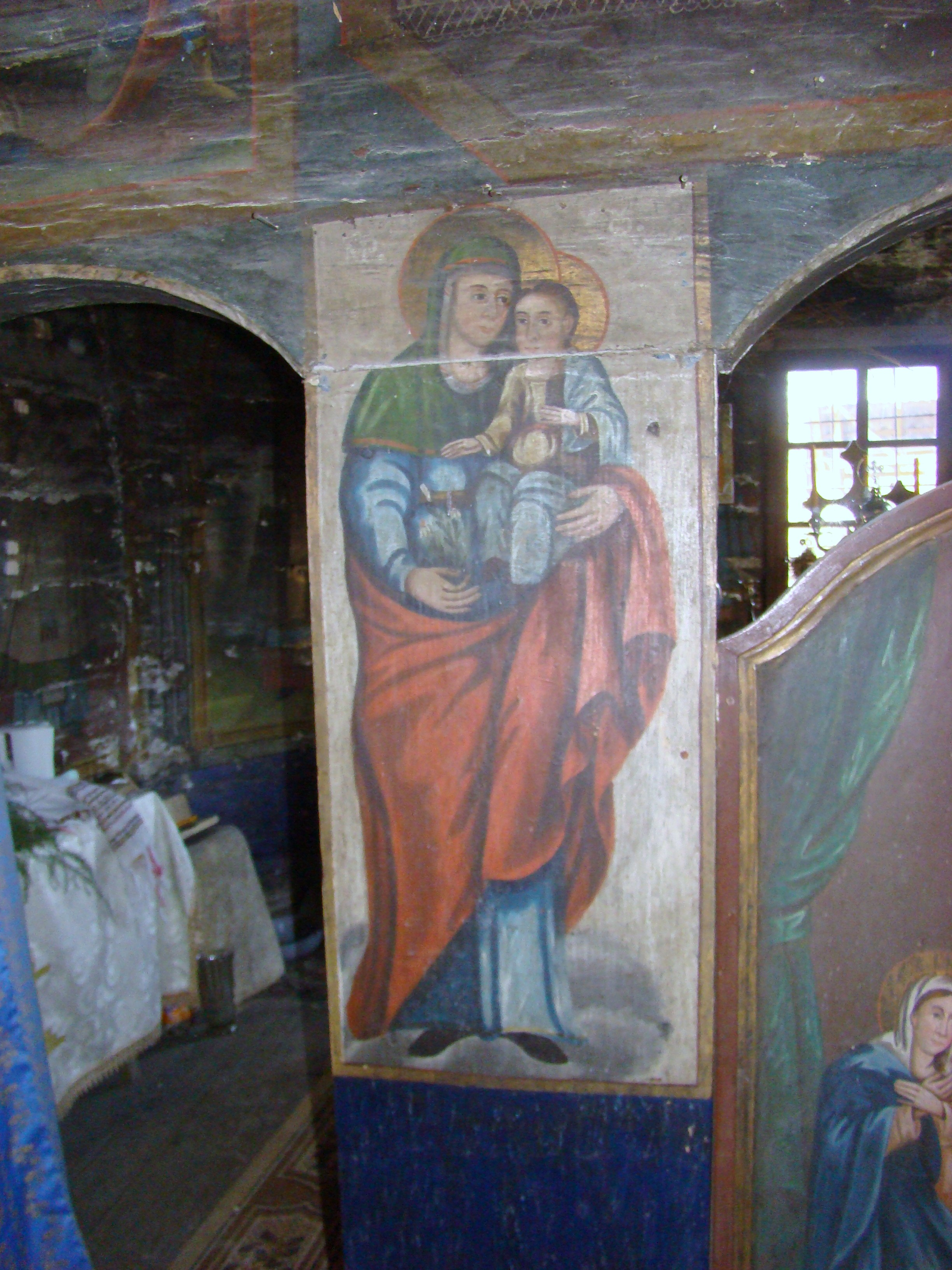
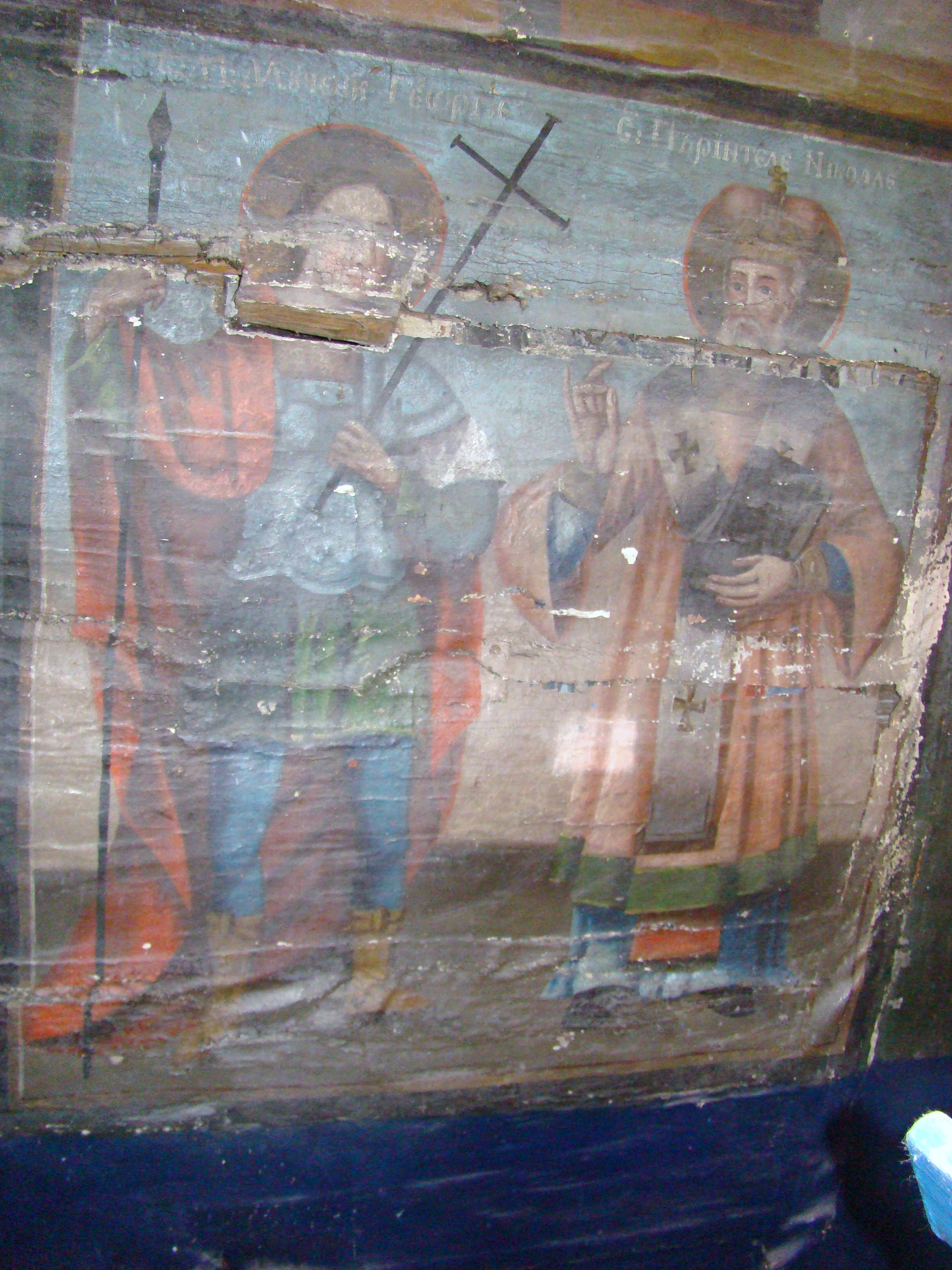
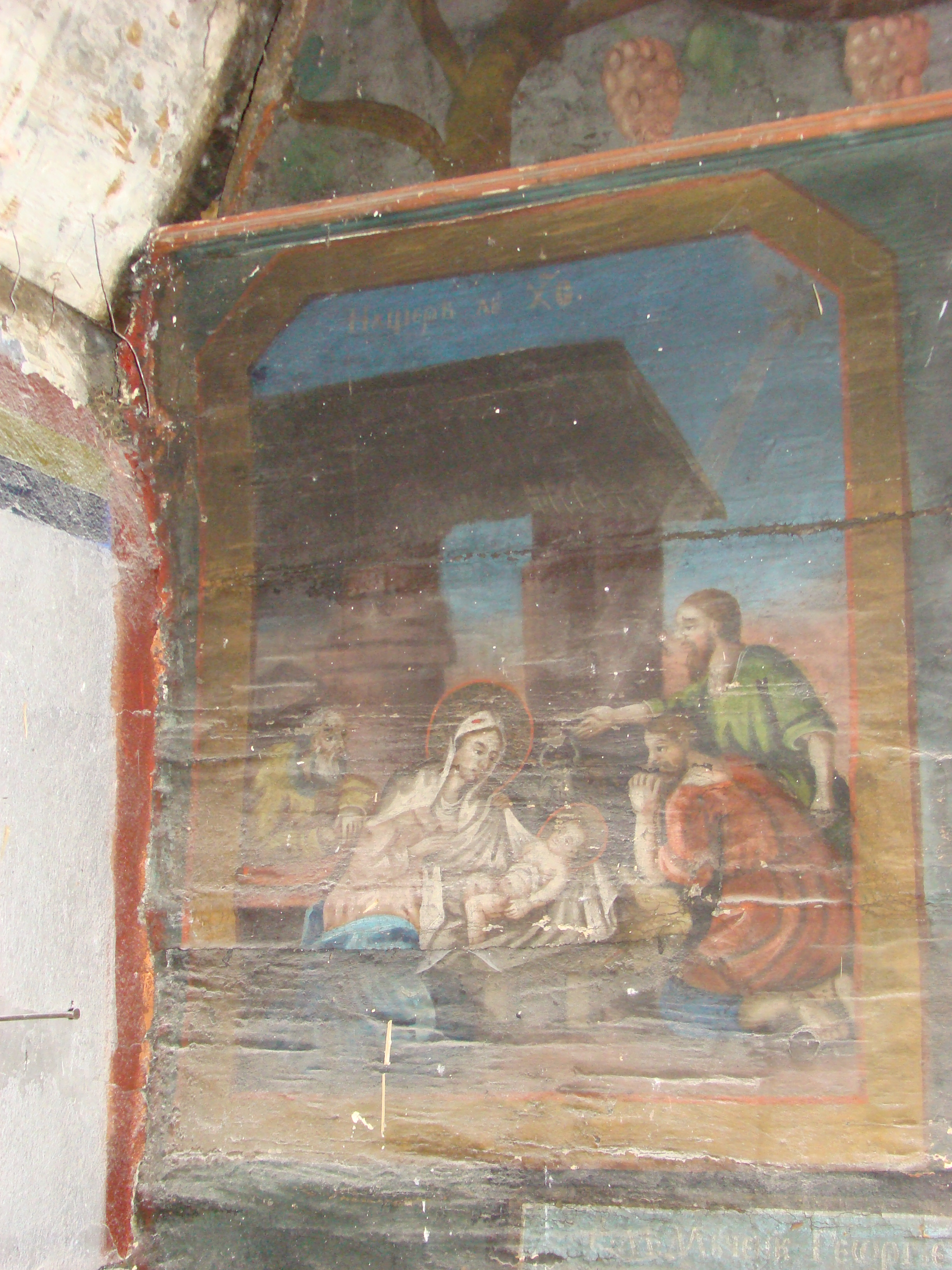
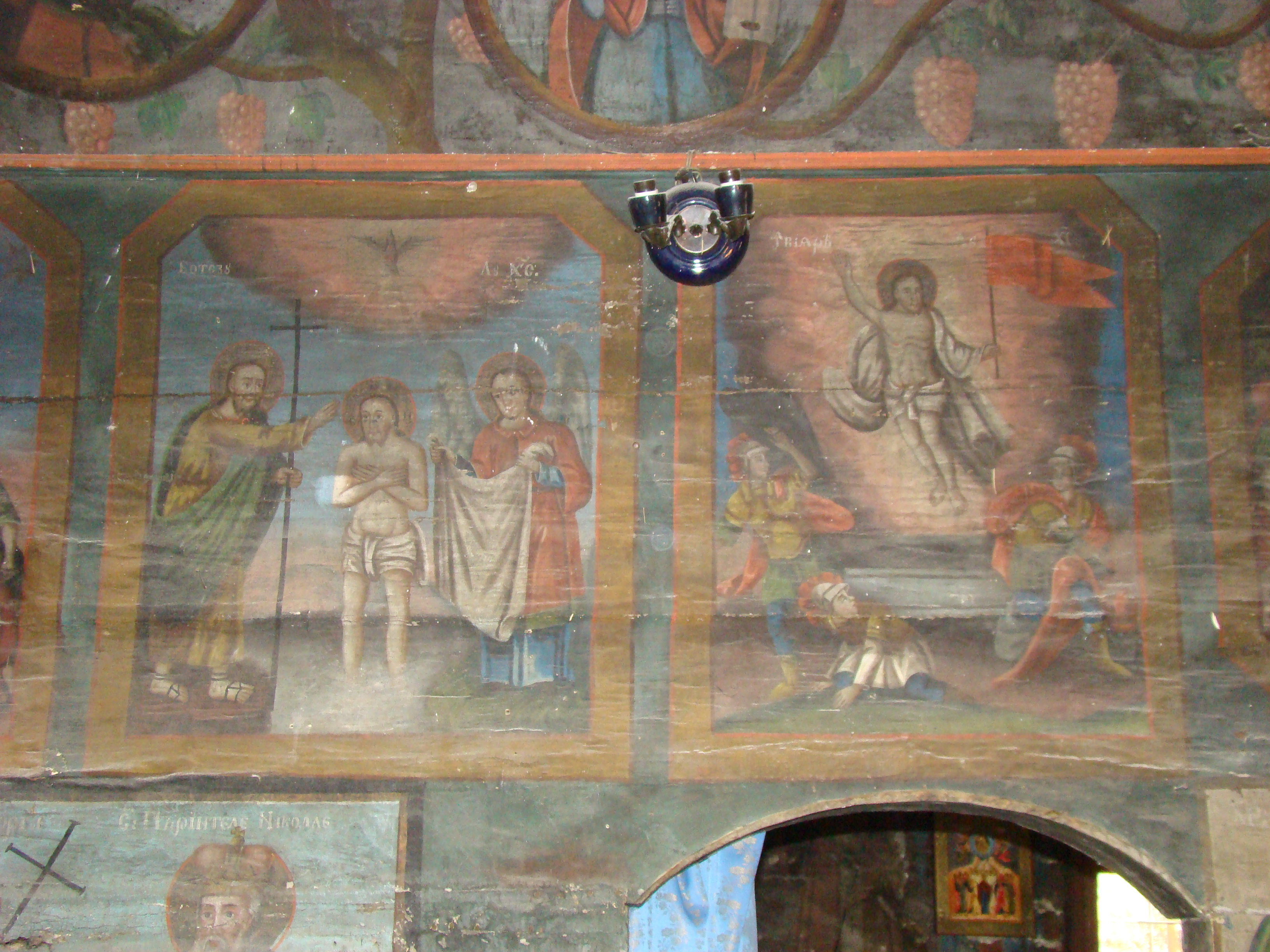
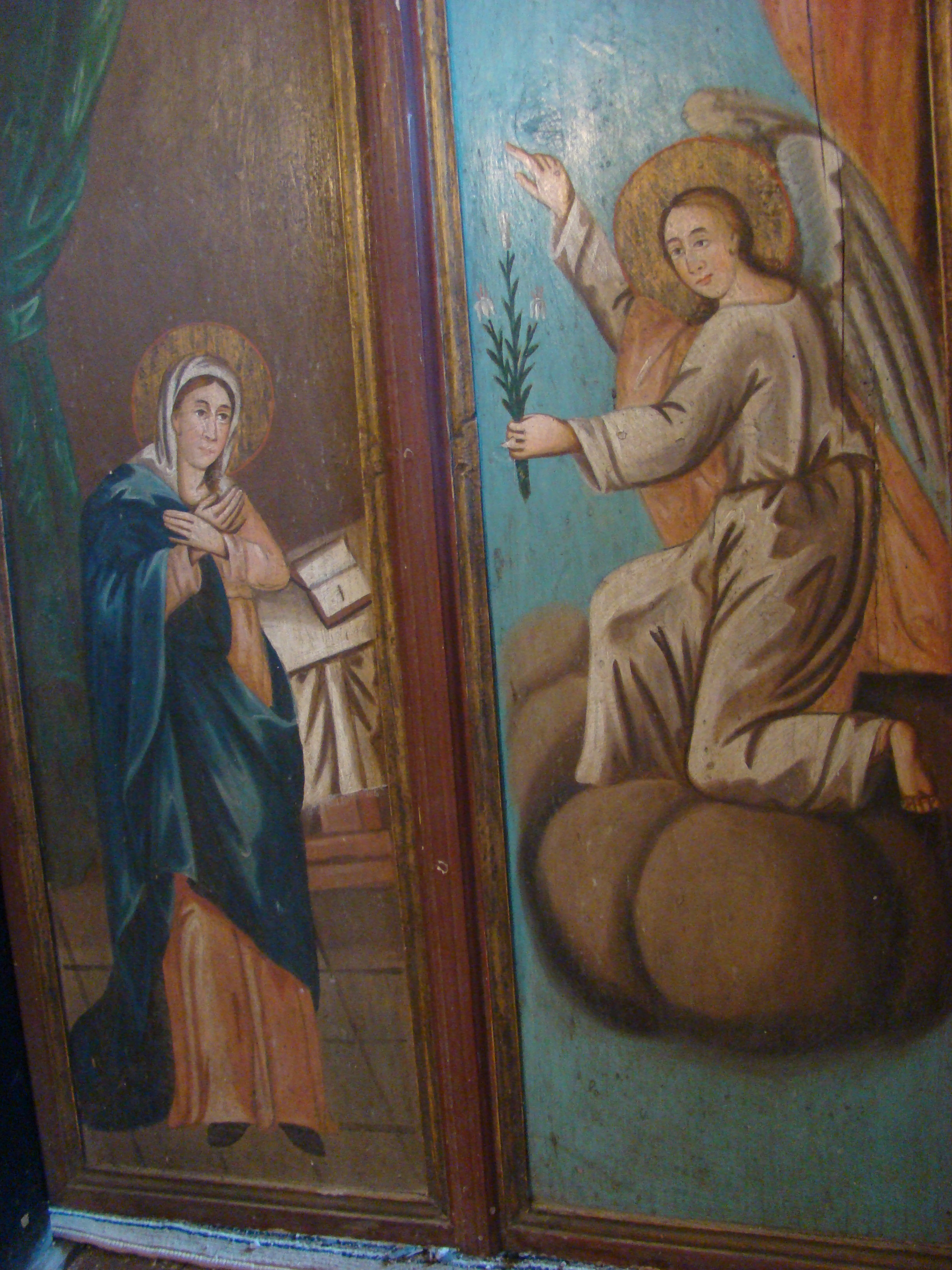
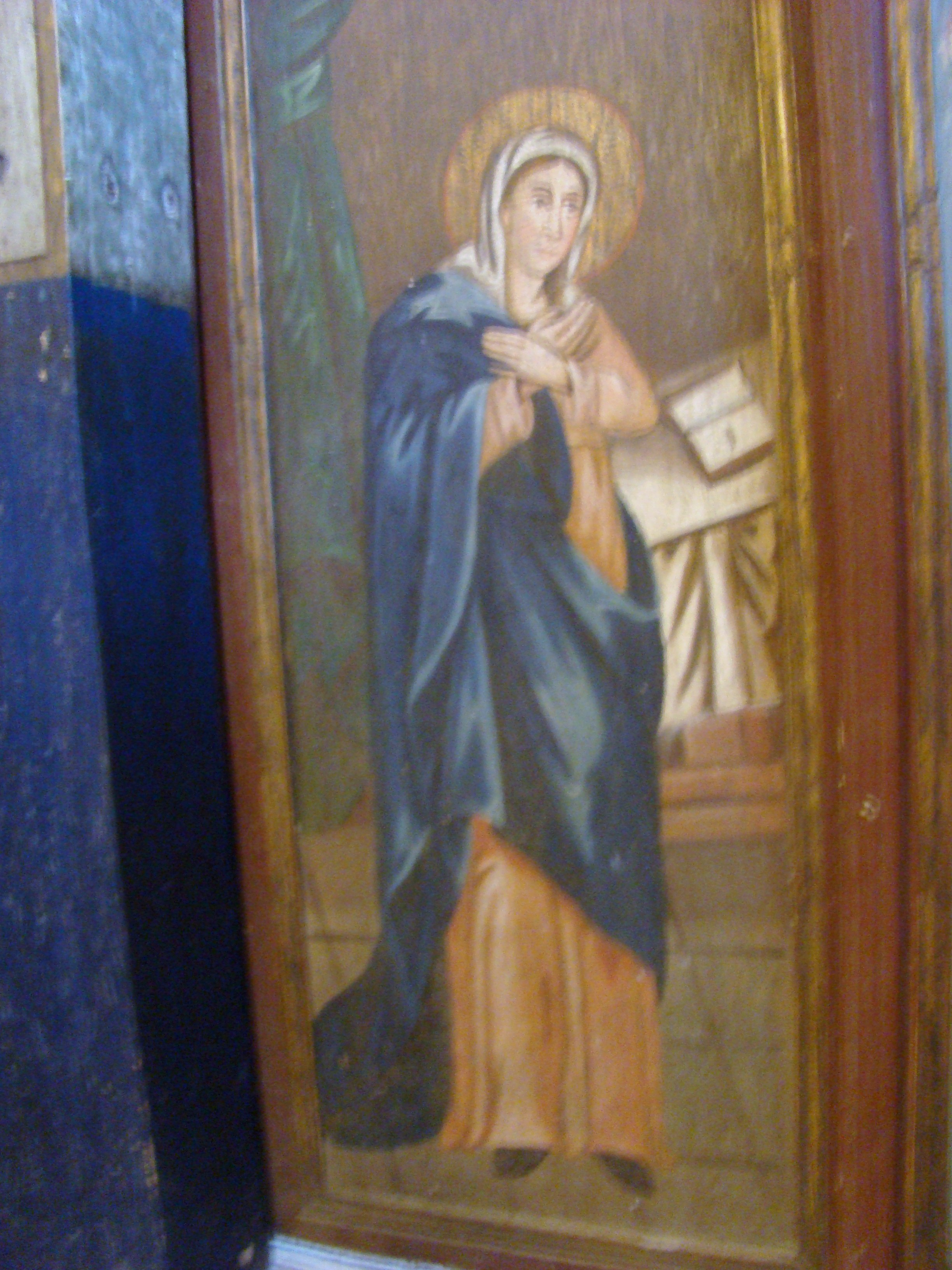
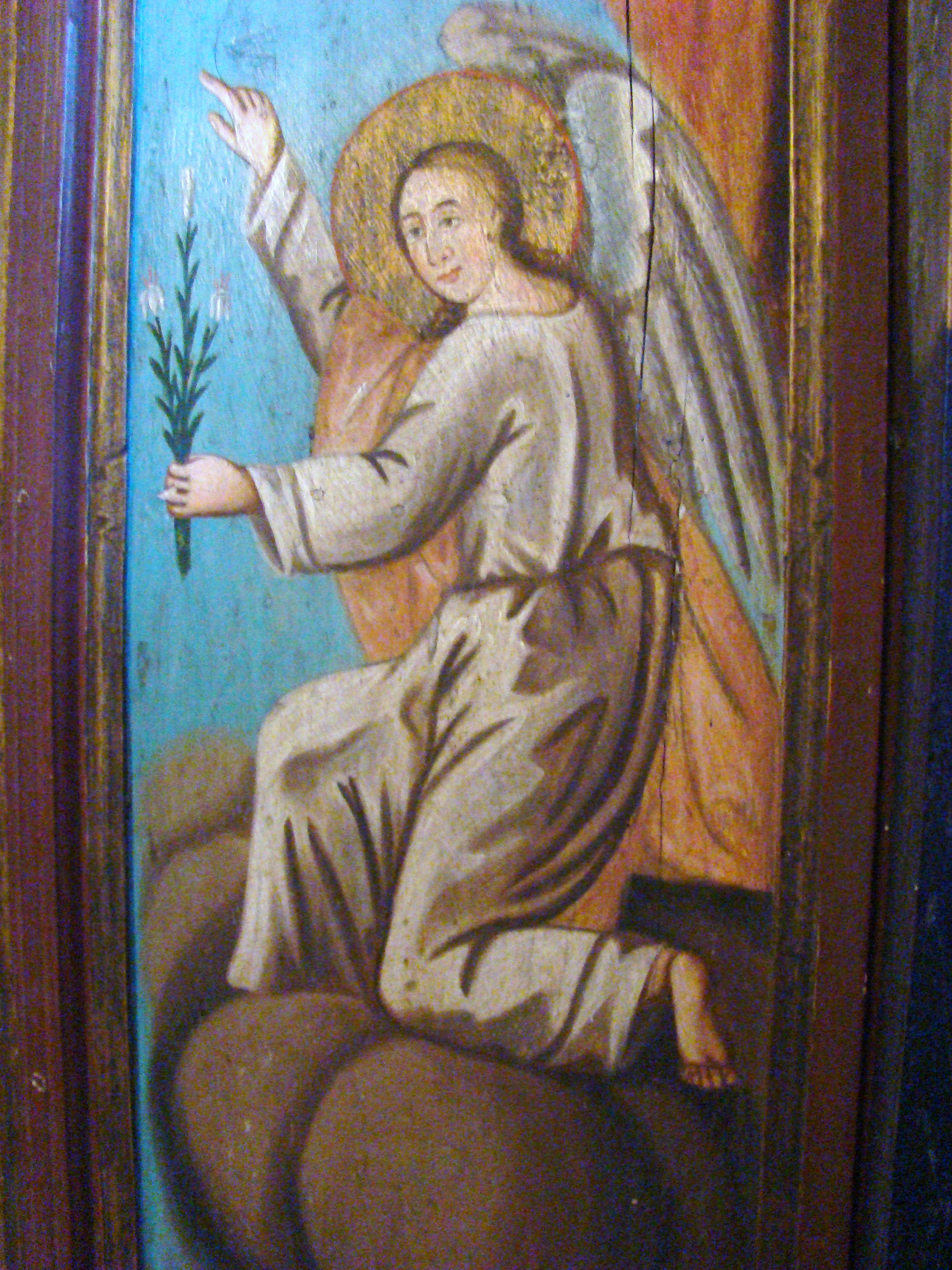
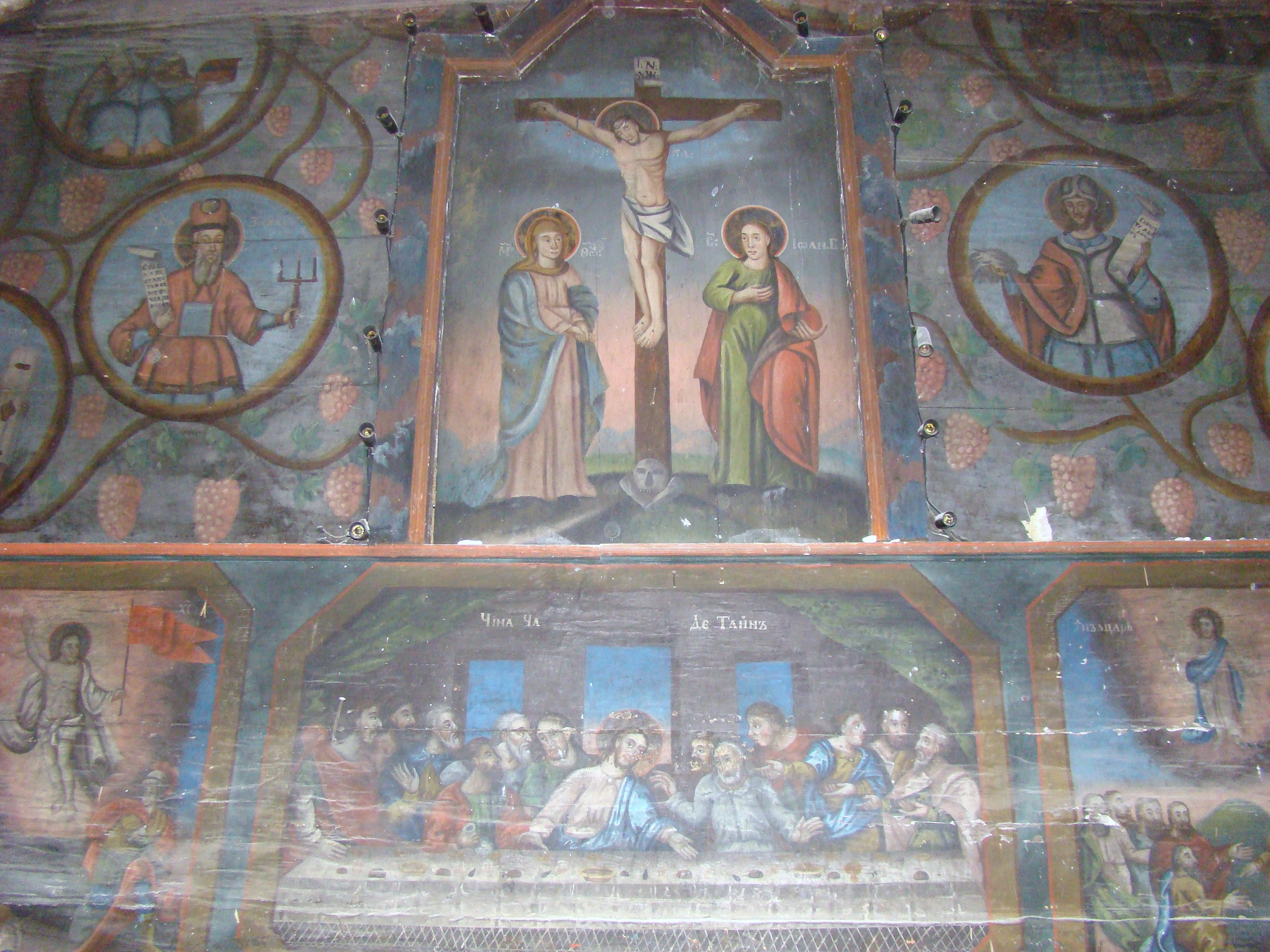
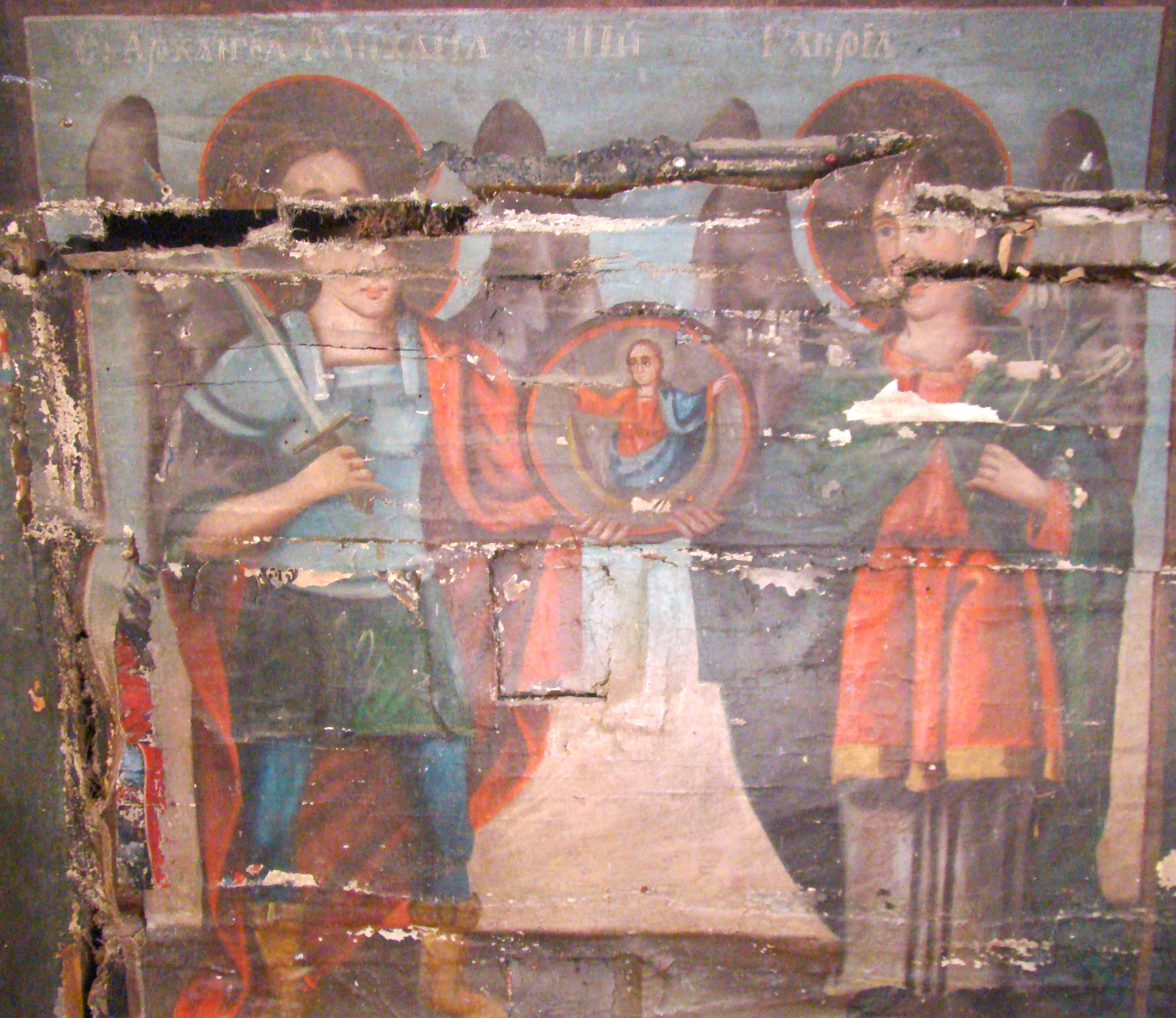
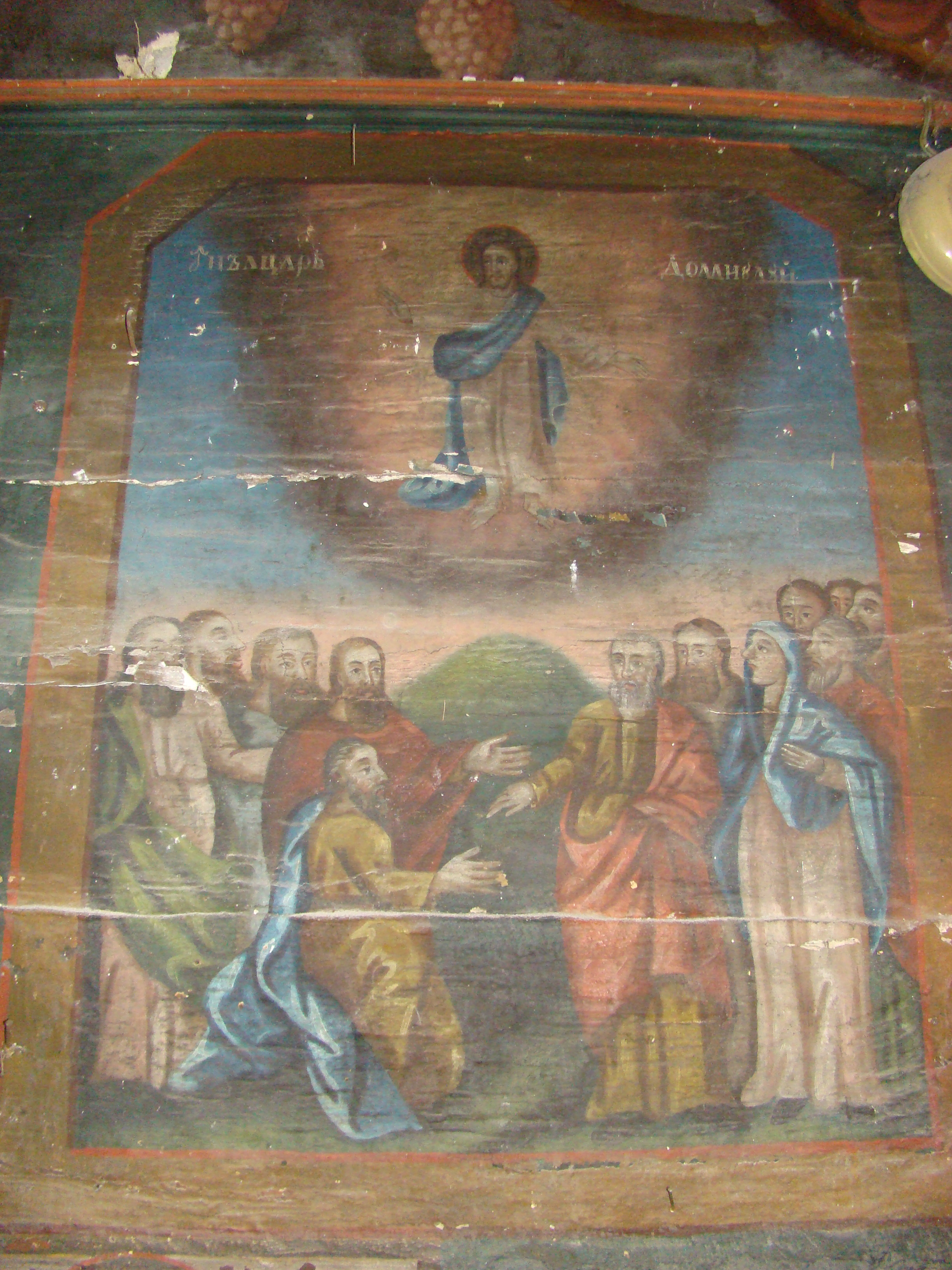
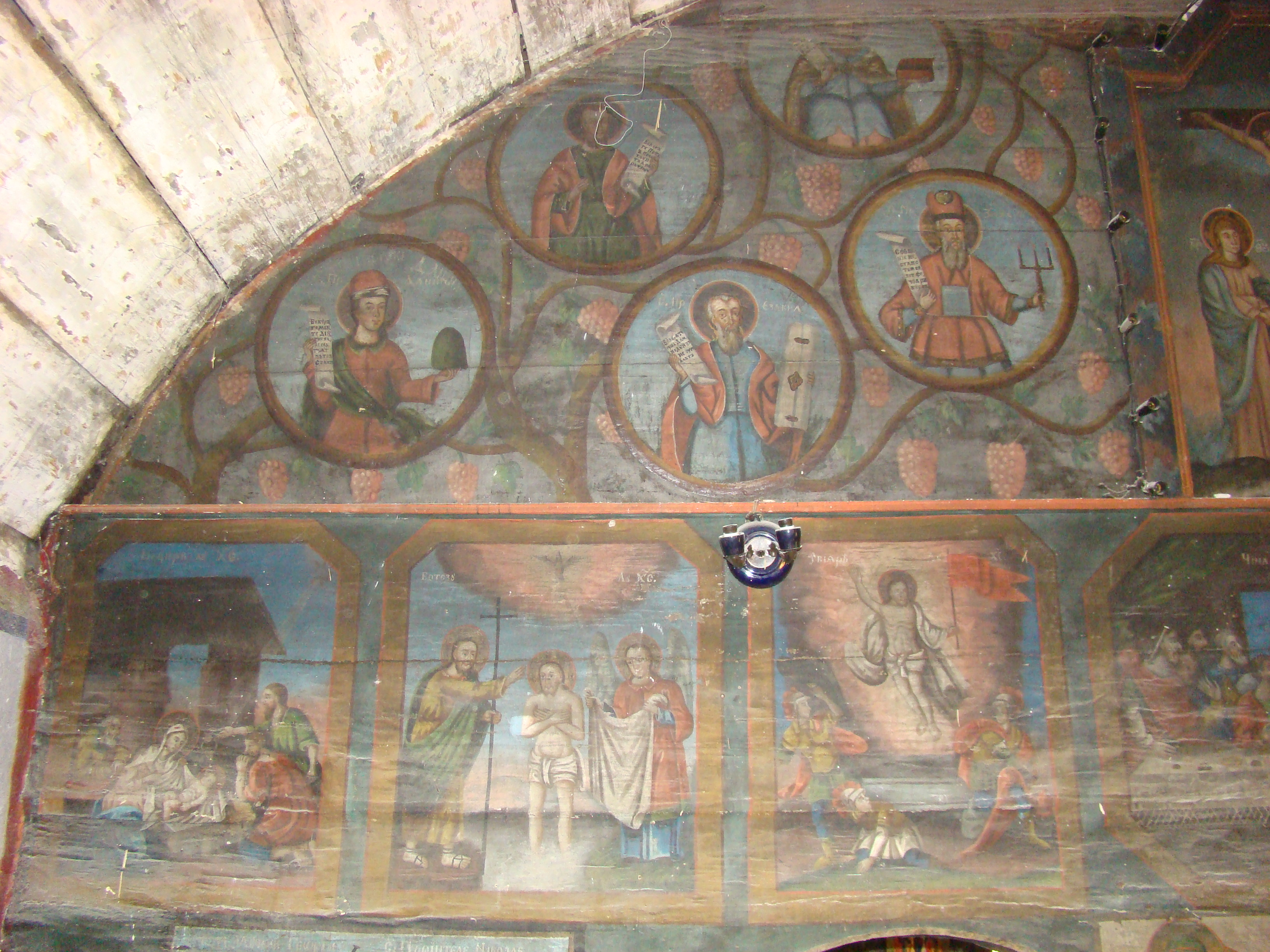
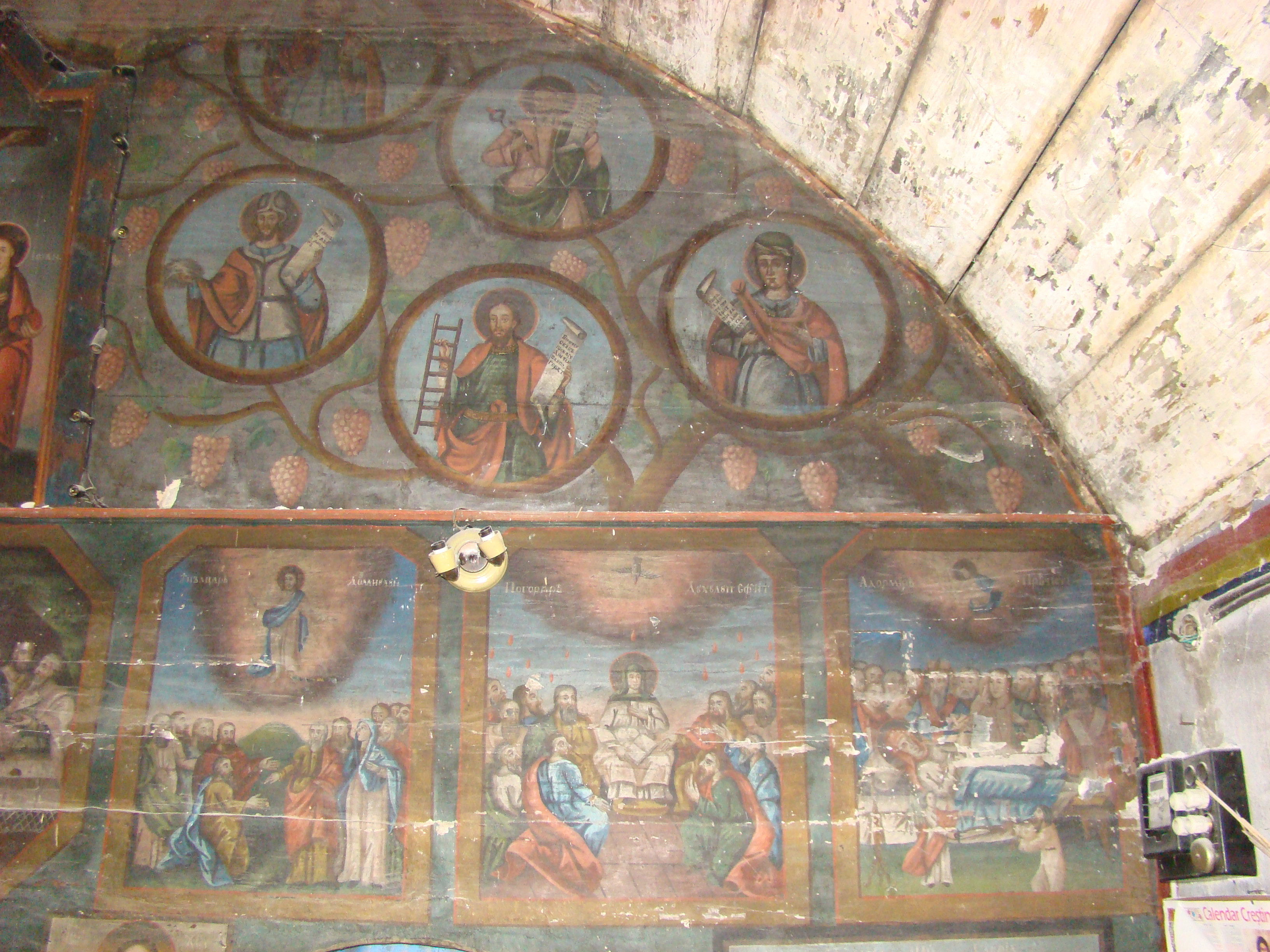
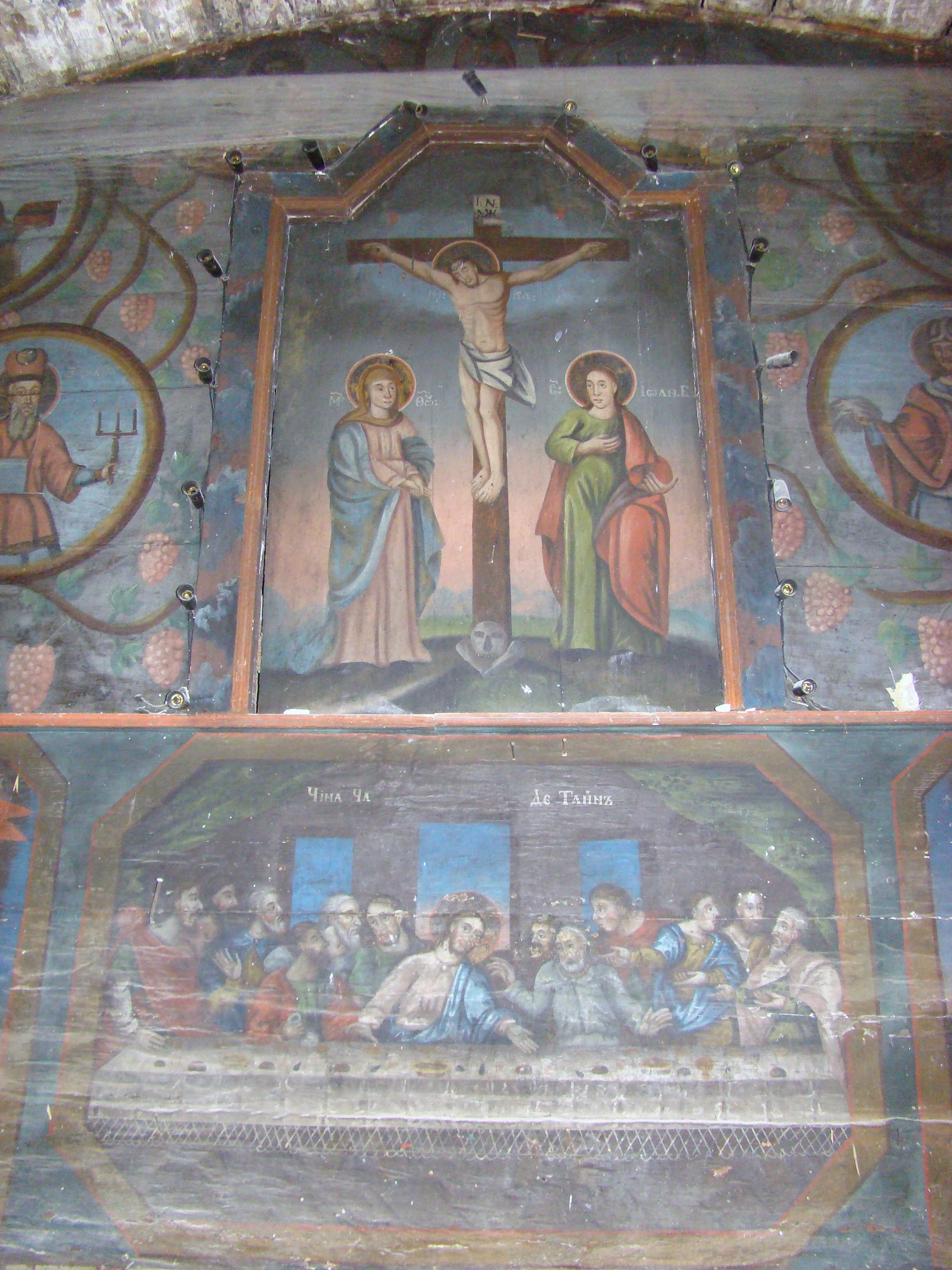
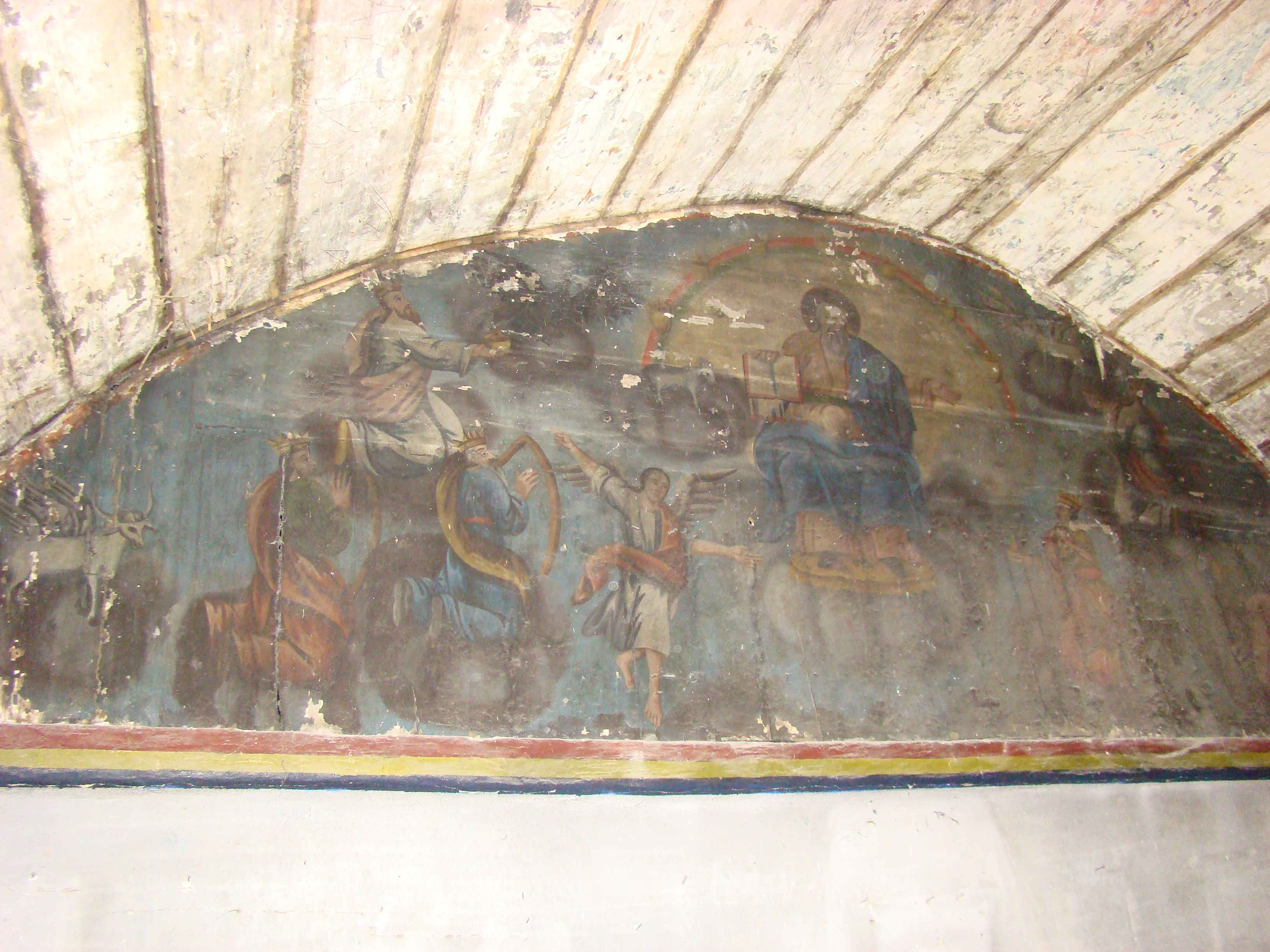
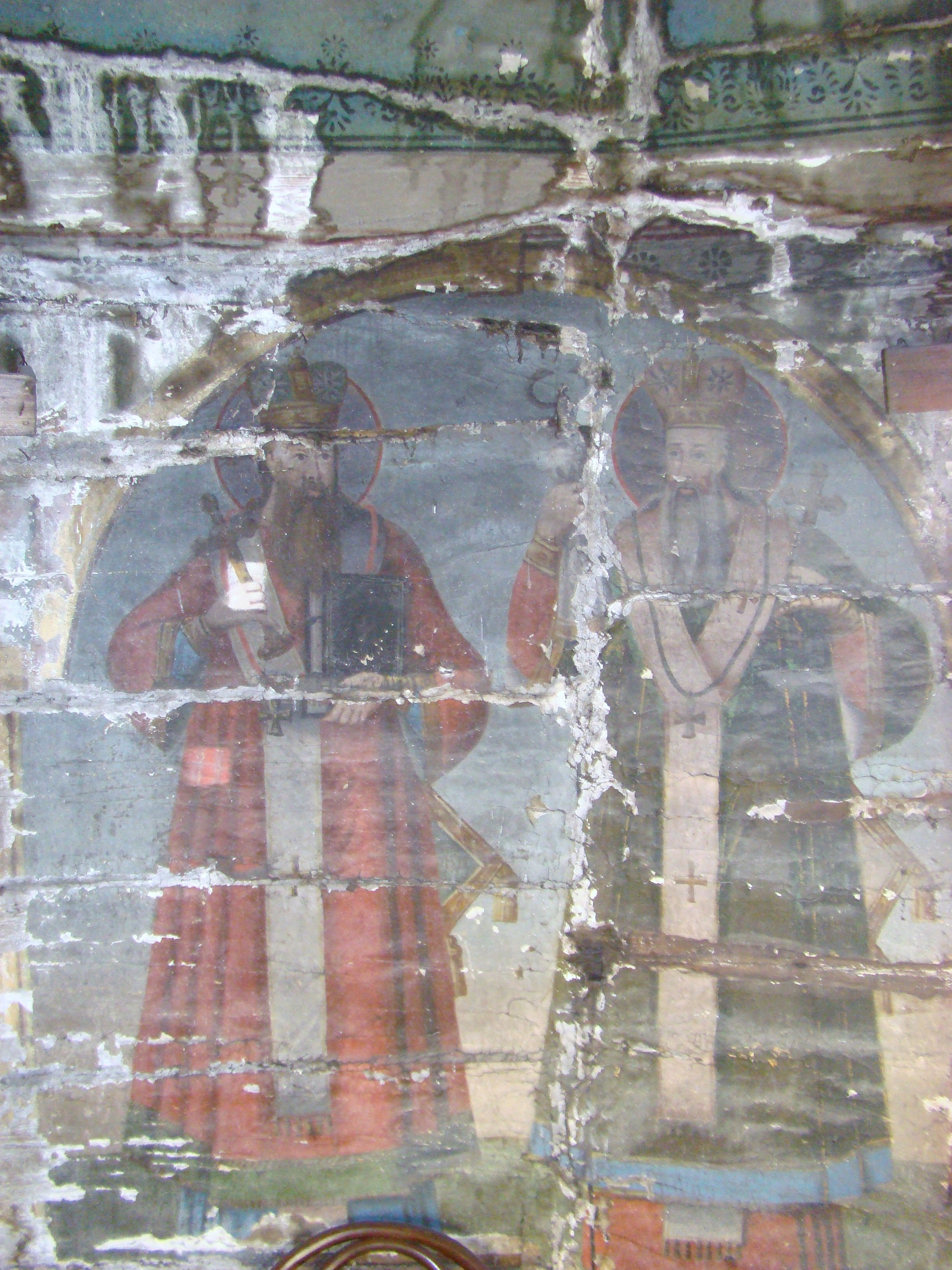
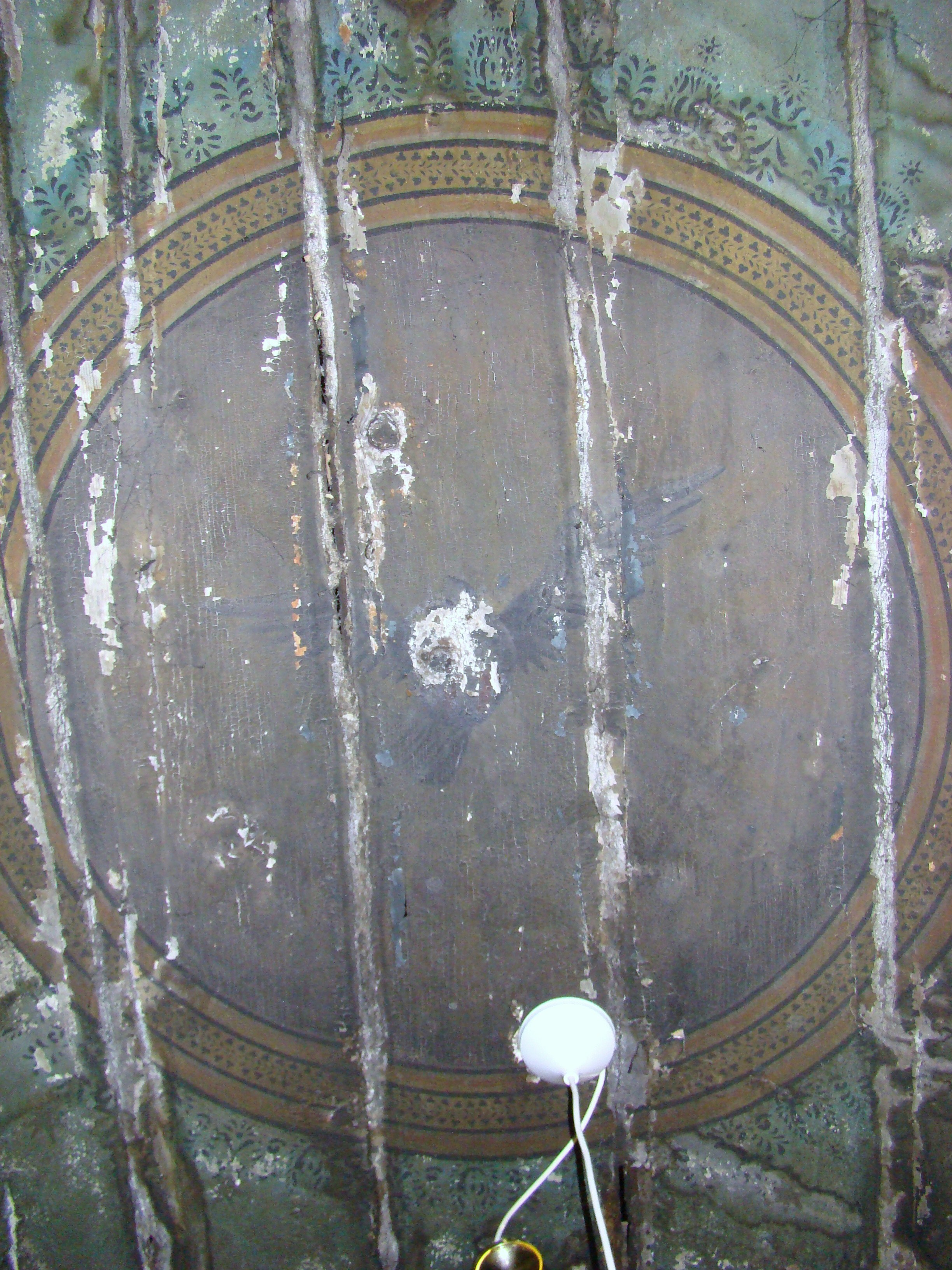
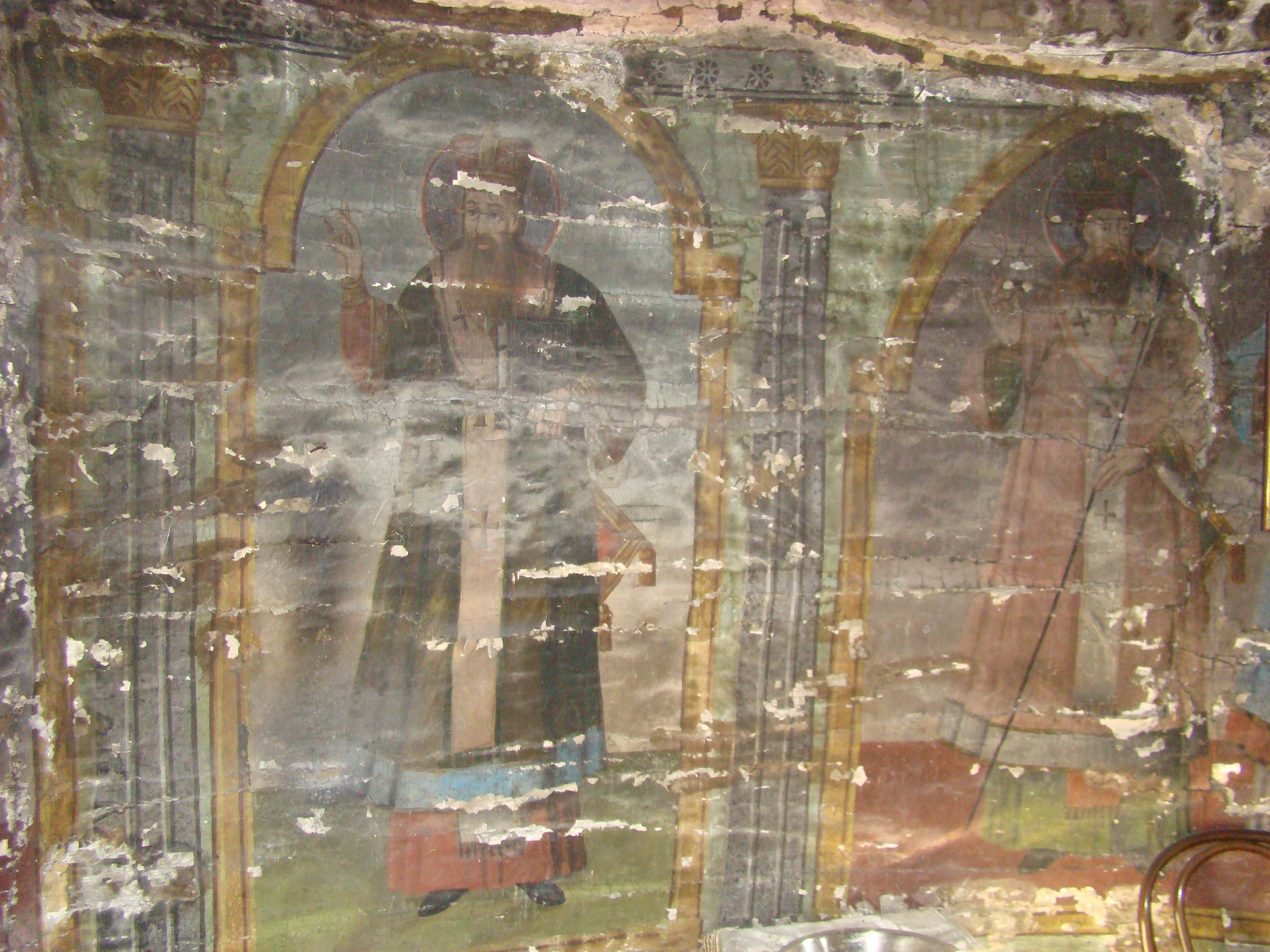
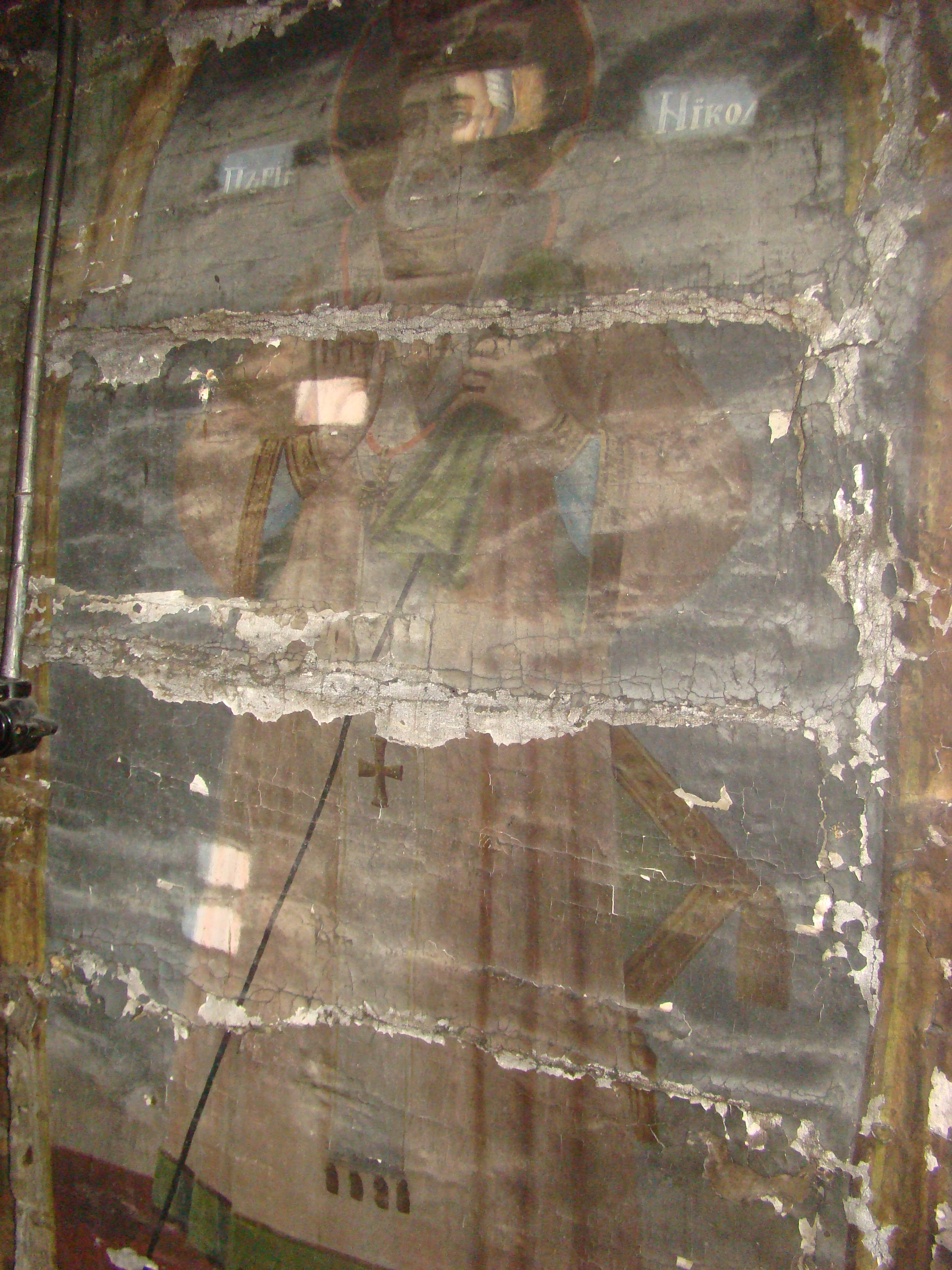
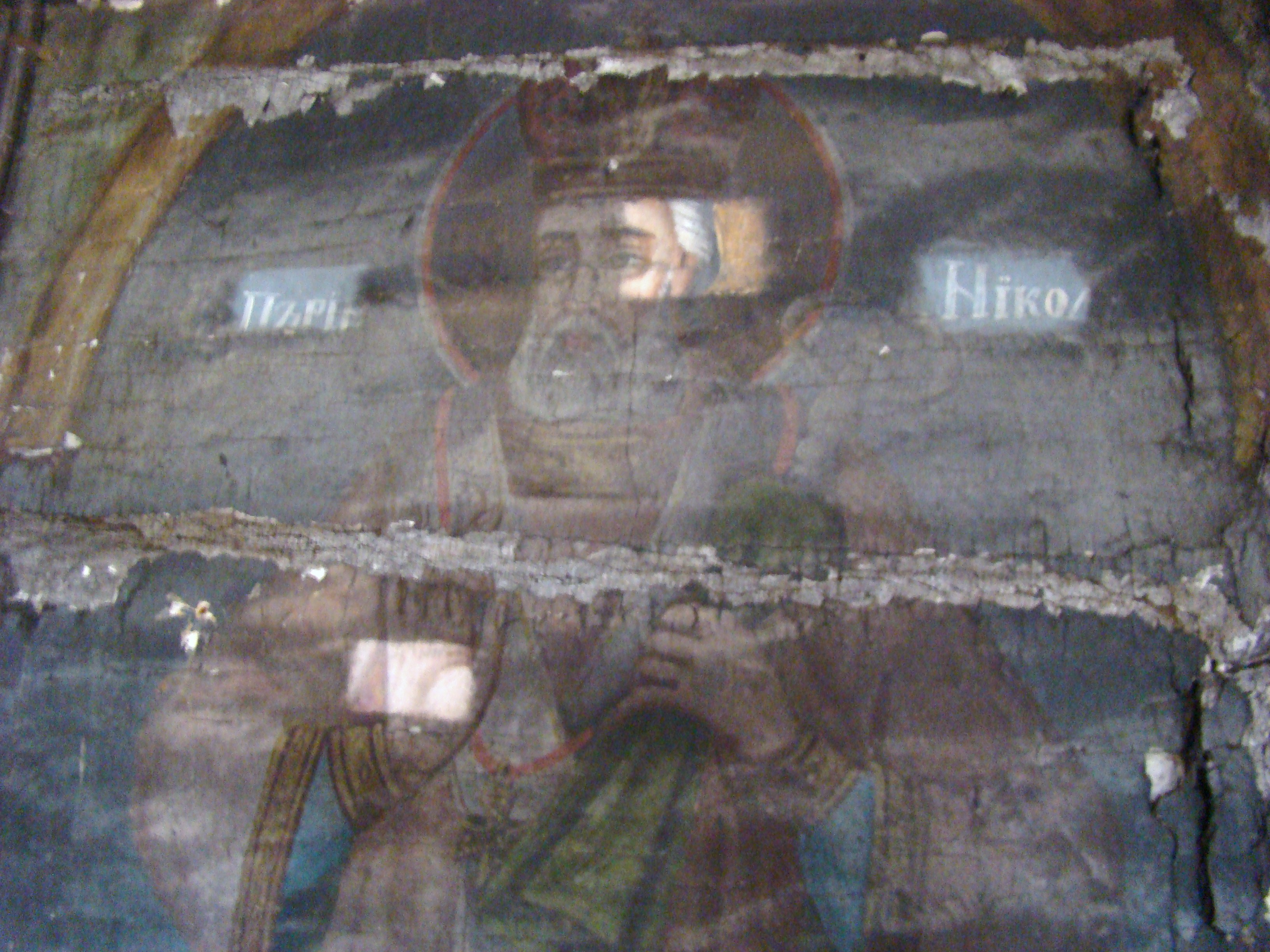
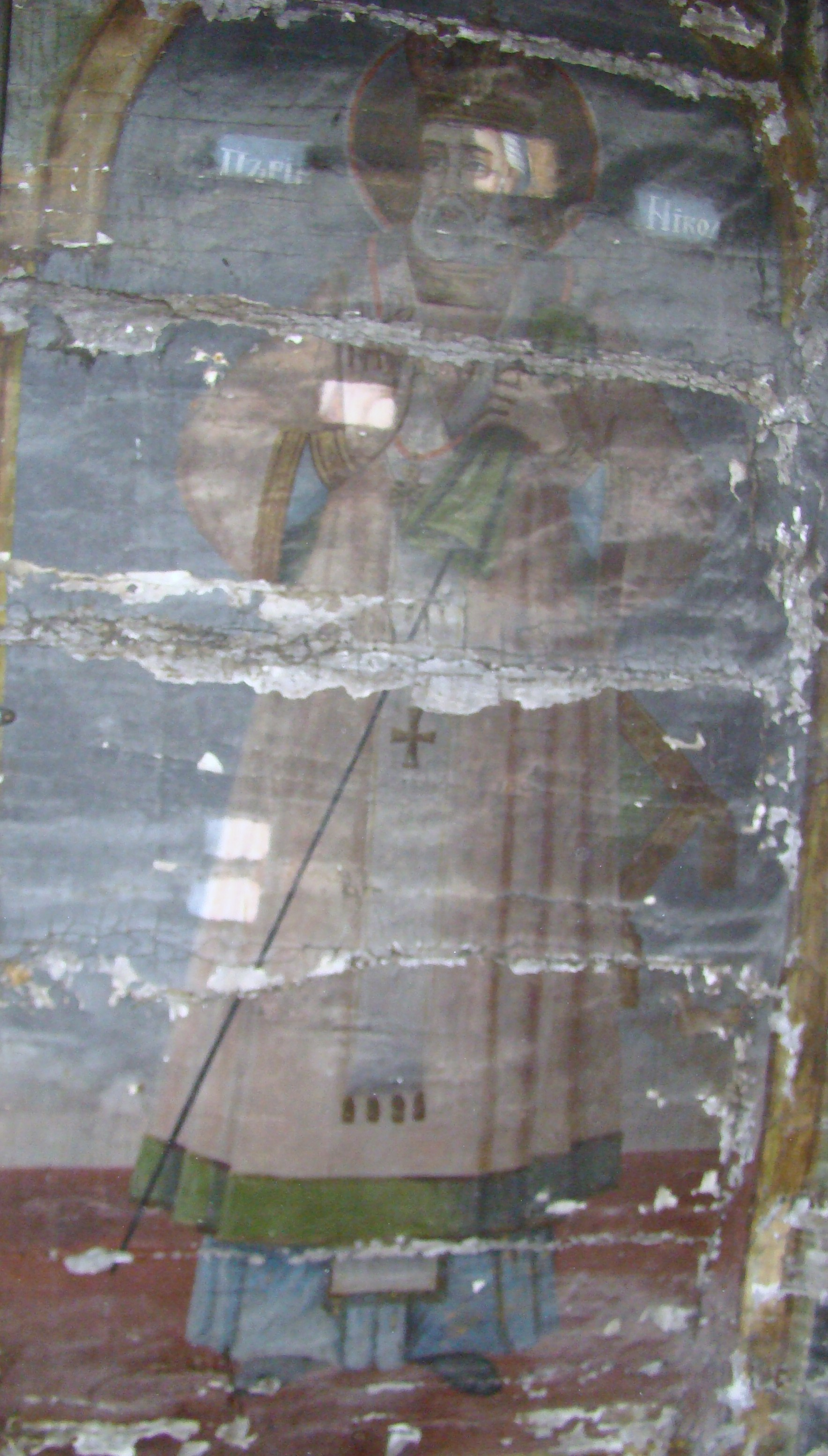
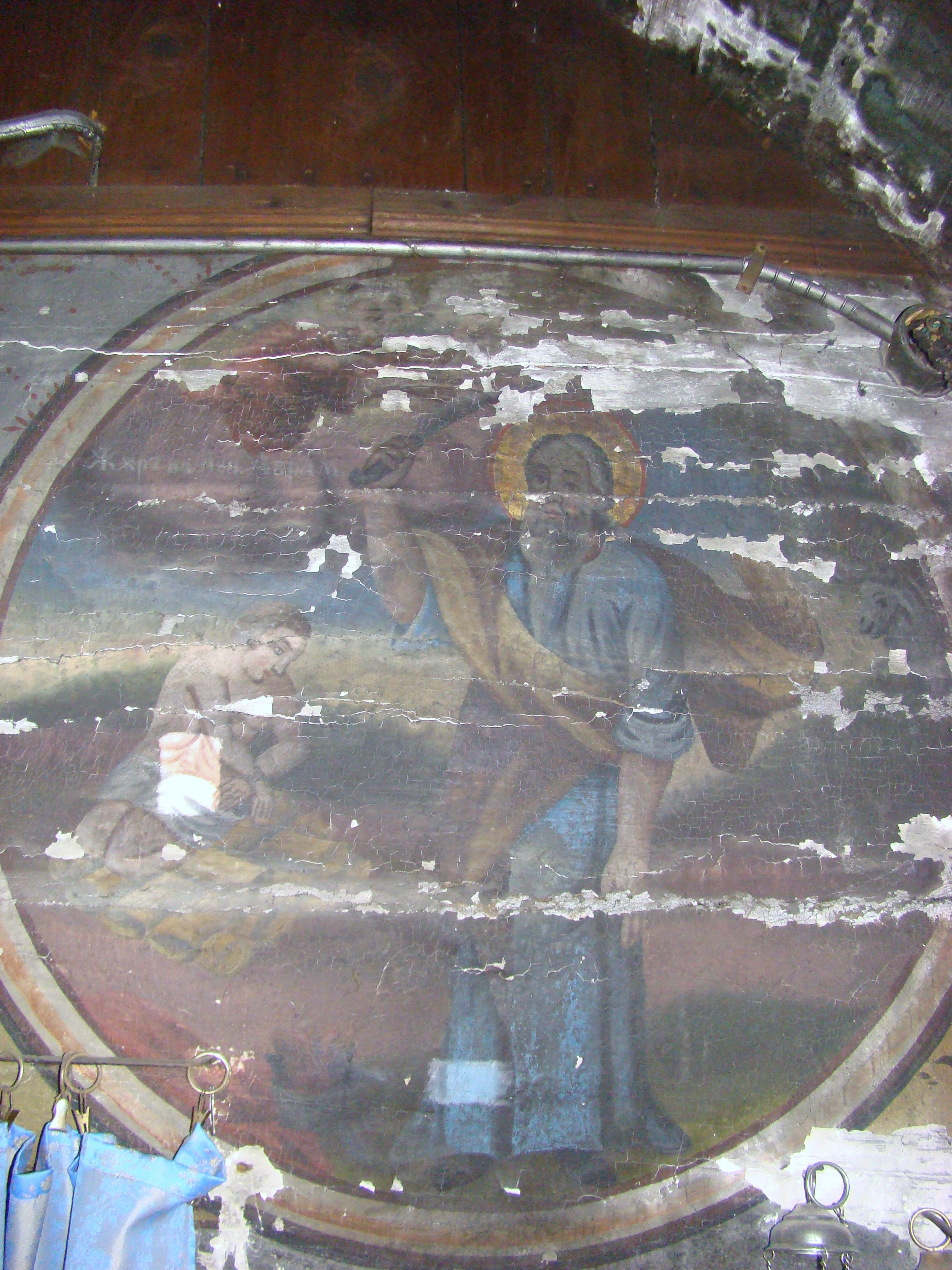
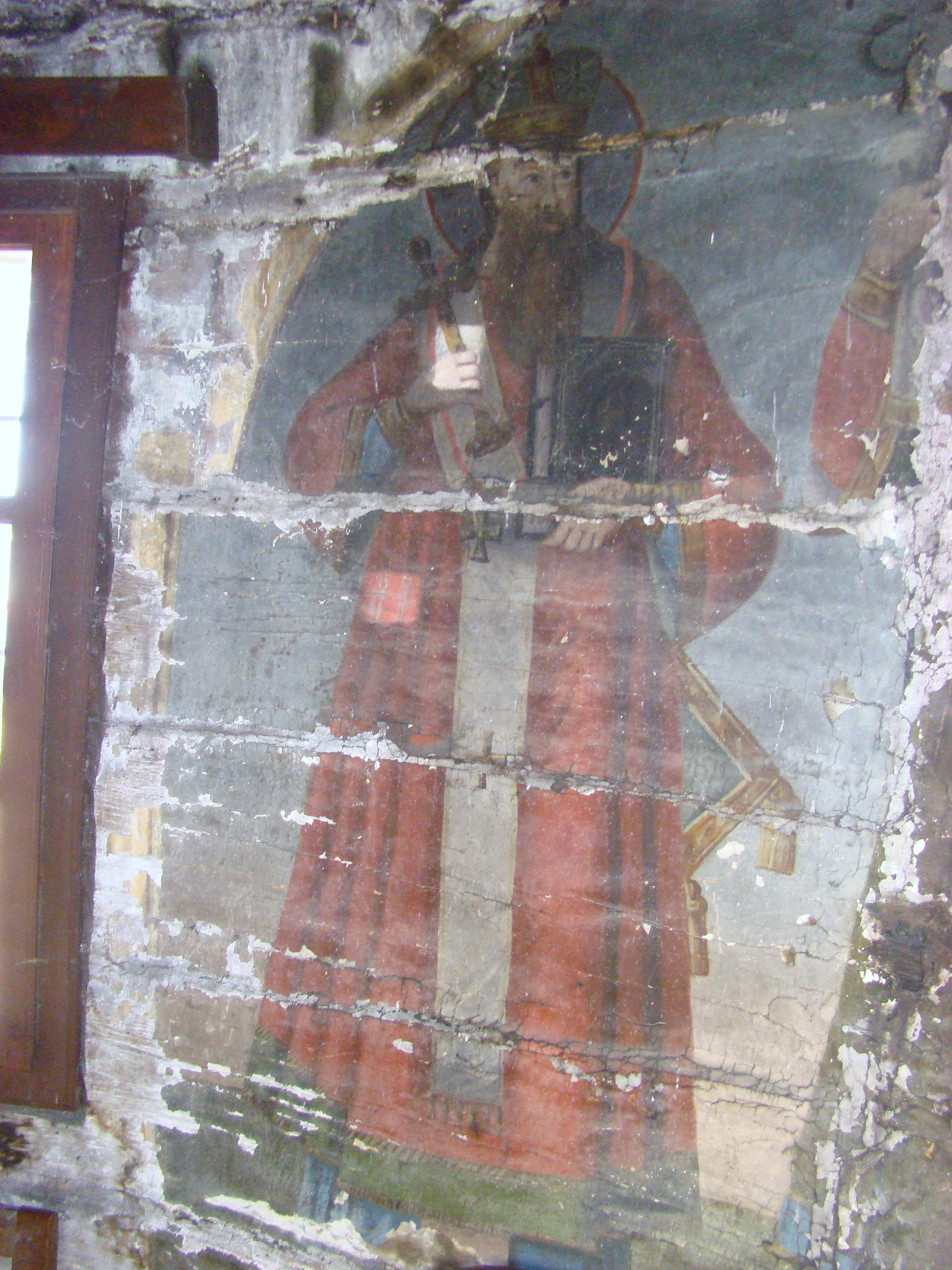
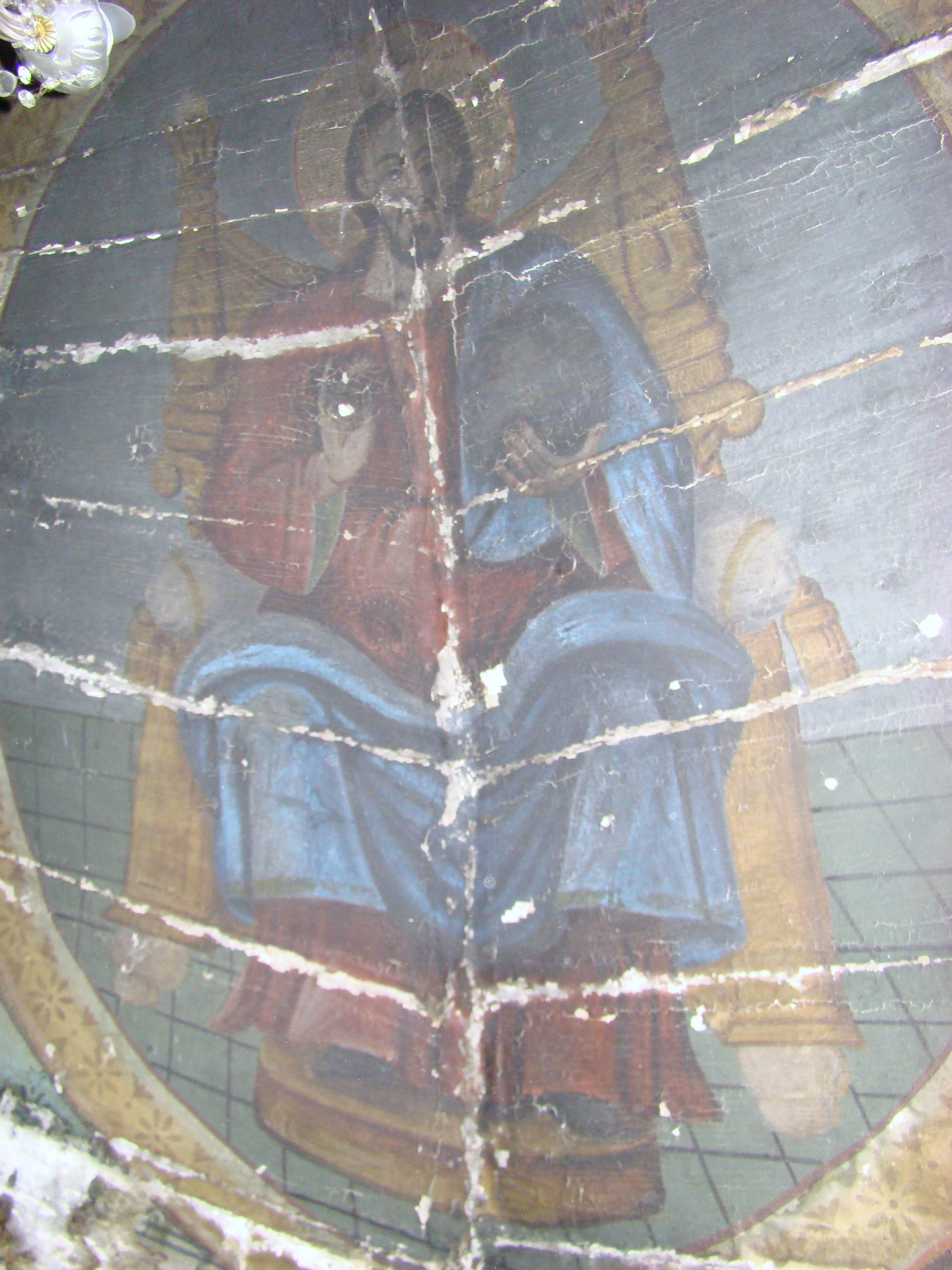
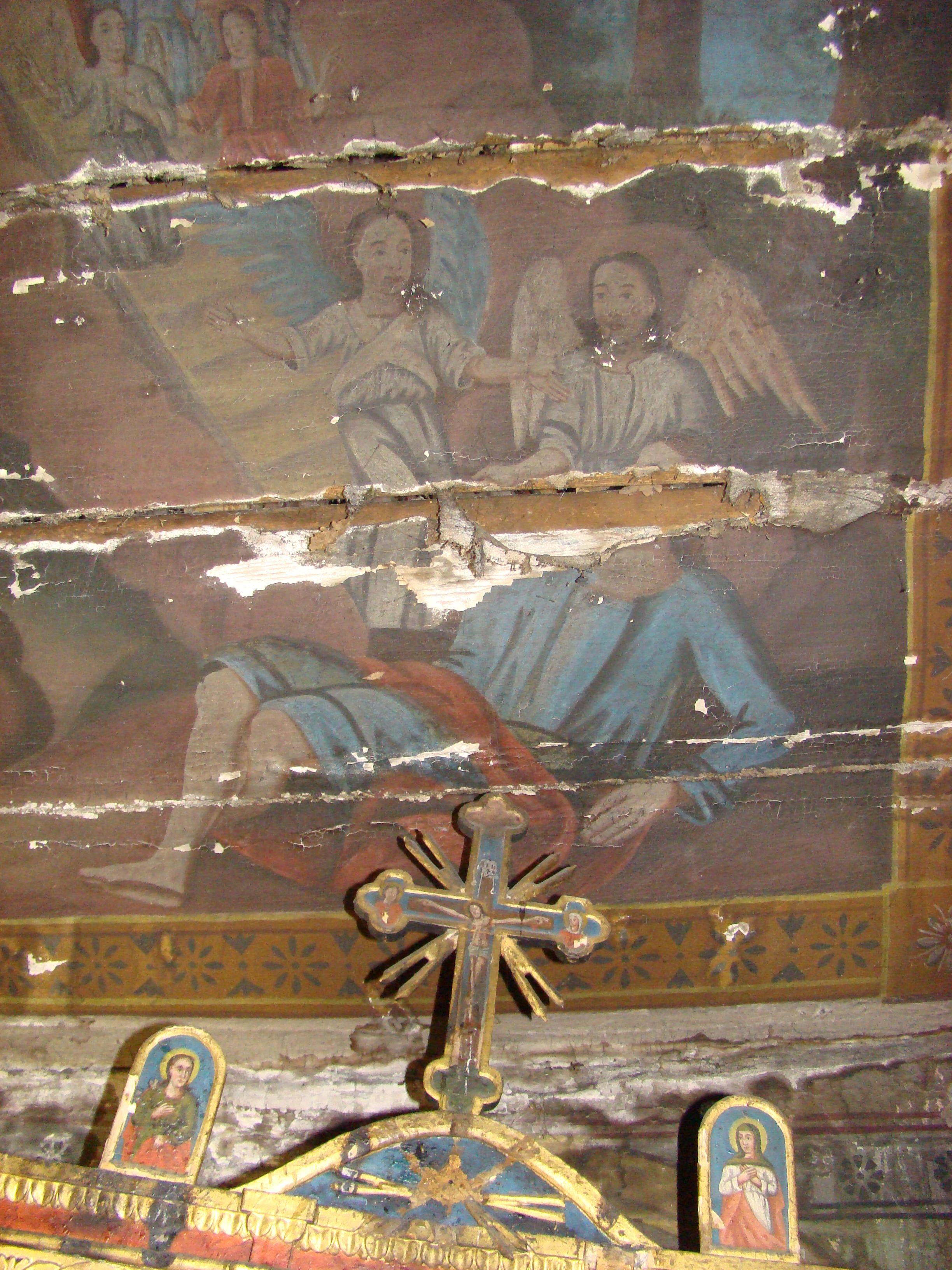
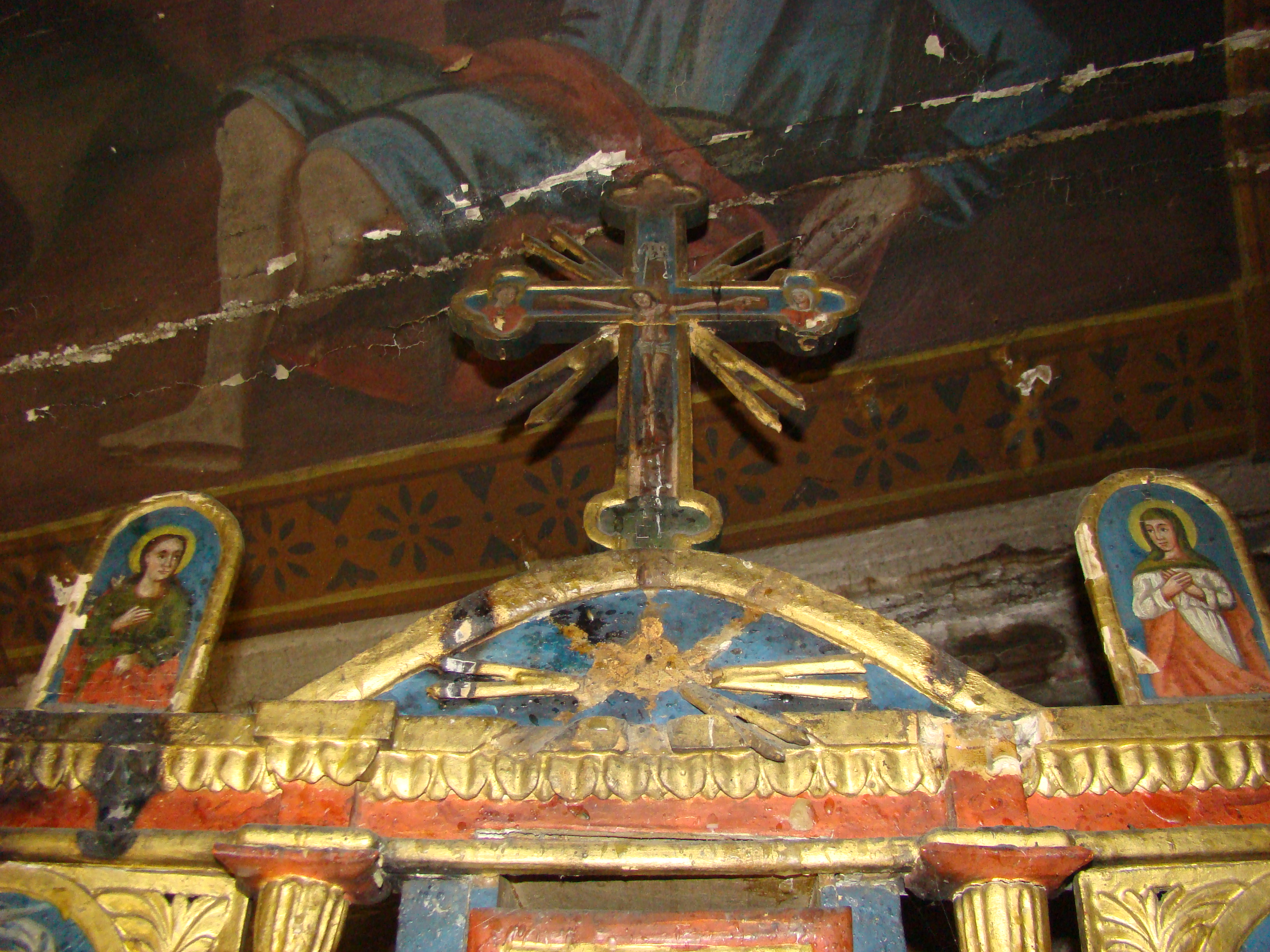
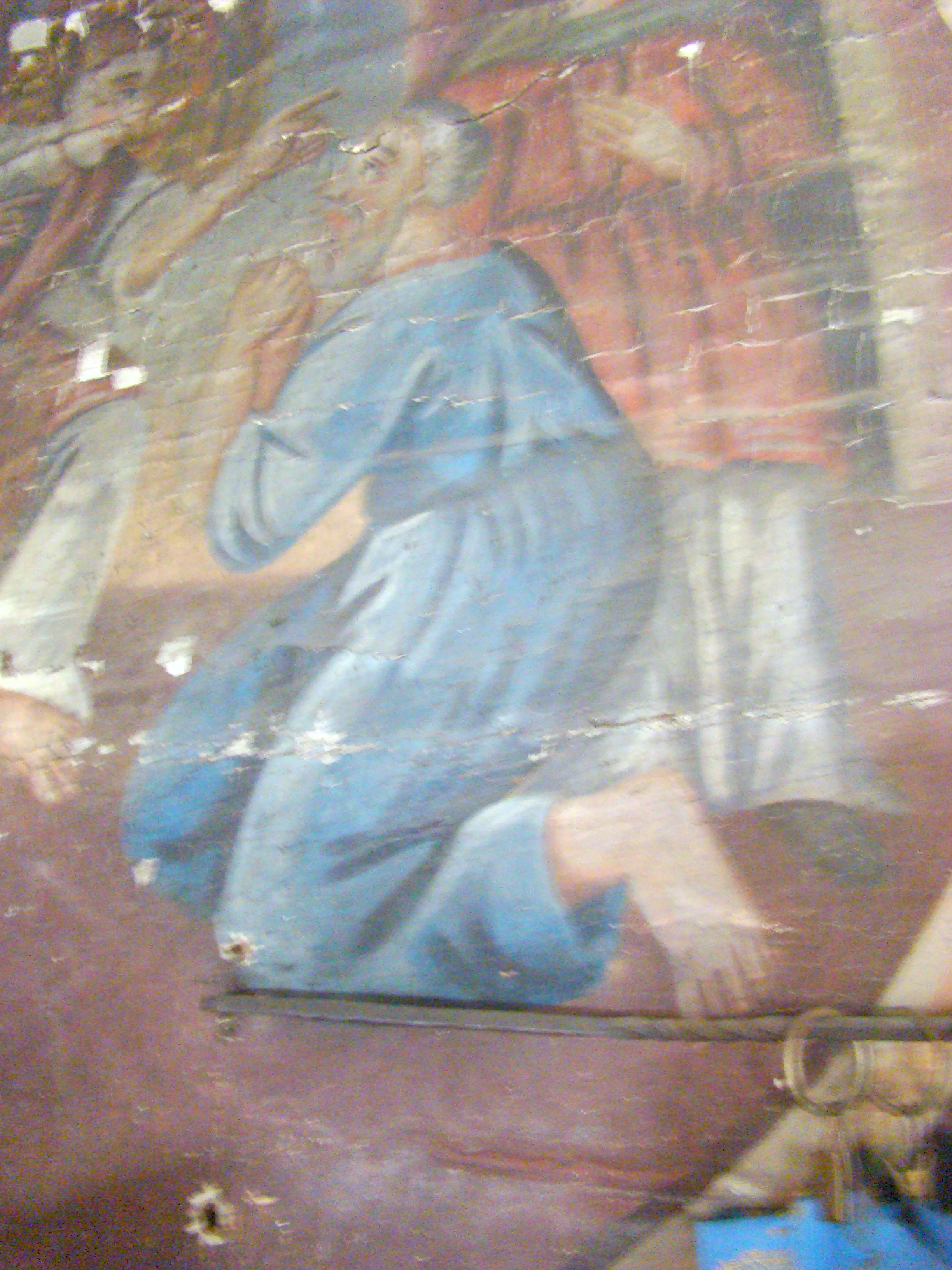
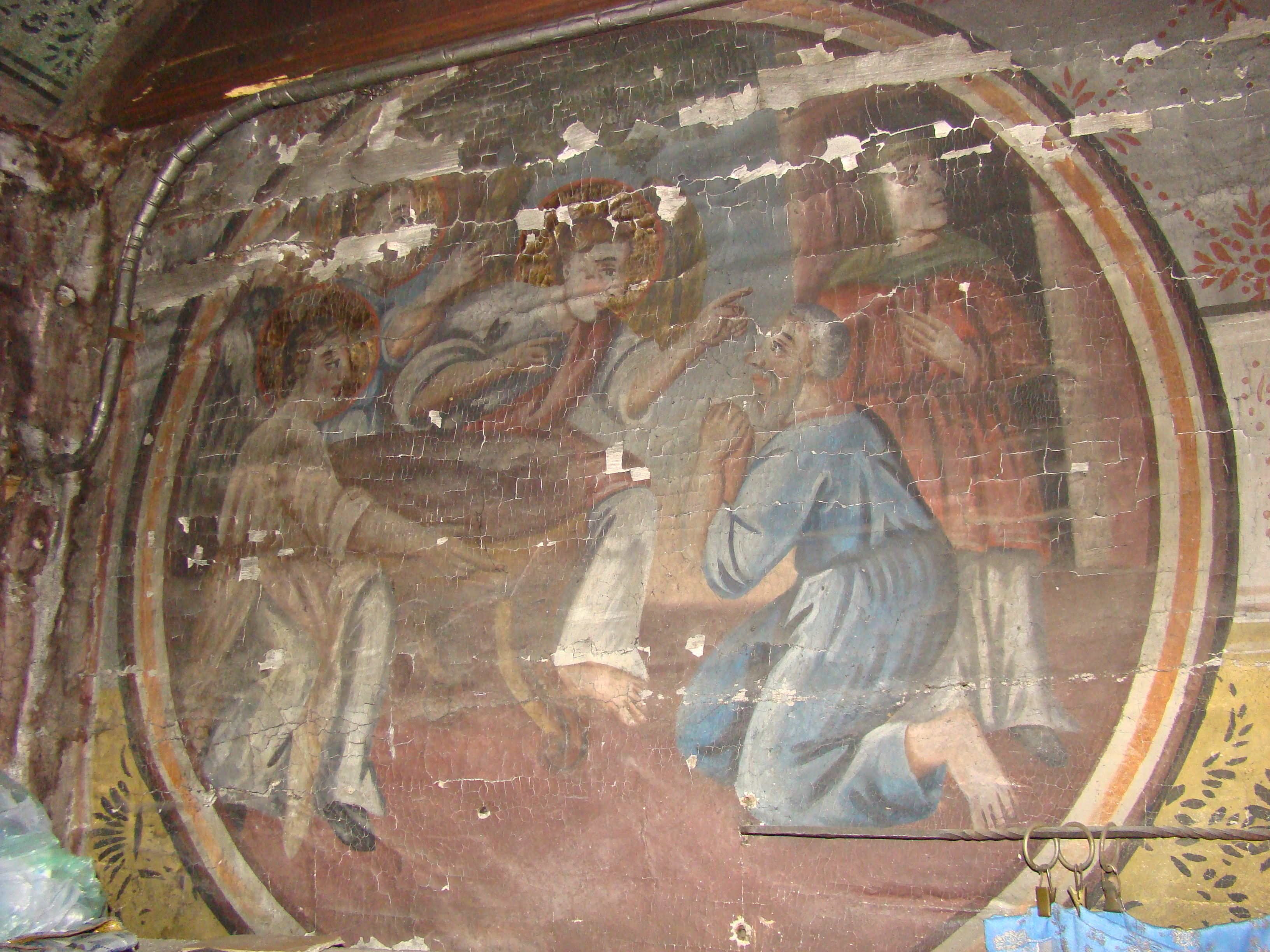
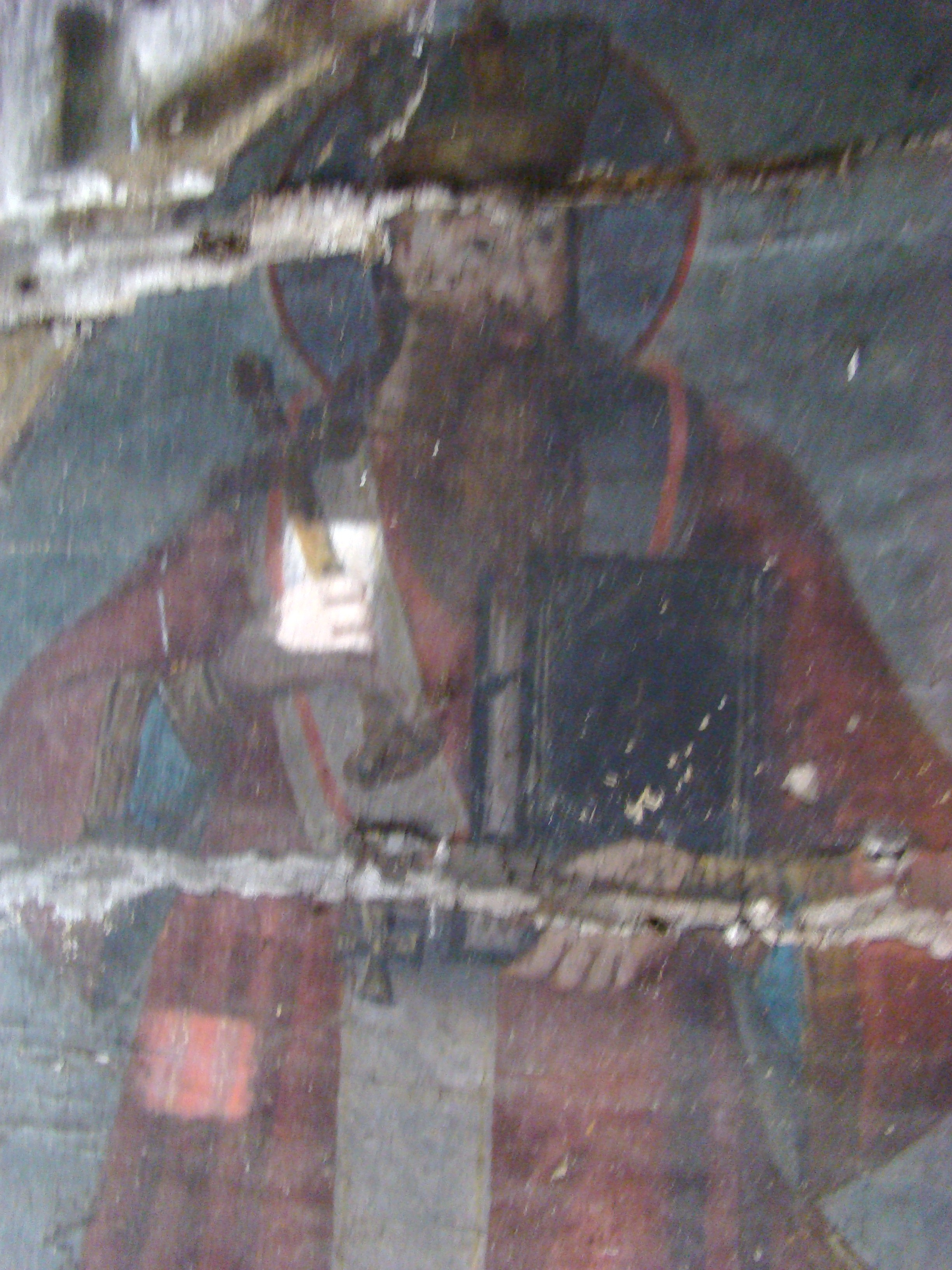
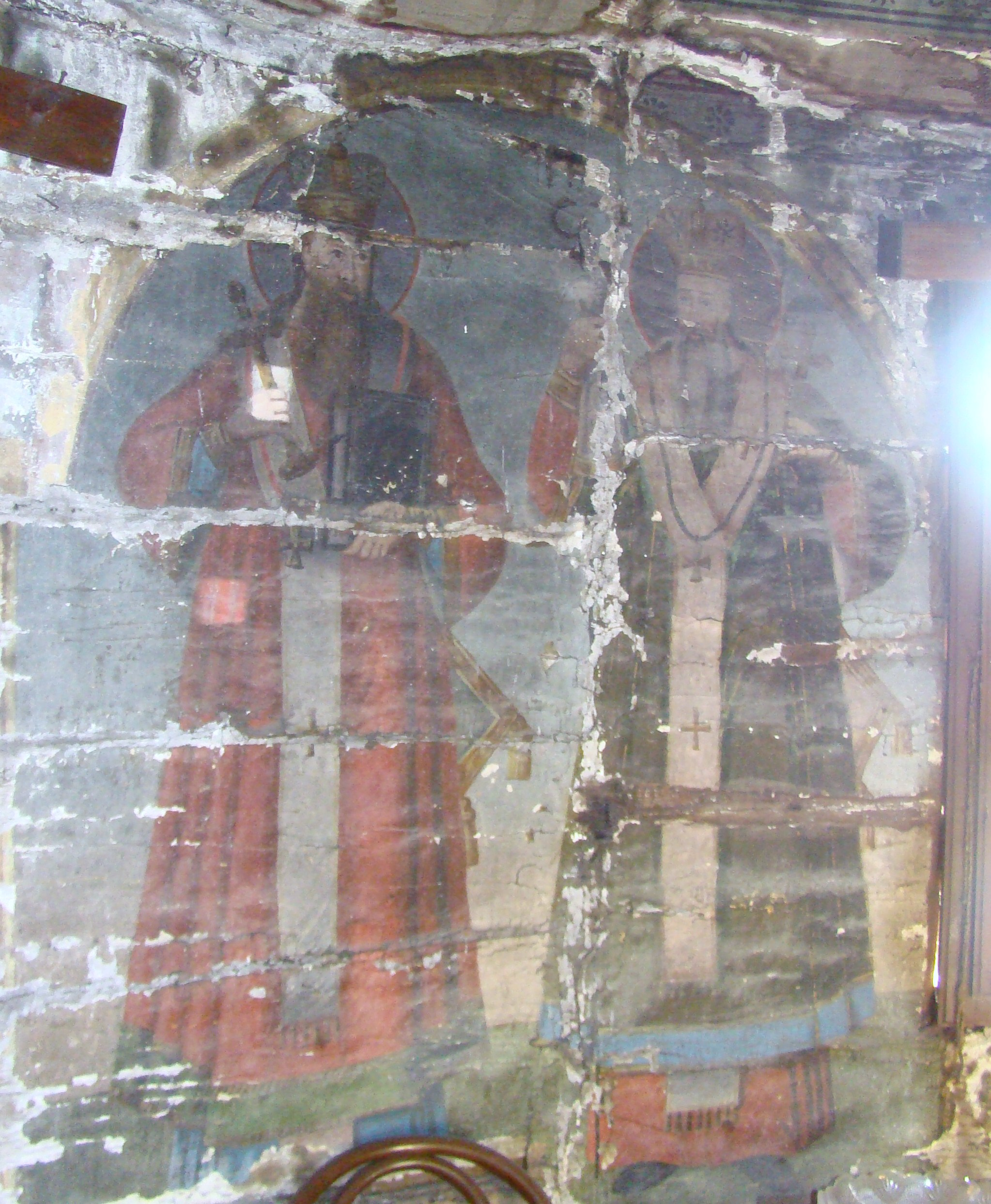